# Muséum national d'histoire naturelle
Ne doit pas être confondu avec NMNH.
Pour d'autres musées d'histoire naturelle, voir Liste de musées d'histoire naturelle.
Le Muséum national d'histoire naturelle (MNHN) est un établissement français d'enseignement, de recherche et de diffusion de la culture scientifique naturaliste (sciences de la vie, sciences de la Terre, anthropologie et disciplines dérivées), membre de l'alliance Sorbonne Université.
Fondé en 1793 en continuité du Jardin royal des plantes médicinales créé en 1626, c'est l'un des plus anciens établissements mondiaux de ce type. Il est doté du statut de grand établissement et placé sous la double tutelle administrative des ministères de l'Enseignement supérieur et de la Recherche et de l'Environnement,.
Le Muséum dispose d'un personnel d'environ 2 350 membres dont six cents chercheurs. Depuis la réforme de 2014, il est dirigé par le président du MNHN, assisté de directeurs-généraux délégués.

## Missions
Les statuts fondateurs du Muséum, élaborés depuis 1793, établissent ses six principales missions :
1. la gestion et le développement des collections scientifiques comprenant environ 68 millions de spécimens dont des espèces vivantes sur quatre sites à Paris et dix dans le reste de la France : conservation et aussi inventaire des collections (y compris d'autres établissements que le Muséum, membres du Réseau national des collections naturalistes) ;
2. la valorisation des spécimens par la présentation au public, en exposition permanente ou temporaire : c'est la muséologie ;
3. la diffusion de la culture scientifique dans les spécialités propres à l'établissement, par la publication, les réseaux numériques, la production d'outils pédagogiques ;
4. la recherche, dont la participation à l'inventaire national du patrimoine naturel ;
5. l'enseignement[8] et la formation à la recherche (master et doctorat) ;
6. l'expertise scientifique.

Ces spécialités concernent les disciplines propres à l'histoire naturelle, à savoir :
- l'étude de l'organisation et du fonctionnement du monde vivant (systématique, anatomie comparée, biochimie, biophysique, physiologie, etc.) ;
- l'étude du monde animal (zoologie et disciplines dérivées) ;
- l'étude du monde des champignons (mycètes et myxomycètes, mycologie et disciplines dérivées) ;
- l'étude du monde végétal (botanique et disciplines dérivées) ;
- l'étude de la vie unicellulaire, eucaryote, archéenne et bactérienne (microbiologie et disciplines dérivées) ;
- l'étude de la Terre et du monde minéral (géomorphologie, écologie, minéralogie, pétrologie, etc. et disciplines dérivées) ;
- l'étude de l'évolution de la vie, à travers ses traces minérales ou génétiques (paléontologie, génétique et disciplines dérivées) ;
- l'étude de l'évolution de la lignée humaine, de son insertion dans l'environnement, de son impact sur les milieux, des rapports entre l'espèce humaine et les milieux, des rapports entre nature et culture (anthropologie et disciplines dérivées telle l'ethnobotanique).

Dans l'expression « histoire naturelle », le terme « histoire » renvoie à son sens étymologique : « histoire » vient du grec ancien historia, signifiant « enquête », « connaissance acquise par l'enquête », qui lui-même a pour racine le terme ἵστωρ, hístōr signifiant « expert » ou « témoin ». On pourrait aujourd'hui traduire cette expression antique par « recherches sur la nature ». Ainsi, l'« histoire naturelle » est une enquête approfondie sur la nature, une collection de résultats, mais aussi de doutes acquis à un moment donné, et qui, comme dans toute démarche scientifique, peuvent être remis en question par de nouvelles découvertes, mais n'en témoignent pas moins d'une « expertise » au sujet des questions naturelles. En un sens plus récemment acquis, le terme « histoire » dans « histoire naturelle » peut aussi être interprété, à la lumière de l'approche actuelle de cette discipline, comme l'histoire approchée de notre planète (géologie, tectonique, géomorphologie, climatologie), de la vie (paléontologie) et de la lignée humaine (anthropologie). Selon cette vision récente de ce que serait l'« histoire naturelle », le terme « naturelle » renverrait alors à la géodiversité et à la biodiversité actuelles de la Terre. Au XXIe siècle, l'« histoire naturelle » est ainsi plus que jamais d'actualité en tant qu'approche systémique pluridisciplinaire, englobant sans les opposer aussi bien l'humanité que la nature, l'environnement que le développement, la préservation que la valorisation. La « culture scientifique naturaliste » est, au Muséum, une part intégrante de la culture.

## Accès
Les divers établissements du Muséum à Paris et en France sont accessibles par les transports publics mis en place par les autorités organisatrices de la mobilité concernées. Ainsi à Paris, le Jardin des plantes qui a plusieurs entrées, rues Buffon, Cuvier et Geoffroy-Saint-Hilaire, quai Saint-Bernard et place Valhubert, est desservi par plusieurs lignes d'autobus, trois lignes de métro (la 5, la 7 et la 10) ainsi que par la ligne C du RER.

## Établissements du Muséum
À la différence de beaucoup de musées d'histoire naturelle, le Muséum national d'Histoire naturelle n'est pas composé d'un seul site, mais de quatorze, à Paris et en différents lieux de France : la plupart sont multifonctionnels.
Son siège se trouve au Jardin des plantes de Paris qui est à la fois botanique, écologique et zoologique, et comprend un ensemble de galeries scientifiques qui sont autant de musées spécialisés, de laboratoires, de serres, et une bibliothèque spécialisée,.

### Paris

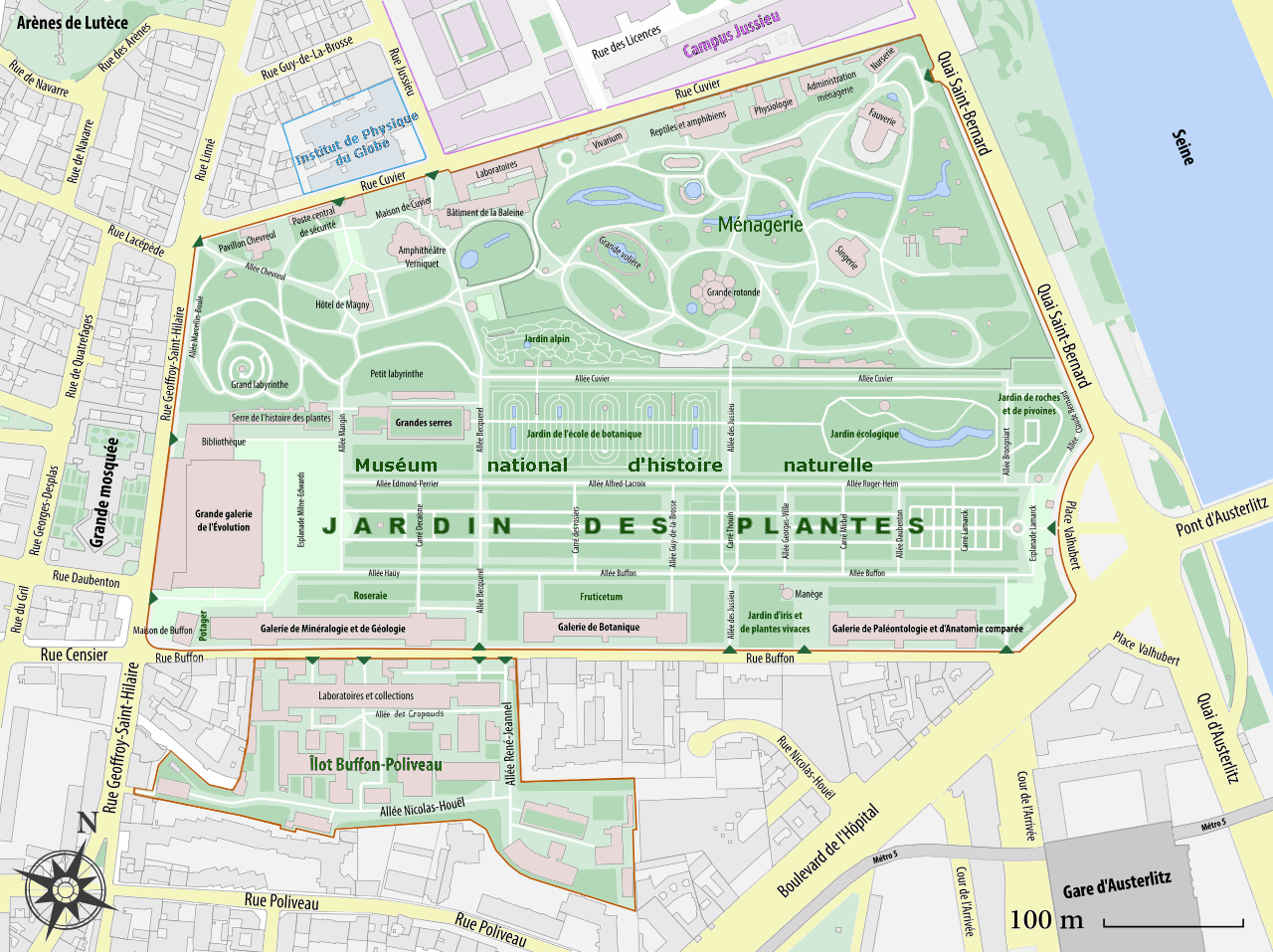
Siège et principal site du Muséum national d'histoire naturelle à Paris.

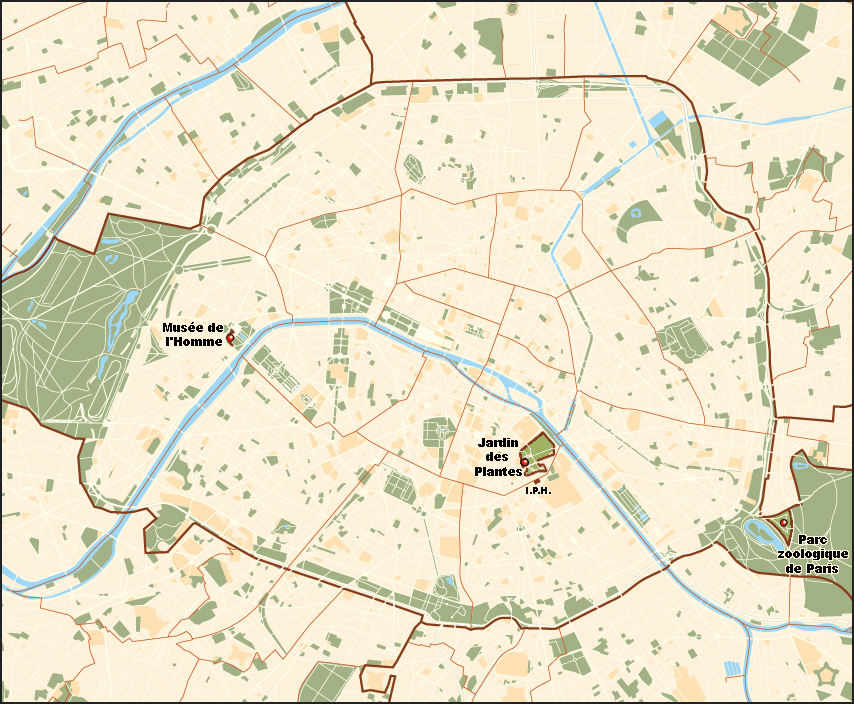
Établissements du Muséum à Paris.

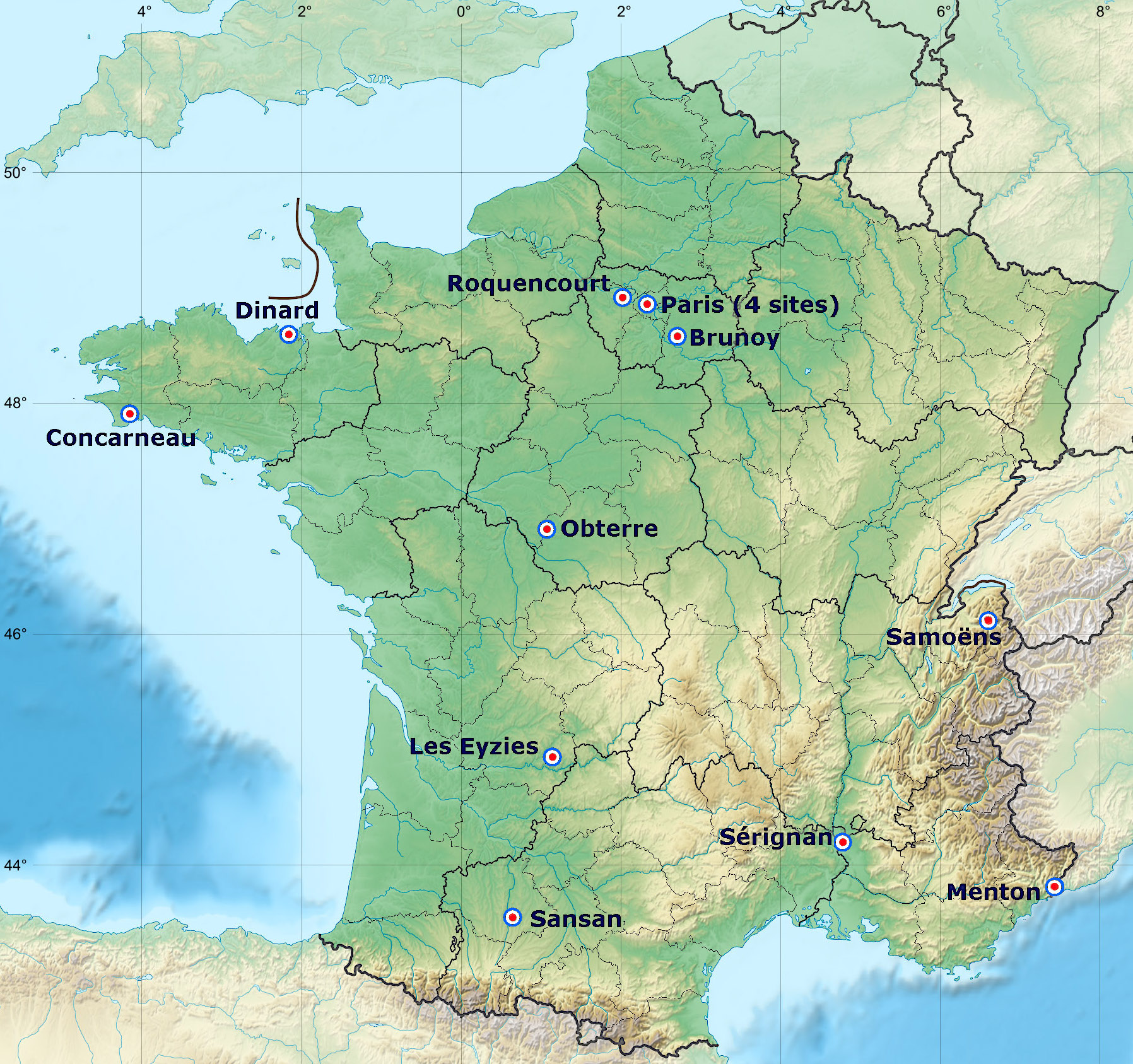
Établissements du Muséum en France.

Les sites sont au nombre de quatre à Paris, sur une surface de 41,2 hectares au total :
1. le Jardin des plantes (27 ha dont 23,5 ha au nord de la rue Buffon et 3,5 ha au sud[10]) comportant :
  - une grande perspective à la française de la place Valhubert à l'est jusqu'à la rue Geoffroy-Saint-Hilaire à l'ouest ;
  - les jardins à l'anglaise et le « grand labyrinthe »[note 2] surmonté par la gloriette de Buffon ;
  - les grandes serres du Jardin des plantes ;
  - le jardin alpin ;
  - le jardin écologique ;
  - l'école de botanique ;
  - la ménagerie du Jardin des plantes ;
  - les maisons de Buffon, de Cuvier, de Chevreul ; le « bâtiment de la baleine » ; les amphithéâtres « Rouelle » et « Verniquet » et l'hôtel de Magny abritant la direction du Muséum ;
  - la grande galerie de l'Évolution ;
  - la galerie des enfants[11] (située dans le bâtiment de la grande galerie de l'Évolution) ;
  - la galerie de Minéralogie et de Géologie (l'exposition permanente « Trésors de la terre » y retrace l'ensemble du monde minéral) ;
  - la galerie de Botanique ;
  - la galerie de Paléontologie et d'Anatomie comparée ;
2. le musée de l'Homme (situé dans le palais de Chaillot au Trocadéro) ;
3. l'Institut de paléontologie humaine (situé dans le 13e arrondissement, géré paritairement par la Fondation Albert Ier, Prince de Monaco et le Muséum national d'histoire naturelle) ;
4. le parc zoologique de Paris (situé dans le bois de Vincennes sur un terrain de 14,5 ha).

### Hors de Paris
Hors de Paris les sites du Muséum sont au nombre de dix :
1. le centre d'écologie générale de Brunoy ;
2. l'arboretum de Versailles-Chèvreloup, à Rocquencourt ;
3. la réserve zoologique de la Haute-Touche, à Obterre ;
4. la station de biologie marine de Concarneau, avec son espace public : le « Marinarium » ;
5. la station de biologie marine de Dinard (Centre de recherche et d'enseignement sur les systèmes côtiers - CRESCO) ;
6. le musée du site de l'abri Pataud, aux Eyzies ;
7. le jardin botanique alpin La Jaÿsinia à Samoëns ;
8. le site paléontologique de Sansan ;
9. l'Harmas de Jean-Henri Fabre à Sérignan-du-Comtat ;
10. le jardin botanique du Val Rahmeh, à Menton.

### Anciennes présentations
D'importants budgets sont nécessaires pour faire fonctionner, entretenir, rénover et mettre ces installations aux normes (principalement pour la sécurité et l'accessibilité). Les entrées payantes ne suffisent pas à couvrir ces dépenses et certaines présentations historiquement ouvertes au public n'ont pu être maintenues. Tel est le cas :
- à Paris, des sept présentations disparues :

1. le cabinet d'Histoire naturelle, ouvert de 1635 à 1886 d'abord aux invités et aux étudiants, puis, après la Révolution française, au public (et démoli en 1936) ;
2. la galerie d'anatomie comparée mise en place par Cuvier dans le « bâtiment de la baleine » en 1802, ouverte au public de 1806 à 1898[note 3] ;
3. à la même adresse que le « cabinet d'Histoire naturelle », la galerie de zoologie, ouverte au public de 1889 à 1966 dans le bâtiment abritant la grande galerie de l'Évolution depuis 1994 ;
4. la galerie cynégétique du duc d'Orléans, ouverte au public de 1928 à 1958 au no 45 rue Buffon[note 4] ;
5. au même endroit[note 5], la galerie d'Entomologie ouverte au public de 1961 à 1996 au rez-de-chaussée du nouveau bâtiment abritant les collections en croissance du laboratoire d'entomologie[12] ;
6. dans le même bâtiment que la galerie de Minéralogie et de Géologie, la galerie de Paléobotanique, ouverte au public de 1972 à 1998[note 6] ;
7. dans les salons de l'hôtel de Magny, le cabinet d'histoire et d'art du Jardin des plantes et du Muséum, ouvert au public de 2008 à 2017 ;

- en Bretagne, de l'aquarium-musée de la mer de Dinard ouvert au public de 1935 à 1996[note 7] ;
- en Normandie, du parc zoologique de Clères géré par le Muséum de 1960 à 1989.

## Histoire
Le Muséum national d'histoire naturelle est fondé le 10 juin 1793 par décret de la Convention nationale à la suite de la proposition de Joseph Lakanal après son intervention sur la Vendée et sa demande d'inscrire le nom de Joseph Sauveur au Panthéon,. Dans le décret de la Convention, les buts principaux du Muséum doivent être : « l'enseignement public de l'histoire naturelle, pris dans toute son étendue et appliqué particulièrement à l'avancement de l'agriculture, du commerce et des arts ».
Cet établissement est la métamorphose d'un « jardin d'utopie » plus ancien, le Jardin royal des plantes médicinales qui dispensait déjà le savoir des savants qui l'administraient, et qui avait été créé au XVIIe siècle sur la terre d'Alez où, au XVIe siècle, l'apothicaire philanthrope Nicolas Houël donnait des cours d'herboristerie. Sur ce site, la tradition d'enseigner l'histoire naturelle remonte donc à plus de quatre siècles.

### XVIIesiècle

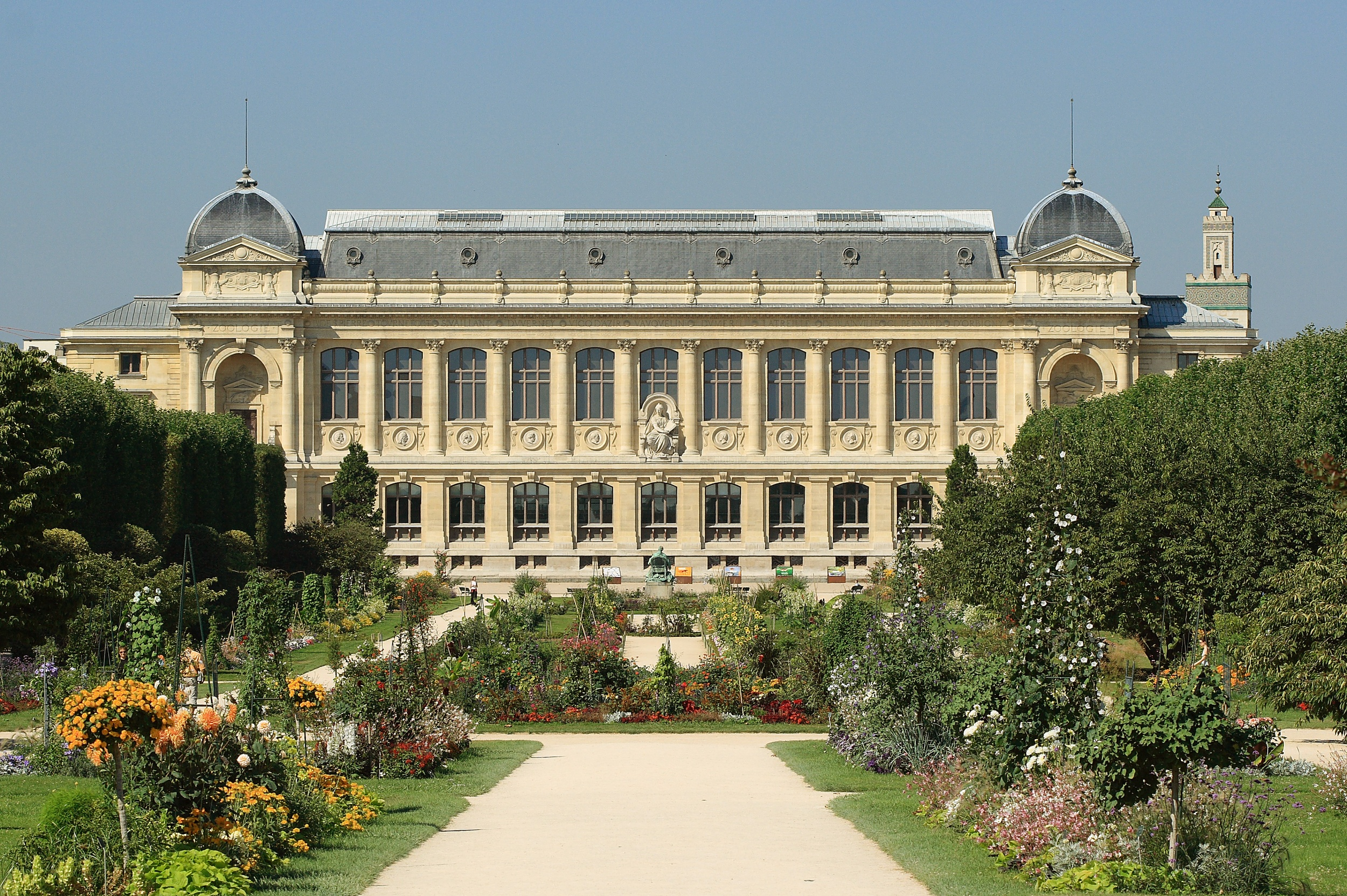
La perspective du jardin des plantes de Paris vers la grande galerie de l'Évolution.

En 1626, l'un des médecins du roi, Guy de La Brosse, appuyé par le premier médecin Jean Héroard, et par Richelieu, persuade Louis XIII de créer à Paris un « jardin de plantes médicinales ». Un nouvel édit royal est proclamé en 1635 et ce jardin, le Jardin royal des plantes médicinales, ouvre finalement ses portes en 1640, devant servir d'une part, à la culture, la conservation, l'étude et l'utilisation des plantes utiles à la santé et à destination des futurs médecins et apothicaires, et, d'autre part, à l'enseignement de la botanique, de la chimie et de l'anatomie. Ces cours, enseignés en français (c'est une première, car partout ailleurs c'est en latin), sont également accessibles au grand public. Ils sont dispensés par des « démonstrateurs » et obtiennent un vif succès : des auditeurs de tous âges, français et étrangers, fréquentent les leçons données au Jardin.
Destiné initialement aux collections botaniques et aux besoins de la maison royale (d'où le nom de « Jardin royal des plantes médicinales »), le Jardin suscite l'hostilité de la faculté de médecine, seule à Paris, à pouvoir décerner le grade de docteur en médecine. D'ailleurs, les démonstrateurs sont tous médecins, mais formés, eux, en province, et notamment à Montpellier, faculté rivale et détestée. Autre sujet d'aversion : les nouvelles disciplines enseignées au Jardin, comme la médecine chimique ou la circulation du sang, qui sont des hérésies pour les universitaires parisiens, gardiens des traditions hippocratique et galénique. Jusqu'à la fin du XVIIe siècle, la faculté de médecine de Paris fera tout ce qu'elle pourra pour s'opposer, devant le Parlement, aux décisions prises par le surintendant ou l'intendant du Jardin.
En 1693, Guy-Crescent Fagon accède à cette dernière fonction en devenant premier médecin du roi Louis XIV. Petit neveu du fondateur Guy de la Brosse, son administration est remarquable : il apaise par un compromis le conflit devenu aigu avec la Faculté de Paris, recrute un personnel compétent (tels Tournefort, l'un des pères de la botanique française, Vaillant, mais aussi Antoine de Jussieu, fondateur d'une dynastie de botanistes) et enfin encourage les voyages d'étude dans les pays lointains. De cette époque datent les premières collections du Jardin, constituées tout d'abord par des missionnaires (Charles Plumier entre 1689 et 1697 aux Antilles, Louis Feuillée entre 1703 et 1711 dans les Andes…), puis par des médecins (Augustin Lippi en 1704 au Soudan et surtout Tournefort en Méditerranée orientale et en Anatolie de 1700 à 1702). Fagon favorise l'importation et l'acclimatation des plantes tropicales, notamment le café, jusqu'alors monopole de l'Empire ottoman, que Jussieu introduit aux Antilles.

### XVIIIesiècle

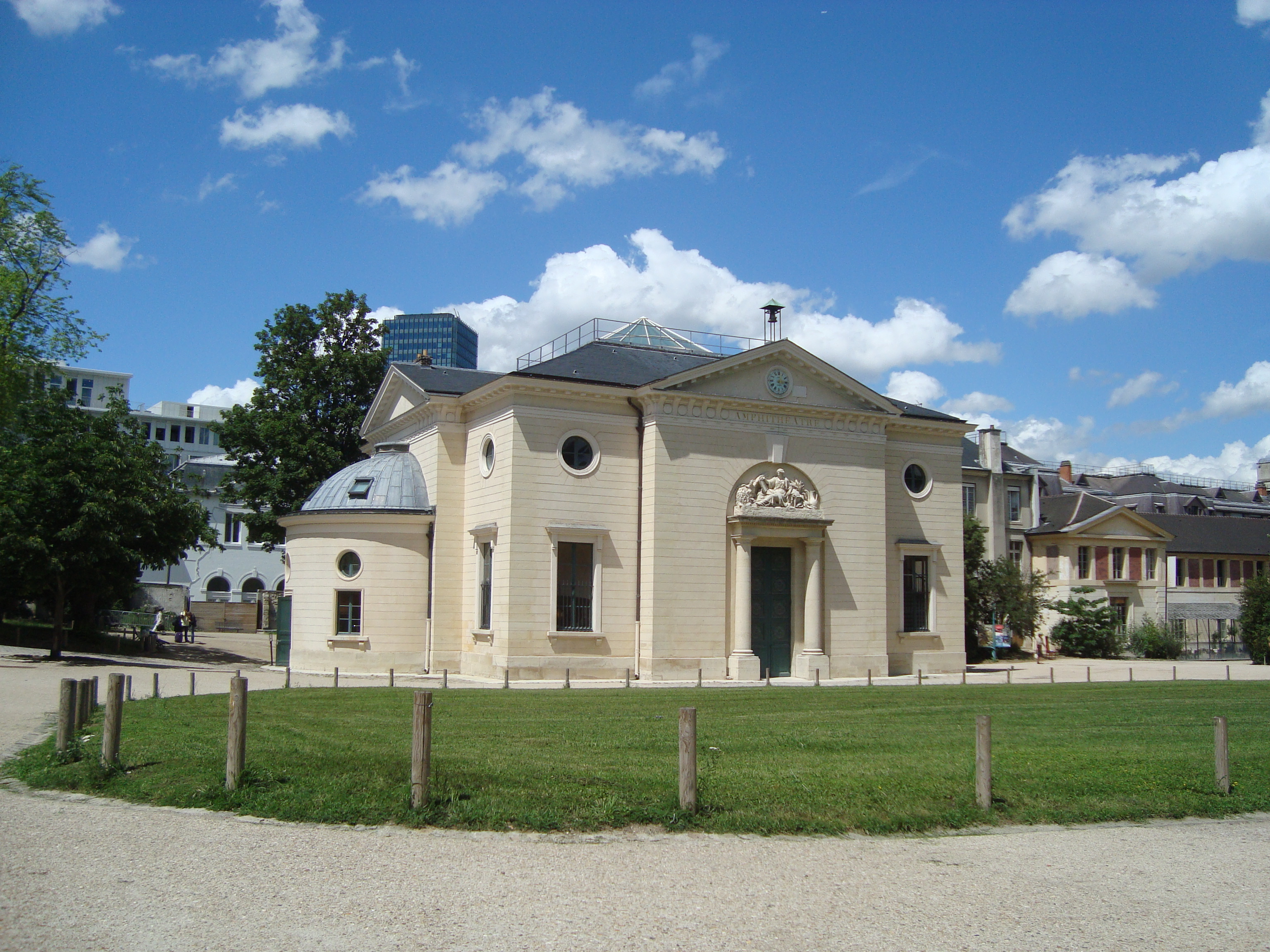
L'amphithéâtre édifié par l'architecte Edme Verniquet (1727-1804) sous l'égide de Buffon : les trois hémicycles hémisphériques ont été ajoutés par Jacques Molinos.

Au XVIIIe siècle, l'activité se diversifie : de l'art de guérir par les plantes, on passe progressivement à l'histoire naturelle. Le lendemain de la mort de Louis Poirier, premier médecin du roi, le décret royal du 31 mars 1718 sépare cette charge de celle du surintendant du Jardin royal des plantes et, en 1729, l'ancien « droguier » qui a perdu progressivement son aspect d'officine, prend officiellement le titre de « cabinet d'Histoire naturelle ».
Dix ans plus tard, en 1739, le « Jardin du roi » comme on l'appelle désormais, prend une nouvelle dimension, grâce à l'un des savants les plus en vue du XVIIIe siècle : Buffon (1707-1788). Ce naturaliste complet (il publie tout au long de son mandat la monumentale Histoire naturelle en 36 volumes, un véritable best-seller de l'époque), membre de l'Académie française et trésorier perpétuel de celle des sciences, va diriger l'établissement pendant près d'un demi-siècle, jusqu'à sa mort en 1788. Grâce à lui, en 50 ans le Jardin double sa superficie, l'école de botanique ainsi que le cabinet d'Histoire naturelle sont agrandis et, avant sa mort, un vaste amphithéâtre et une nouvelle serre sont mis en chantier.
Comme Fagon, Buffon recrute de nouveaux et prestigieux naturalistes : André Thouin, Antoine-Laurent de Jussieu, les frères Rouelle (Guillaume-François « l'aîné » auquel succédera Hilaire-Marin « le cadet »), Fourcroy, Mertrud, mais aussi Daubenton, Lamarck ou Dolomieu. Les voyages de découverte et d'étude à but naturaliste se succèdent : Jean-André Peyssonnel découvre la nature animale du corail vivant sur les côtes de « Barbarie » (1725) ; Joseph de Jussieu passe 35 ans au Pérou espagnol (1735-1770) et contribue largement à la connaissance du quinquina, découvert par La Condamine ; Jean Baptiste Christian Fusée-Aublet explore la Guyane (1762-1764) tout comme Louis Claude Richard (1781-1789). Dans l'océan Indien, Pierre Poivre acclimate les épices à l'île Maurice (1770) alors que son cousin Pierre Sonnerat accomplit plusieurs périples vers les Indes Orientales à la fin du XVIIIe siècle. D'autres, comme le botaniste Philibert Commerson ou les jardiniers Jean Nicolas Collignon (qui accompagne les navigateurs Bougainville et Lapérouse) et Joseph Martin, enrichissent à leur tour les collections vivantes du Jardin. En un demi-siècle, l'énergie et le travail acharné de Buffon font du Jardin l'un des phares scientifiques du XVIIIe siècle, de notoriété internationale.
À sa mort, en 1788, le roi nomme à la tête du Jardin un militaire, Auguste de Flahaut, qui n'entend pas grand-chose aux sciences, ni même à l'horticulture, et dont se plaignent vainement auprès du roi le naturaliste Louis Jean-Marie Daubenton et le personnel du Jardin, notamment les démonstrateurs.

### Révolution française
La Révolution modifie profondément le fonctionnement du Jardin. Le 20 août 1790, un décret de l'Assemblée nationale demande aux démonstrateurs de rédiger un projet pour sa réorganisation. La première assemblée vote le départ d'Auguste de Flahaut et élit à l'unanimité Daubenton directeur. Ce dernier charge une commission comprenant Antoine-François Fourcroy, Bernard Lacépède et Antoine Portal de rédiger le règlement de la nouvelle institution et d'en fixer le fonctionnement et les missions du musée : instruire le public, constituer des collections et participer activement à la recherche scientifique. Le corps des professeurs et leur directeur, élu et renouvelé chaque année, devaient être les garants de l'indépendance de la recherche.
Mais, prise par l'actualité politique alors tumultueuse, l'Assemblée nationale laisse ce projet de côté. En 1791, de Flahaut démissionne, remplacé en 1792 par Jacques-Henri Bernardin de Saint-Pierre. Ce n'est qu'en 1793 que Joseph Lakanal (1762-1845), apportant les collections du prince de Condé rencontre Daubenton et découvre le projet de 1790. Lakanal le porte à l'Assemblée et, dès le lendemain 10 juin 1793, obtient le vote du décret établissant le musée, donnant ainsi au Jardin une existence juridique propre. Cette courte période entre 1792 et 1797 est significative : les confiscations françaises et étrangères apportent à Paris une quantité considérable d'objets de toutes sortes, qui doivent être stockés et triés. Les années 1793-1795 du gouvernement révolutionnaire puis du Directoire voient une refonte des lieux de conservation et l'apparition de nouveaux musées à Paris - notamment la création ou la refondation de trois grandes institutions revêtues du titre de « national » ou de « central » : le « Muséum national d’histoire naturelle » (1793), le « Muséum des arts de la République » (1794, officiellement qualifié de « central » en janvier 1797) et la Bibliothèque nationale (1795),.
Le poste d'intendant est alors remplacé par la fonction de directeur. L'ancienne hiérarchie des officiers du Jardin, notamment en démonstrateurs et sous-démonstrateurs, est abolie. Douze postes de professeurs assurent, de façon égale et collégiale, l'administration du musée. Les enseignements sont répartis en douze chaires professorales.

### XIXesiècle

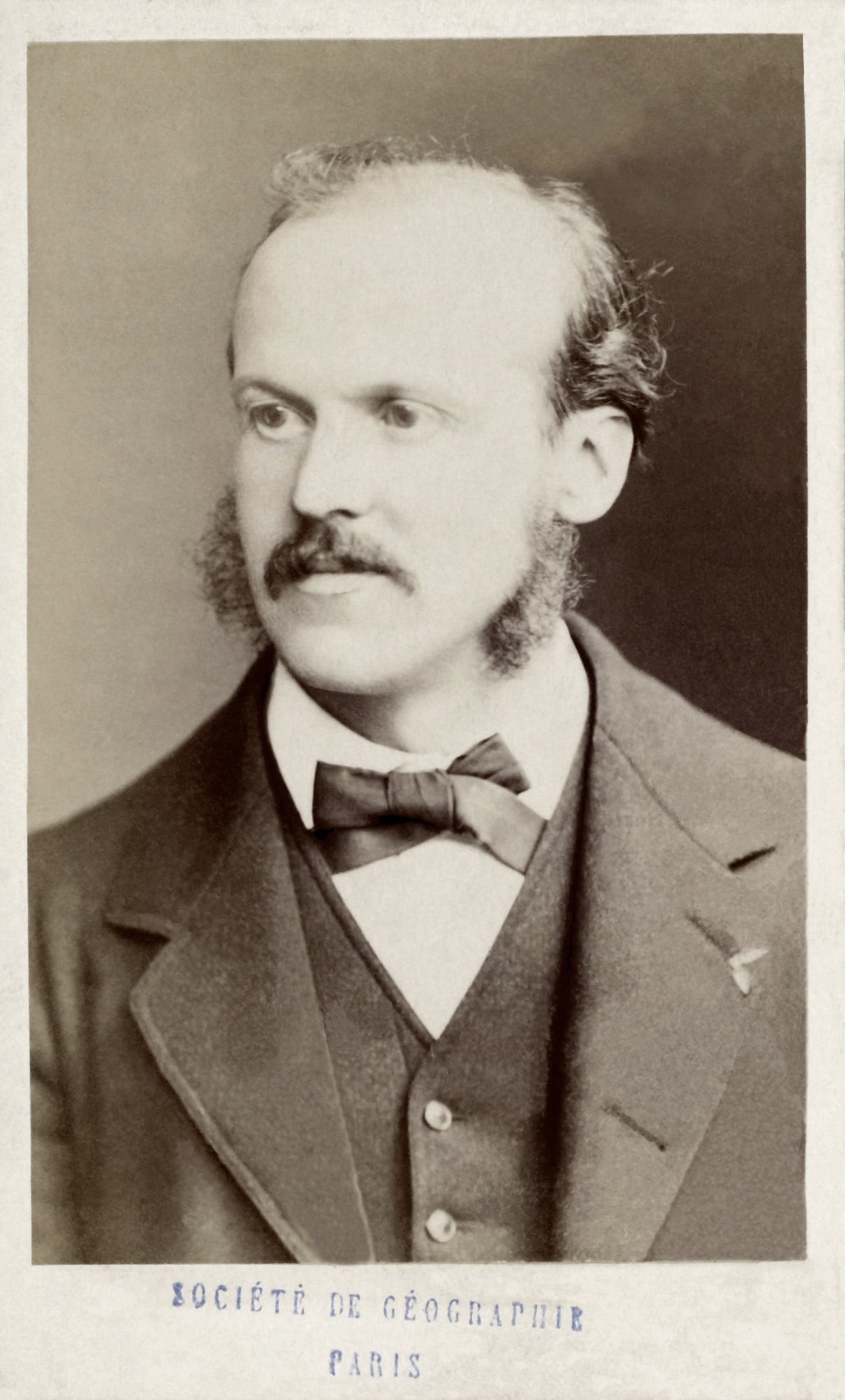
Alphonse Milne-Edwards, directeur du Muséum à la fin du XIXe siècle.

Avec deux savants prestigieux, Étienne Geoffroy Saint-Hilaire et Georges Cuvier, l'étude de la vie animale prend, au début du XIXe siècle, l'avantage sur celle des plantes, qui prédominait jusqu'alors. Geoffroy Saint-Hilaire, proche des idées transformistes de Lamarck, créa la ménagerie dès 1793 et s'opposera durant le premier tiers du siècle à Cuvier, partisan convaincu des théories catastrophistes et fixistes. En affirmant, bien avant Charles Darwin, la transformation progressive et successive des espèces au fil des générations et au cours du temps, Lamarck et Geoffroy Saint-Hilaire précèdent d'un demi-siècle la publication de l’Origine des espèces en 1859. L'abbé René Just Haüy, fondateur de la cristallographie géométrique, y enseigne en 1800. Diverses théories ou découvertes voient le jour au Muséum : le principe de corrélation des formes sur lequel Cuvier fonde l'anatomie comparée et la paléontologie, la série de travaux de Chevreul sur les corps gras, les recherches de Charles Naudin, qui formule vers 1860, au même moment que Gregor Mendel, les lois essentielles de la génétique ou encore la découverte de la radioactivité en 1896 qui vaudra à Henri Becquerel, quelques années plus tard, en 1903, le prix Nobel de physique.
D'autres savants vont ponctuer la vie du Muséum en ce XIXe siècle, notamment Lacépède, Gay-Lussac, Milne Edwards père puis fils, Chevreul, Alcide d'Orbigny, la lignée des Becquerel ou Claude Bernard. La plupart d'entre eux sont membres de l'Académie des sciences ou de l'Académie de médecine. Plusieurs enseignent au Collège de France ou à l'École centrale Paris.

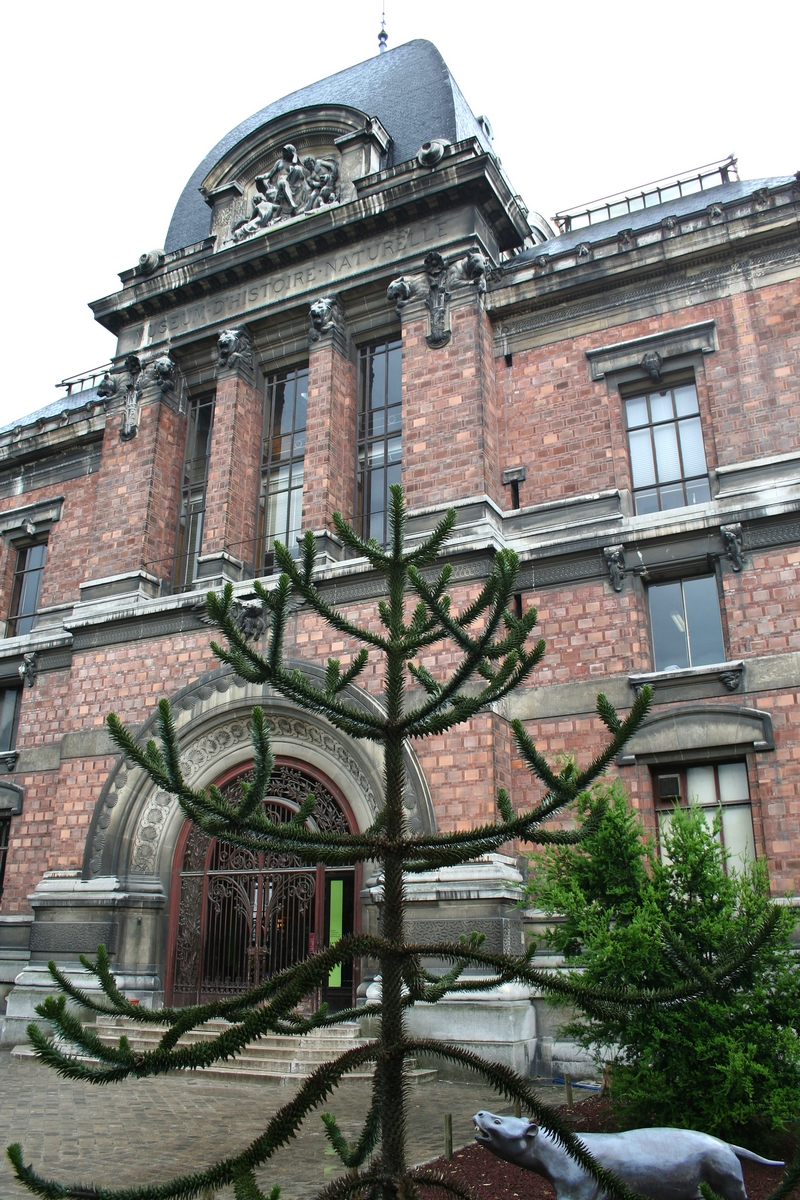
La galerie de Paléontologie et d'Anatomie comparée.

La multiplication tout au long du XIXe siècle des voyages d'exploration augmente considérablement les collections : l'expédition d'Égypte de Napoléon Bonaparte de 1798 à 1801, à laquelle participent près de 170 savants dont Geoffroy Saint-Hilaire, précède de peu celle d'Alexander von Humboldt en Amérique du Sud (1799-1804) ou celle de Nicolas Baudin dans les terres australes (1800-1803). Suivront celles d'Auguste de Saint-Hilaire au Brésil (1816-1822), de Claude Gay au Chili (1828-1842), de Jean-Baptiste Bory de Saint-Vincent en Grèce (1829) puis en Algérie (1840-1842), de l'abbé David en Chine (entre 1862 et 1874) ou d'Alfred Grandidier à Madagascar (1865-1870). Et n'oublions pas l'une des premières expéditions spécifiquement orientée vers la paléontologie, celle d'Albert Gaudry sur le site de Pikermi en Grèce (1855-1860). Et la liste des expéditions auxquels participent les savants du Muséum est loin d'être exhaustive.
Pour conserver les collections ainsi enrichies, le vieux château acheté par Louis XIII en 1633, au moment de la création du Jardin royal des plantes médicinales, a déjà été remanié et agrandi tout au long du XVIIIe siècle, jusqu'à présenter sous l'Empire une façade de 120 mètres le long de la rue Geoffroy-Saint-Hilaire. Mais ces extensions s'avérant insuffisantes, on construit et on déménage à tour de bras : Charles Rohault de Fleury édifie une nouvelle galerie de Minéralogie entre 1833 et 1837, premier bâtiment spécifiquement destiné à être un musée en France. À son extrémité, un grand espace a été réservé pour abriter les herbiers, eux aussi de plus en plus nombreux. Le même architecte élève également deux élégantes serres jumelles entre 1833 et 1836, restaurées en 1980-1981 puis en 2005-2010 et toujours en service. Enfin, entre 1877 et 1889, Jules André construit la galerie de Zoologie et, à l'extrême fin du siècle (1898), est inaugurée la galerie de Paléontologie et d'Anatomie comparée.
Avec la nomination, en 1836, du chimiste Eugène Chevreul (1786-1889), le Muséum commence à s'intéresser, comme sa « rivale » la faculté des sciences de Paris, aux sciences physiques, chimiques et de l'Univers, d'où la création en 1837, pour Antoine Becquerel, de la chaire de physique appliquée. Cette période prend fin avec Alphonse Milne-Edwards, en 1890, et la promulgation du décret du 12 décembre 1891 qui signe le retour en force de l'histoire naturelle biologique basée sur l'étude des collections (cette politique restera en vigueur jusqu'à la veille de la Seconde Guerre mondiale). Entre-temps, le gouvernement de Napoléon III avait adopté en 1863 un décret portant le mandat de directeur à 5 ans sans limitation de renouvellement : Chevreul le restera 28 ans. Le nombre de chaires augmente également et certaines sont divisées en deux à mesure que les disciplines se spécialisent.
Pour favoriser ses activités de recherche liées à la mer, le Muséum ouvre en 1882 un laboratoire de recherche maritime à l'île Tatihou qui à partir de 1887 devient sa toute première station maritime. Elle restera en fonctionnement dans l'île jusqu'en 1923 et sera transférée à Saint-Servan en 1924 puis à Dinard en 1935, où elle ouvrit au public son « Aquarium-Musée de la mer » jusqu'en 1996 avant de déménager en 2008 dans la nouvelle station de biologie marine de Dinard créée paritairement avec l'Institut français de recherche pour l'exploitation de la mer. L'autre station maritime du Muséum, à Concarneau, fondée par Victor Coste en 1859, est elle aussi gérée paritairement depuis 1996, cette fois avec le Collège de France.
Pour enrichir les collections au fil de l'extension et de l'exploration de l'empire colonial français, une « école coloniale » a vu le jour en 1889 et un enseignement spécial destiné aux voyageurs a été élaboré en 1893, avant même le ministère des colonies (qui date de 1894).
Trop vastes pour être intégralement présentées, les collections du Muséum font l'objet d'expositions temporaires qui remportent un vif succès. L'une des premières est, en 1884, consacrée aux campagnes océanographiques du Travailleur et du Talisman ; les visiteurs pouvaient y voir les appareils (dragues, sondes, thermomètres) utilisés par les chercheurs embarqués ainsi que de nombreux échantillons en bocaux des animaux (poissons, crustacés, mollusques, échinodermes, zoophytes) recueillis jusqu'à 5 000 mètres de profondeur (une performance pour l'époque). Les travaux naturalistes en Antarctique et ethnographiques en Terre de Feu sur les Selknams par Émile Racovitza de l'expédition Belgica ainsi que le laboratoire du navire furent également exposés dans l'ancienne galerie du duc d'Orléans, rue Buffon.

### XXesiècle

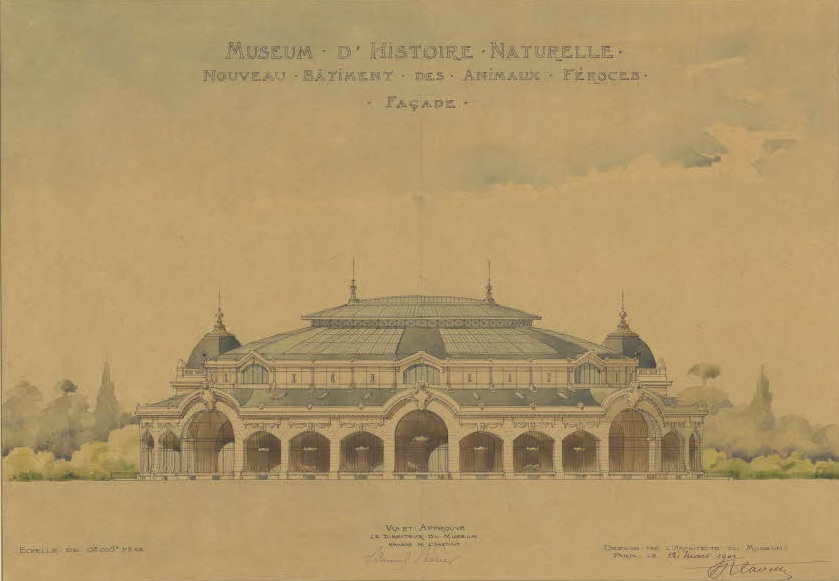
Le Muséum national d'histoire naturelle en 1902 : projet pour un nouveau bâtiment des « animaux féroces ». Élévation, par Victor-Auguste Blavette. Archives nationales (France).

La loi de finances du 31 décembre 1907 accorde au Muséum l'autonomie financière et un budget propre d'1 million de francs de l'époque (soit autant que le budget de la faculté des sciences). Dans la même année Edmond Perrier, directeur du Muséum, décide de fonder la Société des Amis du Muséum avec pour but de donner son appui moral et financier au Muséum. En ce début du XXe, les collections du Muséum s'accroissent considérablement. Les voyages se multiplient : d'Alfred Lacroix en Martinique à la suite de l'éruption de la Montagne Pelée en 1902, jusqu'à Robert Gessain à la fin des années 1970 au Groenland, en passant par Henri Humbert à Madagascar (entre 1912 et 1960), Marcel Griaule entre Dakar et Djibouti (1931-1933) ou Henri Lehmann (1901-1991) au Guatemala (1954-1969).

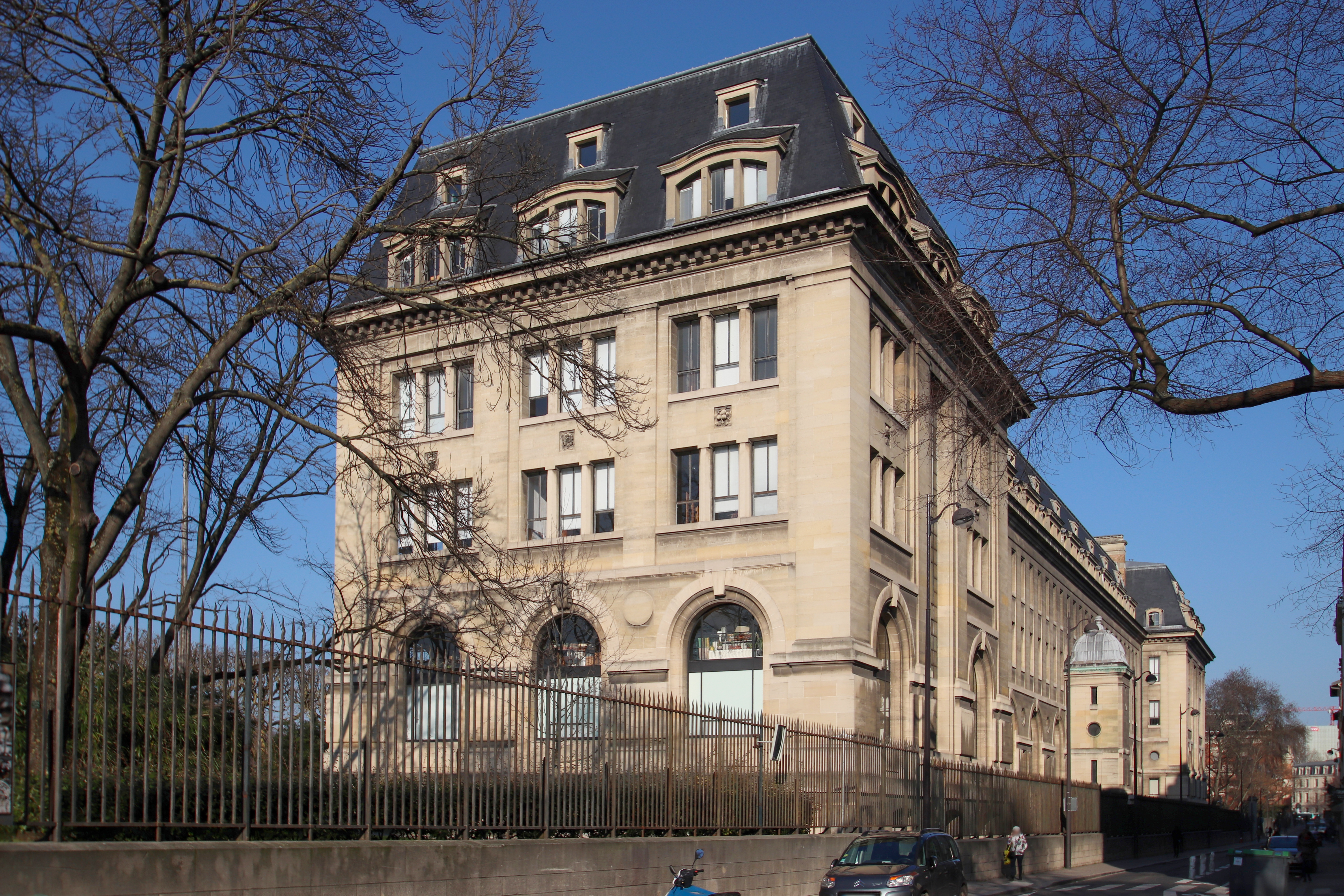
La galerie de Botanique, contenant plus de 8 millions de spécimens dont 500000 « types ».

Après la Première Guerre mondiale, le Muséum acquiert de nouveaux établissements dans et hors de la capitale. En 1922, il hérite de la propriété de l'entomologiste Jean-Henri Fabre à Sérignan-du-Comtat, près d'Orange.
La Galerie du Duc d'Orléans, au 45 rue Buffon, est inaugurée le 22 décembre 1928. C'est d'abord une collection de trophées cynégétiques de Philippe d'Orléans donnée au Muséum par sa sœur Amélie de Portugal, mais la présentation des animaux naturalisés, dans des dioramas reconstituant leur environnement naturel, constituait une muséographie innovante et spectaculaire pour l'époque (au moins en France),. Devenue vétuste, cette galerie a été fermée en 1959,.
En 1934, le Muséum s'accroît : pour son activité botanique il reçoit par legs le domaine de Chèvreloup et pour son activité zoologique le président du Conseil inaugure le parc zoologique de Vincennes ; en 1937, pour son activité anthropologique, il se voit attribuer les étages de l'aile sud du nouveau Trocadéro pour y accueillir le musée de l'Homme.
À la veille de la Seconde Guerre mondiale, le Muséum compte 19 chaires administrées chacune par un professeur qui y enseigne. Durant les quatre années d'Occupation, les pénuries d'énergie et d'aliments provoquent la perte d'une partie des collections vivantes (serres, ménagerie et zoo de Vincennes). L'établissement abrite des réseaux de résistants : l'un au Jardin des plantes autour des professeurs Roger Heim, Jean-Pierre Lehman et Jean Orcel, l'autre au musée de l'Homme autour du pr. Paul Rivet. Au sortir de la guerre, c'est Roger Heim qui dirige le Muséum de 1950 à 1965, parvenant à redresser l'établissement dans un contexte difficile (l'histoire naturelle étant, en pleine croissance économique, souvent considérée comme une « discipline mineure » et obsolète). Conscient des déséquilibres et de la surexploitation des ressources par l'expansion humaine, Heim contribue en 1948 à la création de l'Union internationale pour la conservation de la nature (UICN). En 1962, il installe au Muséum un « service de conservation de la nature » qui évolue en 1979 en « secrétariat de la faune et de la flore », puis en 1992 en « délégation permanente à l'environnement ». Durant cette période, le Muséum acquiert l'abri Pataud en Dordogne (1957), la réserve zoologique de la Haute-Touche dans l'Indre (1958) et le jardin botanique de Val Rahmeh à Menton (1966).
Tout au long du XXe siècle, de nouveaux milieux jusque-là pas ou peu explorés sont découverts : on pénètre de plus en plus loin à l'intérieur des forêts primaires, des moyens techniques permettent d'explorer les fonds océaniques et de découvrir que la vie y réside. On découvre également que la vie réside à l'intérieur des grottes que René Jeannel et Norbert Casteret explorent. Les scientifiques repoussent les limites géographiques de leurs recherches pour couvrir l'ensemble de la biosphère, des abysses (« fumeurs noirs ») et des profondeurs de l'écorce terrestre (extrêmophiles) jusqu'aux limites de l'atmosphère (plancton aérien). Le Muséum s'intéresse aussi à l'espace puisque parmi ses collections, on peut trouver des matériaux extraterrestres comme des météorites et quelques pierres de Mars.
Au Muséum l'être humain est bien compris comme une partie et un acteur de l'histoire naturelle : la vie des peuples autochtones par exemple est étudiée par l'ethnographie qui se développe dans la deuxième moitié du XIXe siècle, amenant la création, en 1880, du musée d'ethnographie du Trocadéro, rattaché en 1928 au Muséum et transformé en musée de l'Homme dix ans plus tard. Ce musée collecte également de plus en plus de fossiles d'hominidés : parmi ses riches collections, on peut y voir le crâne de l'homme de Tautavel, le pithécanthrope de Java, un moulage du célèbre australopithèque surnommé « Lucy » (dont le fossile original, conservé en Éthiopie, est vieux de plus de trois millions d'années), ou encore au musée de l'Homme les fossiles originaux de l'Homme de Cro-Magnon datant de 27 700 ans, de l'Homme de la Chapelle-aux-Saints, principal squelette d'Homme de Néandertal (60 000 ans), de l'Homme de la Ferrassie, de l'enfant du Pech-de-l'Azé, de la tête de la Dame du Cavillon recouverte de coquillages (24 000 ans) ou de la femme de l'abri Pataud, avec des œuvres d'art préhistorique comme la Vénus de Lespugue. Les fossiles d'autres animaux ne sont pas en reste. Installés dans la galerie de Paléontologie de la rue Buffon, on y trouve entre autres le célèbre Mosasaure de Maastricht, un grand spécimen de Mégathérium, au moins deux squelettes complets de mammouths, le squelette de l'Aepyornis offert par l'Américain Andrew Carnegie en 1908, les fossiles des fouilles varoises de 1985 à Canjuers, dont un exemplaire adulte ou sub-adulte de Compsognathus, un moulage de celui qui fut en 1908 le premier crâne complet de Tyrannosaurus, ou encore un authentique crâne fossilisé de Triceratops dont le Muséum avait fait l'acquisition en 1912. Mais ce sont surtout les squelettes complets de dinosaures qui rencontrent dans cette galerie le plus de succès (Diplodocus, Allosaurus, Iguanodon, Carnotaurus, Unenlagia, Dromaeosaurus, Bambiraptor…).
Au cours du XXe siècle les expositions temporaires se multiplient. Celle du tricentenaire du Jardin royal des plantes médicinales, en 1935, déploie tout l'arc-en-ciel des divers domaines de l'histoire naturelle et retrace l'histoire du Muséum. De février 2008 à janvier 2017, cette histoire fut exposée dans le « cabinet d'histoire du Jardin des plantes » (dans des salles de l'hôtel de Magny, mais ce « cabinet d'histoire » est désormais dissous). Au fil des années, la muséographie des expositions évolue et s'accompagne de beaux catalogues. Parmi les plus visitées, signalons Orchidées et plantes épiphytes en 1966, Météorites, messagères du cosmos en 1968, La Nature au microscope électronique en 1971, Le Sahara avant le désert en 1974, Les plus beaux coquillages du monde en 1975, Histoire naturelle de la sexualité en 1977 avec André Langaney, La bionique, science des inventions de la nature en 1985 et les cristaux géants du Brésil en 1987, qui ensemble ont attiré plus d'un million de visiteurs. Un public nombreux suit également les conférences-débats et les séances de travaux dirigés.

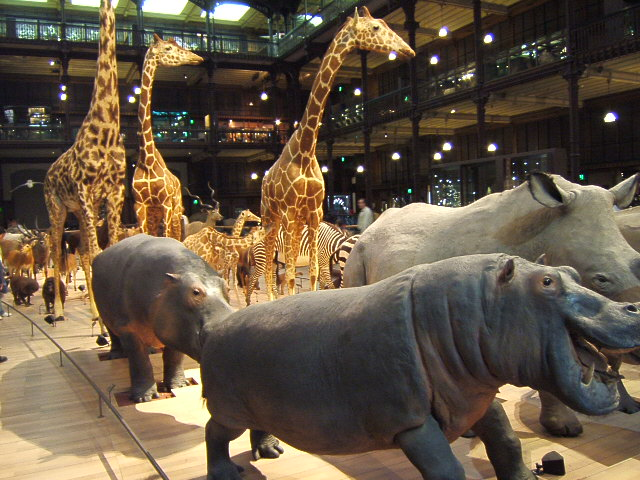
Grande galerie de l'Évolution.

À partir de 1975, un plan de réhabilitation des locaux et de regroupement des laboratoires se met en place : on rénove les anciennes galeries du XIXe siècle, on y ajoute des ailes mais on effectue également de spectaculaires réalisations, comme en témoigne la zoothèque souterraine ouverte en 1986 et destinée à abriter les collections de la galerie de zoologie, fermée au public depuis 1965. Cette galerie sera rouverte trente ans plus tard, en 1994, sous la forme d'une « grande galerie de l'Évolution » inaugurée par le président de la République François Mitterrand. Pour les enfants, des ateliers pédagogiques sont organisés dès 1970 sous l'égide, entre autres, de Geneviève Meurgues, mais prennent une dimension nouvelle avec la « galerie des Enfants », salle permanente d'activités ouverte dans la grande galerie de l'Évolution.
Près de deux millions de personnes visitent chaque année les divers sites parisiens du Jardin des plantes, y compris les étudiants qui fréquentent le Muséum, car celui-ci est également un campus et un centre de formation pour les futurs chercheurs : depuis 1989, il délivre seul le doctorat nouveau régime et, depuis 1995, il a l'habilitation ministérielle pour sept nouveaux DEA.
Sur le plan administratif, en 1968, une assemblée générale du personnel (alors plus de 2 200 personnes) avait proposé de remplacer l'assemblée des professeurs (instituée en 1793 comme unique instance dirigeante, scientifiquement comme administrativement) par un conseil où seraient représentés à parts égales les professeurs, les chercheurs et les techniciens. Cette proposition n'a pas abouti, mais au fil des années l'assemblée des professeurs a perdu de ses prérogatives au profit des secrétaires généraux nommés par les ministères de tutelle. Ainsi, le décret du 4 février 1985 fait du Muséum national d'histoire naturelle un établissement public à caractère scientifique, culturel et professionnel. Ce décret met fin au rôle d'administrateurs des professeurs et substitue l'assemblée des professeurs par deux conseils formés de membres élus (en majorité) ou nommés pour quatre ans, parmi lesquels peuvent aussi se trouver des personnes extérieures à l'établissement : un conseil d'administration de 28 membres et un conseil scientifique de 12 membres divisé en trois sections (collections, recherche, diffusion des connaissances), chaque section étant habilitée à se réunir séparément des autres. En 1994, une nouvelle circulaire ajoute un troisième conseil de gestion, le conseil des laboratoires.

### XXIesiècle
En raison d'une complexification croissante, l'évolution des statuts de l'établissement se poursuit au XXIe siècle : le décret du 7 octobre 2001 regroupe les chaires d'enseignement et de recherche en sept « départements de recherche » dissous à leur tour en 2017) :
- « Écologie et gestion de la biodiversité »
- « Histoire de la Terre »
- « Hommes, natures et sociétés »
- « Milieux et peuplements aquatiques »
- « Préhistoire humaine »
- « Régulations, développement et diversité moléculaire »
- « Systématique et évolution ».

Ce décret crée des niveaux hiérarchiques intermédiaires entre la direction et les chercheurs, ainsi que des structures transversales pour définir les grandes missions du Muséum et y encadrer les recherches. Les fonctions de l'ancien directeur sont partagées entre un président, qui préside le conseil d'administration, et un directeur général qui dirige effectivement l'établissement. Tous deux sont désormais nommés pour 4 ans directement par le président de la République. Les laboratoires sont conservés et placés sous l'autorité des départements nouvellement créés afin de coordonner les activités des chercheurs. L'établissement est placé désormais sous la tutelle de trois ministères : Éducation nationale, Recherche et Écologie. Ce système est si complexe qu'en 2017 les sept départements de 2001 sont regroupés en trois, en vigueur depuis lors :
- « Homme et environnement »,
- « Adaptations du vivant »,
- « Origines et évolution ».

## Fonctionnement
Depuis 2017 le Muséum est administré par un conseil d'administration présidé par le Président du Muséum, assisté d'un Conseil scientifique. Le président est assisté de quatre directeurs généraux délégués. Outre le président, le conseil d'administration comprend cinq représentants de l'État, nommés respectivement par les ministres chargés de l'enseignement supérieur, de l'environnement, de la recherche, de la culture et du budget ; six personnalités qualifiées, n'appartenant pas au Muséum, nommées conjointement par les ministres chargés de la tutelle, et onze membres élus parmi les enseignants. Le conseil scientifique se prononce et fait des propositions sur toute question scientifique relevant des missions du Muséum : il comprend 30 membres, quinze personnalités qualifiées et quinze élus parmi le personnel.
Outre les trois départements scientifiques transversaux (« Homme et environnement », « Adaptations du vivant » et « Origines et évolution »), le Muséum compte quatre directions générales déléguées « techniques » :
1. Direction générale déléguée aux ressources ;
2. Direction générale déléguée aux collections ;
3. Direction générale déléguée à la recherche, à l'expertise, à la valorisation et à l'enseignement ;
4. Direction générale déléguée aux musées, aux jardins et aux zoos.

Ainsi, le Muséum est en mesure de conserver, gérer et valoriser un patrimoine de 68 millions de spécimens dont 453 974 « types » informatisés en tous genres (voir ci-dessous), spécimens incluant des centaines de milliers de plantes vivantes et environ 3 500 animaux vivants. Avec 1 800 personnes en France (pas toutes à Paris), dont une majorité de chercheurs et de techniciens, le Muséum tient un rôle national et international majeur dans le développement de la recherche en histoire naturelle et dans la diffusion de la culture scientifique.

### Anciennes chaires
Avant d'acquérir sa structure actuelle, le Muséum national d'histoire naturelle a longtemps fonctionné par chaires, qui ont évolué dans le temps :
Avant la réorganisation de 2016, il comptait cinq directions transversales et dix départements scientifiques.

### Direction
Source : Philippe Jaussaud et Édouard-Raoul Brygoo, Du Jardin au Muséum : en 516 biographies, Publications scientifiques du Muséum national d'histoire naturelle, Paris 2004, 264 pages,  (ISBN 2-85653-565-8).
Directeur élu pour un an par ses pairs.
- 1793-1794 : Louis Jean-Marie Daubenton.
- 1794-1795 : Antoine-Laurent de Jussieu.
- 1795-1796 : Bernard Lacépède.
- 1796-1797 : Louis Jean-Marie Daubenton.
- 1797-1798 : Louis Jean-Marie Daubenton.
- 1798-1799 : Antoine-Laurent de Jussieu.
- 1799-1800 : Antoine-Laurent de Jussieu.

Directeur élu pour deux ans par ses pairs.
- 1800-1801 : Antoine-François Fourcroy.
- 1802-1803 : René Desfontaines.
- 1804-1805 : Antoine-François Fourcroy.
- 1806-1807 : René Desfontaines.
- 1808-1809 : Georges Cuvier.
- 1810-1811 : René Desfontaines.
- 1812-1813 : André Laugier.
- 1814-1815 : André Thouin.
- 1816-1817 : André Thouin.
- 1818-1819 : André Laugier.
- 1820-1821 : René Desfontaines.
- 1822-1823 : Georges Cuvier.
- 1824-1825 : Louis Cordier.
- 1826-1827 : Georges Cuvier.
- 1828-1829 : René Desfontaines.
- 1830-1831 : Georges Cuvier.
- 1832-1833 : Louis Cordier.
- 1834-1835 : Adrien de Jussieu.
- 1836-1837 : Michel-Eugène Chevreul.
- 1838-1839 : Louis Cordier.
- 1840-1841 : Michel-Eugène Chevreul.
- 1842-1843 : Adrien de Jussieu.
- 1844-1845 : Michel-Eugène Chevreul.
- 1846-1847 : Adolphe Brongniart.
- 1848-1849 : Adrien de Jussieu.
- 1850-1851 : Michel-Eugène Chevreul.
- 1852-1853 : André Marie Constant Duméril.
- 1854-1855 : Michel-Eugène Chevreul.
- 1856-1857 : Pierre Flourens.
- 1858-1859 : Michel-Eugène Chevreul.
- 1860-1861 : Isidore Geoffroy Saint-Hilaire.
- 1862-1863 : Michel-Eugène Chevreul.

Directeur nommé pour cinq ans par les autorités de tutelle.
- 1863-1879 : Michel-Eugène Chevreul.
- 1879-1891 : Edmond Frémy.
- 1891-1900 : Alphonse Milne-Edwards.
- 1900-1919 : Edmond Perrier.
- 1919-1931 : Louis Mangin.
- 1932-1936 : Paul Lemoine.
- 1936-1942 : Louis Germain.
- 1942-1949 : Achille Urbain.
- 1950-1950 : René Jeannel.
- 1951-1965 : Roger Heim.
- 1966-1970 : Maurice Fontaine.
- 1971-1975 : Yves Le Grand.
- 1976-1985 : Jean Dorst.
- 1985-1990 : Philippe Taquet.
- 1990-1994 : Jacques Fabriès.
- 1994-1999 : Henry de Lumley.

Président nommé pour cinq ans par les autorités de tutelle.
- 2002-2006 : Bernard Chevassus-au-Louis.
- 2006-2008 : André Menez
- 2009-2015 : Gilles Bœuf
- 2015-2023 : Bruno David
- 2023- : Gilles Bloch

## Enseignements

### Offre générale
Le Muséum national d'histoire naturelle de Paris est habilité à délivrer des enseignements universitaires, ayant le statut de « grand établissement universitaire » : il délivre des diplômes de master, de doctorat et d'habilitation à diriger les recherches. Le Muséum contribue également à des dispositifs d'enseignement de niveau Licence en partenariat avec plusieurs établissements français (« UE Affrodit : s'AFfranchir des FROntières entre les DIsciplines Traditionnelles », « Mineure de licence - parcours Histoire naturelle : Homme, patrimoines, sociétés » et « Licence professionnelle Ecopaysage Végétal Urbain »).
Il propose également une offre de formation continue pour tous les profils. Le Muséum est membre de l’alliance Sorbonne Université qui regroupe 10 établissements partenaires avec lesquels le Muséum est engagé dans de nombreuses actions d’enseignement.
Le Muséum s’est inscrit à partir de 2004 dans le processus de construction de l’espace européen de l’enseignement supérieur, concrétisé notamment par la mise en place des Masters Erasmus Mundus. Il est aujourd’hui partenaire de deux Masters internationaux :
- International Master in Quaternary and Prehistory, IMQP
- Erasmus Mundus Master Course in Tropical Biodiversity and Ecosystems, TROPIMUNDO

Et d'un doctorat international :
- International Doctorate in Quaternary and Prehistory, IDQP.

### Master du Muséum: «Biodiversité, Écologie & Évolution» (BEE)
La mention de Master est au centre de l’offre de formation du Muséum national d’histoire naturelle. Elle a été fondée en 2004 sur la base d’anciens Diplôme d'études approfondies (DEA) autonomes, impliquant l’élargissement de la communauté d’étudiants accueillis (admission en M1) et la recherche active d’une cohérence de mention reflétant la dynamique scientifique de l’établissement. Dans ce cadre, le master « Évolution, Patrimoine Naturel, Sociétés » a été fondé en 2004. Il est délivré par Sorbonne Université.
En 2020 l’intitulé de la mention a évolué en master « Biodiversité, Écologie & Évolution » (BEE), et a été à nouveau accrédité en Sciences du Vivant et Environnement (SVE) et Sciences Humaines et Sociales (SHS).
Celui-ci offre une formation pluri- et transdisciplinaire en sciences de la nature, de l’Homme et des sociétés sur l’analyse des mécanismes passés et présents de l’évolution de la biodiversité et les stratégies pour sa préservation dans le cadre d’un développement durable, l’impact des pressions anthropiques, la perception des enjeux sociétaux et environnementaux liés au patrimoine, à la biodiversité, au climat et à la transition écologique.
Il forme autant aux métiers de l’inventaire, de la classification, de la compréhension et de la conservation des entités naturelles qu’à ceux liés à la perception globale des enjeux actuels liés au patrimoine, à la biodiversité, au climat et à la transition écologique.
Le master compte environ 300 étudiants répartis sur les deux années de master. Il est divisé en 7 « parcours », dont certains sont co-portés par des établissements partenaires (Sorbonne Université, Université Paris-Saclay, École nationale supérieure d’architecture de Val de Seine) :
- Écologie de la conservation, ingénierie écologique : recherche et expertise (ECIRE)
- Écologie évolutive et fonctionnelle (EEVEF)
- Environnement & Santé (ES)
- Muséologie des Sciences de la nature et de l'Homme (MSNH)
- Quaternaire, Préhistoire, Bioarchéologie (QPB)
- Sociétés et Biodiversité (SEB)
- Systématique, Évolution, Paléontologie (SEP)

Tous les parcours bénéficient d'un tronc commun interdisciplinaire au premier semestre, avant de se spécialiser au deuxième semestre puis en 2e année dans les « finalités » qui les composent. Le quatrième semestre est construit sur l’approfondissement de ces enseignements qui fondent le projet de stage.

### École doctorale
L'école doctorale interdisciplinaire « Sciences de la nature et de l’Homme : évolution et écologie » (ED227 MNHN-SU) a été créée en 1995 et est co-accréditée avec Sorbonne Université depuis 2018. Elle compte environ 200 doctorants, encadrés par 350 chercheurs et enseignants-chercheurs habilités à diriger des recherches, répartis dans 27 unités de recherche, portant autant sur les sciences de la nature que les sciences humaines (notamment l'anthropologie).
Le Muséum délivre des diplômes d’Habilitation à diriger des recherches depuis 2017.

## Collections scientifiques
Les collections vivantes, végétales et animales, sont réparties sur plusieurs espaces à Paris et ailleurs en France :
- le Jardin des plantes (y compris le clos « Patouillet » ou « Buffon-Poliveau »[43] et le jardin écologique), le centre d'écologie générale de Brunoy et le harmas de Jean-Henri Fabre constituent des sites multifonctionnels abritant une biodiversité observée, inventoriée, préservée et utilisée dans les actions de conservation, de reproduction, de présentation, de formation, d'éducation et d'enseignement supérieur ;
- les collections vivantes à dominante botanique d'environ 25 000 spécimens de 8 000 espèces (dont environ 1 000 souches répertoriées d'algues d'eau douce[44]) se répartissent entre les serres du jardin des plantes, le jardin alpin, l'école de botanique, l'arboretum de Versailles-Chèvreloup, le jardin botanique alpin La Jaÿsinia et le jardin botanique du Val Rahmeh ;
- la collection vivante à dominante fongique comprend une mycothèque de 4 000 souches de spores et de mycélium[45] ;
- les collections vivantes à dominante zoologique d'environ 5 500 animaux représentant environ 600 espèces, se répartissent entre la ménagerie du Jardin des plantes[46], le parc zoologique de Paris[47], la réserve zoologique de la Haute-Touche[48], la station de biologie marine de Concarneau (aquariums du « Marinarium »)[49] et la station de biologie marine de Dinard (aquariums de recherche du CRESCO)[50].

Les autres collections de spécimens du Muséum sont conservées en quasi-totalité sur ses sites parisiens ainsi qu'aux Eyzies et à Sérignan. Elles sont, avec environ 68 millions de spécimens estimés dont 453 974 « types »,, parmi les plus importantes du monde avec celles du National Museum of Natural History de Washington et du musée d'histoire naturelle de Londres : ce patrimoine est essentiel pour comprendre la biodiversité et son rôle dans le fonctionnement de la Terre.
Ces autres spécimens se classent par type :
| Type de collection                            | Quantité |
| --------------------------------------------- | --- |
| Minéraux                                      | +00135 000, spécimens. |
| Roches                                        | +00600 000, échantillons (ce chiffre est une estimation, l'inventaire des collections étant toujours en cours). |
| Météorites                                    | +0 0004 000, échantillons (sur 1 500 météorites individuelles), 3e du monde en nombre de chutes observées (derrière le musée d'histoire naturelle de Londres et la Smithsonian Institution de Washington). |
| Fossiles                                      | +07 500 000, spécimens répartis sur plusieurs sites en région parisienne et comprenant : - les fossiles de vertébrés comprenant 450 000 spécimens de mammifères, reptiles, oiseaux et poissons ; - les fossiles de non-vertébrés comprenant environ 4 millions de spécimens, particulièrement riche en mollusques tertiaires de France et d'Europe ; - la paléobotanique comprenant plus de 70 000 fossiles de plantes ; - les pollens et spores fossiles comprenant environ 3 500 lames incluant chacune des dizaines de grains et/ou de spores, et la collection de préparations et illustrations « Boltenhagen » ; - la collection de micropaléontologie comprenant plus de 30 000 lames répertoriées de foraminifères ; |
| Champignons                                   | +00500 000, spécimens (séchés en herbier, les plus récents par lyophilisation) et 420 modèles en cire colorée représentant des champignons de la région parisienne, réalisés au XVIIIe siècle par le chirurgien-major André-Pierre Pinson. |
| Algues et micro-algues                        | +00570 000, spécimens (herbier de la galerie de Botanique). |
| Mousses et lichens                            | +00900 000, et 500 000 spécimens. |
| Plantes à fleurs et fougères                  | +08 000 000, spécimens en herbier illustrant 320 000 espèces vasculaires, 30 000 échantillons de graines. |
| Méduses, coraux, anémones                     | +0 0002 000, - 35 000 - 2 000 spécimens respectivement. |
| Mollusques                                    | +05 000 000, spécimens. |
| Insectes                                      | +40 000 000, spécimens. |
| Poissons                                      | +00440 000, spécimens. |
| Reptiles                                      | +00130 000, spécimens. |
| Amphibiens                                    | +00170 000, spécimens. |
| Oiseaux                                       | +00190 000, spécimens mis en peau. |
| Mammifères                                    | +00130 000, spécimens. |
| Crânes humains                                | +00035 000, spécimens. |
| Pièces préhistoriques                         | +02 000 000, pièces. |
| Objets ethnographiques                        | +00300 000, spécimens[réf. nécessaire]. |
| Ethnobotanique                                | 80 000 spécimens |
| Anatomie comparée Squelettes                  | 70 000 spécimens |
| Anatomie comparée Animaux en formol ou alcool | 10 000 spécimens |
| Lames histologiques                           | 100 000 lames |
| Anthropologie                                 | 29 000 spécimens |

## Bibliothèques

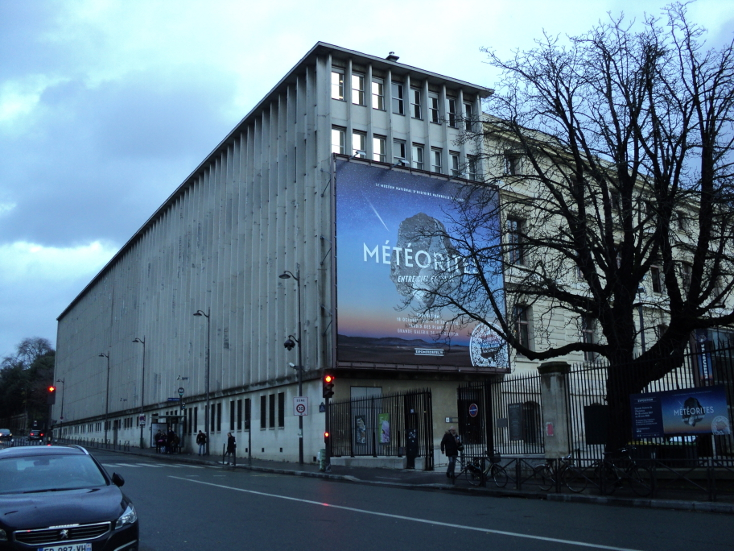
Réserve de la bibliothèque centrale du Muséum national d'histoire naturelle (rue Geoffroy-Saint-Hilaire, Paris).

Le Muséum national d'histoire naturelle comprend une direction des bibliothèques et de la documentation, qui fédère la bibliothèque centrale du Muséum et 22 bibliothèques spécialisées, certaines au Jardin des plantes, les autres présentes sur certains des autres sites du Muséum.
Le cabinet du roi comprenait déjà au moment de la Révolution quelques dizaines d'ouvrages. Toutefois, le décret du 10 juin 1793 va créer les conditions de son développement. D'une part, la bibliothèque reçoit une existence officielle et le premier étage lui est attribué. D'autre part, le décret prononce l'attribution au Muséum de la collection des « Vélins du Roi », toujours conservés par l'établissement et désormais numérisés, ainsi que les doubles d'ouvrages d'histoire naturelle présents à la bibliothèque royale. Surtout, il autorise le Muséum à alimenter ses collections dans les dépôts littéraires de la capitale.
La bibliothèque prend ainsi rapidement de l'ampleur, constituant une collection encyclopédique avec un net intérêt pour les sciences, en particulier biologiques, et les techniques. La bibliothèque reçoit par ailleurs d'importants dons et legs, notamment de Georges Cuvier ou de Michel-Eugène Chevreul.
En 1823, les collections atteignent déjà 15 000 volumes. En 1837, l'inauguration du bâtiment de la galerie de Minéralogie et de Géologie de l'architecte Charles Rohault de Fleury fournit l'occasion d'installer la bibliothèque dans des locaux plus vastes. Cette nouvelle bibliothèque servira pendant plus d'un siècle, alors même que les collections augmentent encore (300 000 volumes vers 1950). L'architecte Henri Delaage (1900-1992) conçoit donc l'actuel bâtiment, inauguré le 26 juin 1963, qui comprend deux salles de lecture et sept niveaux de magasins.
Les collections actuelles de la bibliothèque centrale peuvent être estimées à environ 200 000 volumes de livres modernes, plus de 13 000 titres de périodiques (dont environ 3 000 vivants), environ 105 000 imprimés anciens, près de 8 000 manuscrits, des cartes, des estampes et un millier d'objets d'art.
Depuis 1992, la bibliothèque centrale est dépositaire d'un « fonds polaire » constitué par Jean Malaurie. Elle donne désormais aussi accès à une dizaine de bases de données et près de 5 000 titres de périodiques électroniques.
Une médiathèque, ouverte à un large public, comprend environ 8 000 ouvrages, une centaine de périodiques et des dossiers documentaires.
Le budget propre de la bibliothèque est d'environ 1,3 million d'euros. La bibliothèque du Muséum est centre d'acquisition et de diffusion de l'information scientifique et technique (CADIST) et « pôle associé » de la Bibliothèque nationale de France.
Parmi les 22 bibliothèques associées, la bibliothèque du musée de l'Homme a été en grande partie transférée au musée du quai Branly, mais des considérations pratiques et scientifiques ont conduit les responsables de ce dernier musée à en restituer une importante partie au musée de l'Homme. À travers cette bibliothèque, le Muséum est CADIST à un autre titre.

## Lieux et indicateurs représentatifs du Muséum national d'histoire naturelle

### Galeries

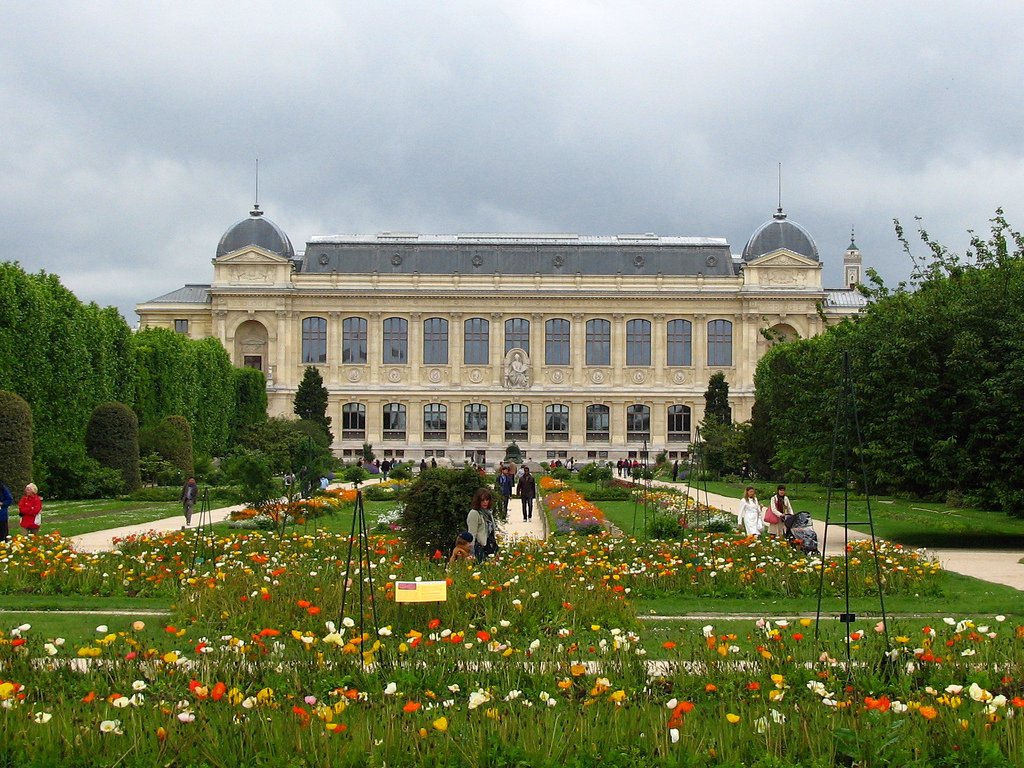
A)
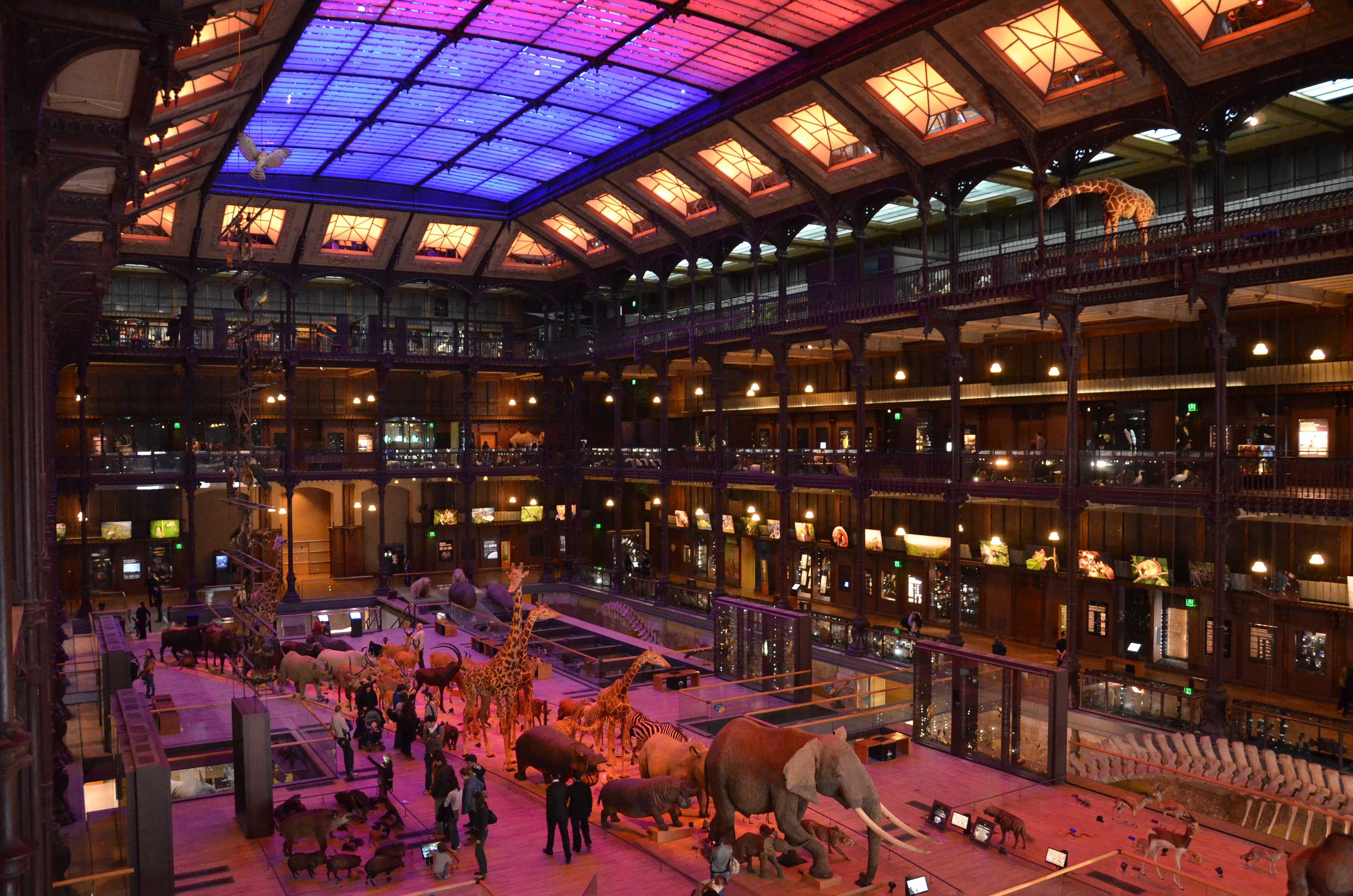
B)
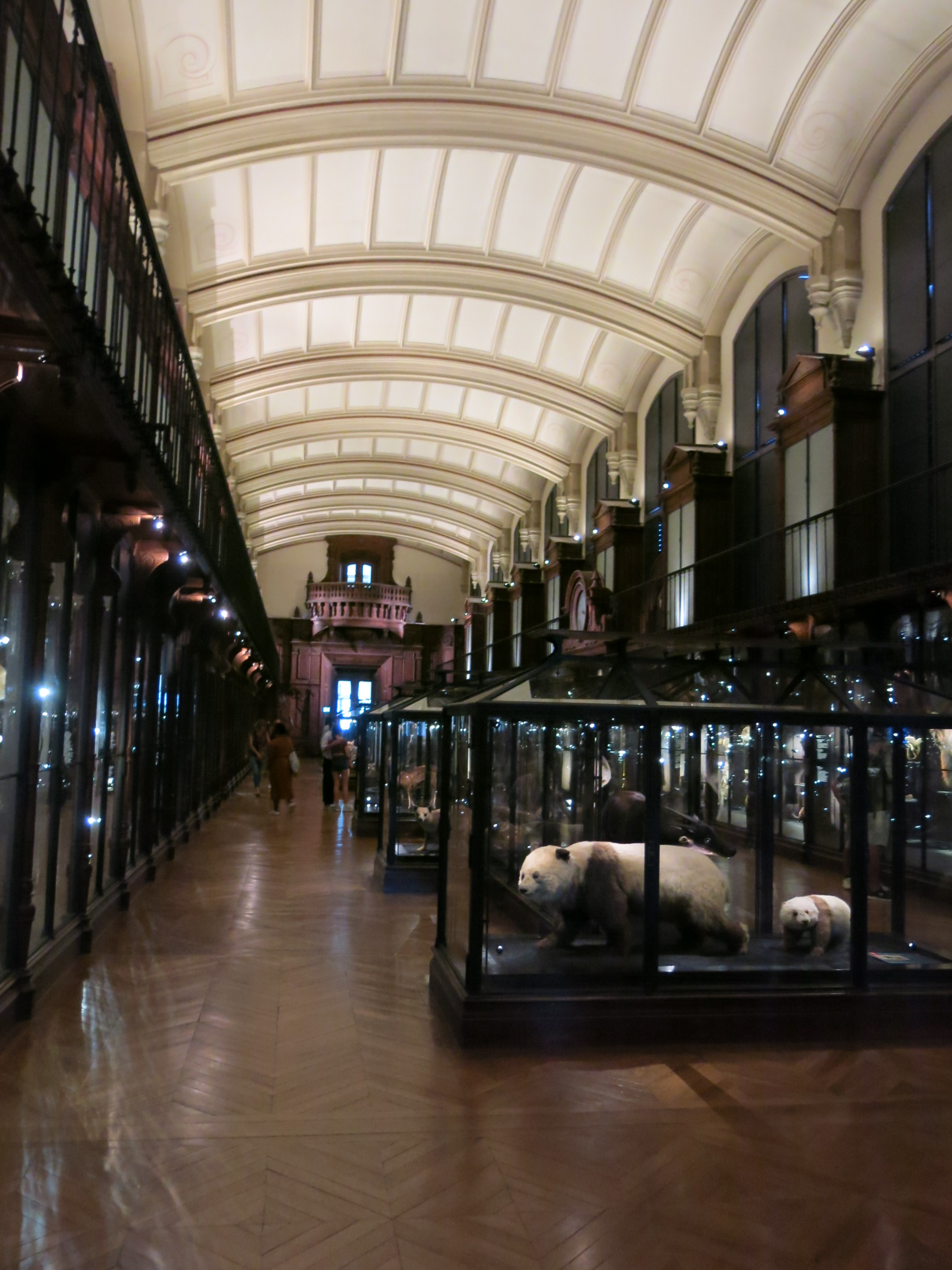
C)
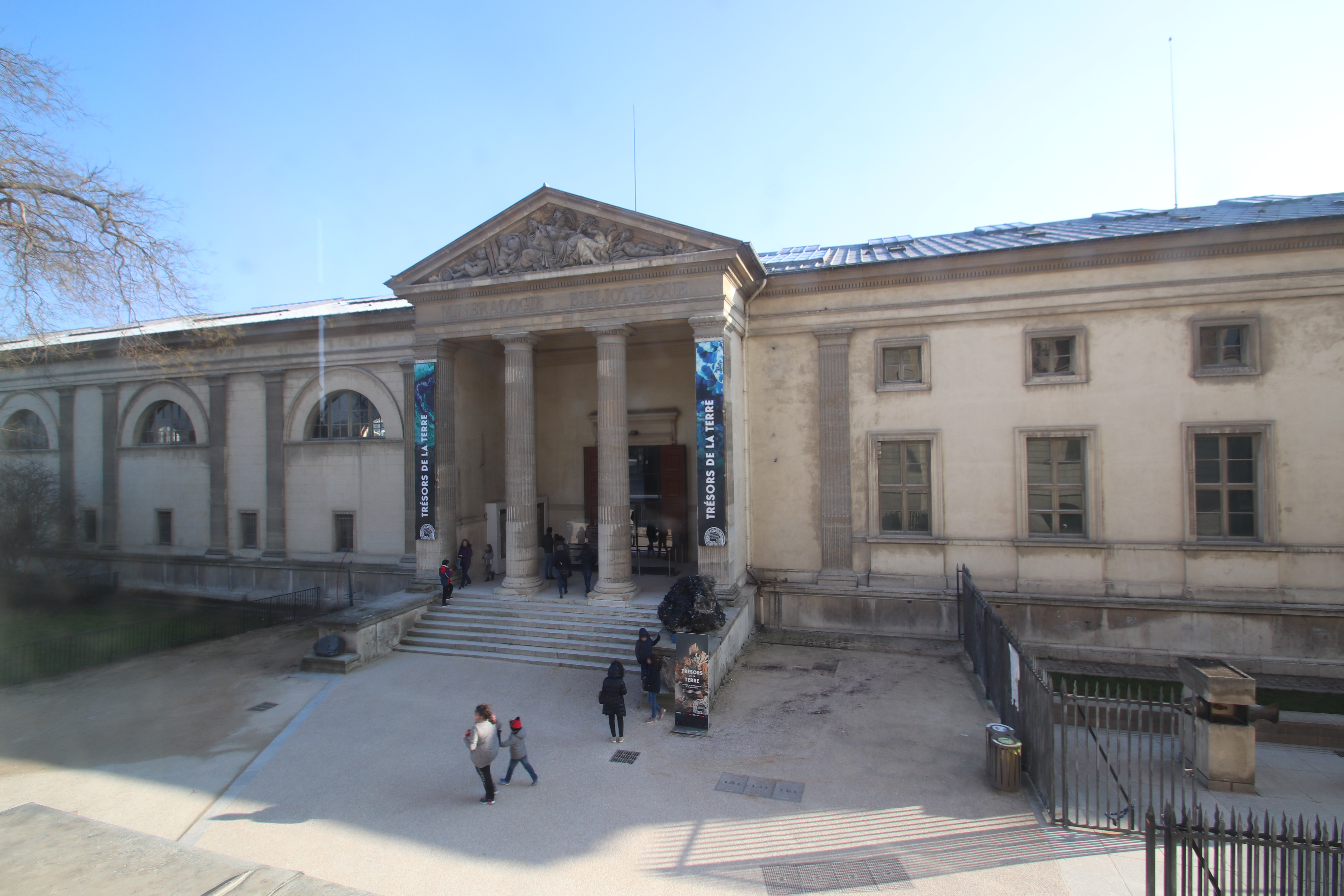
D)
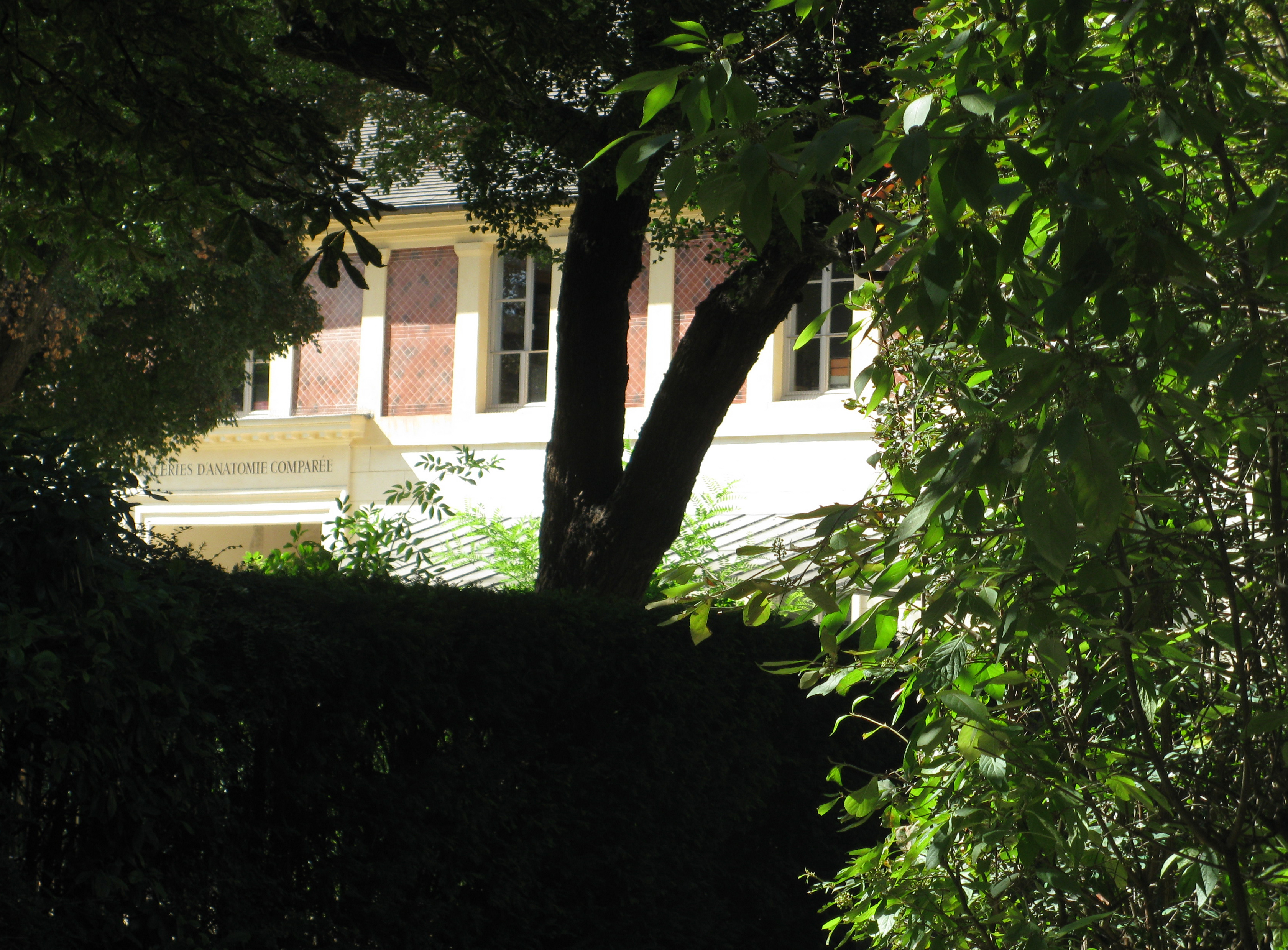
E)
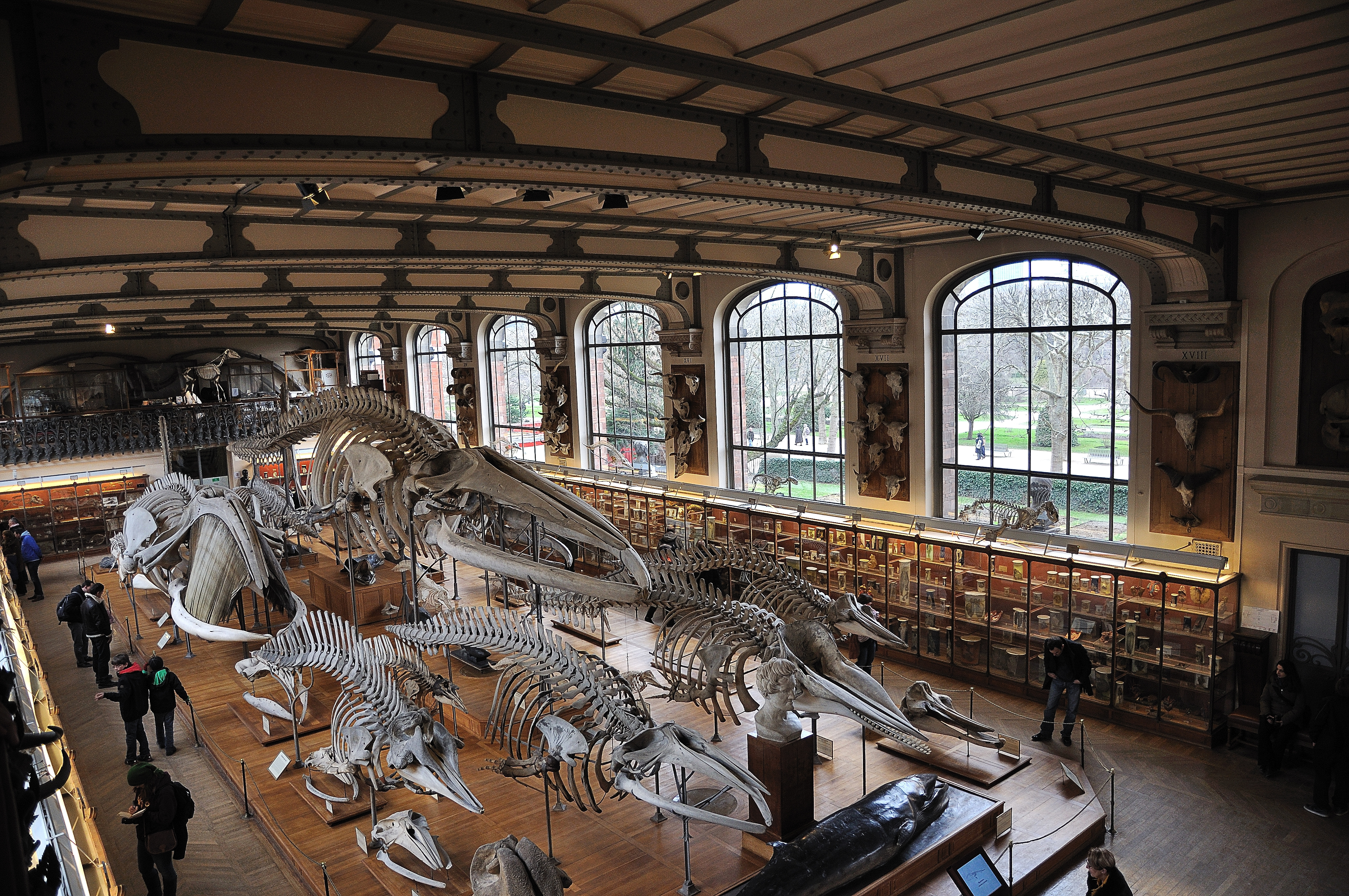
F)
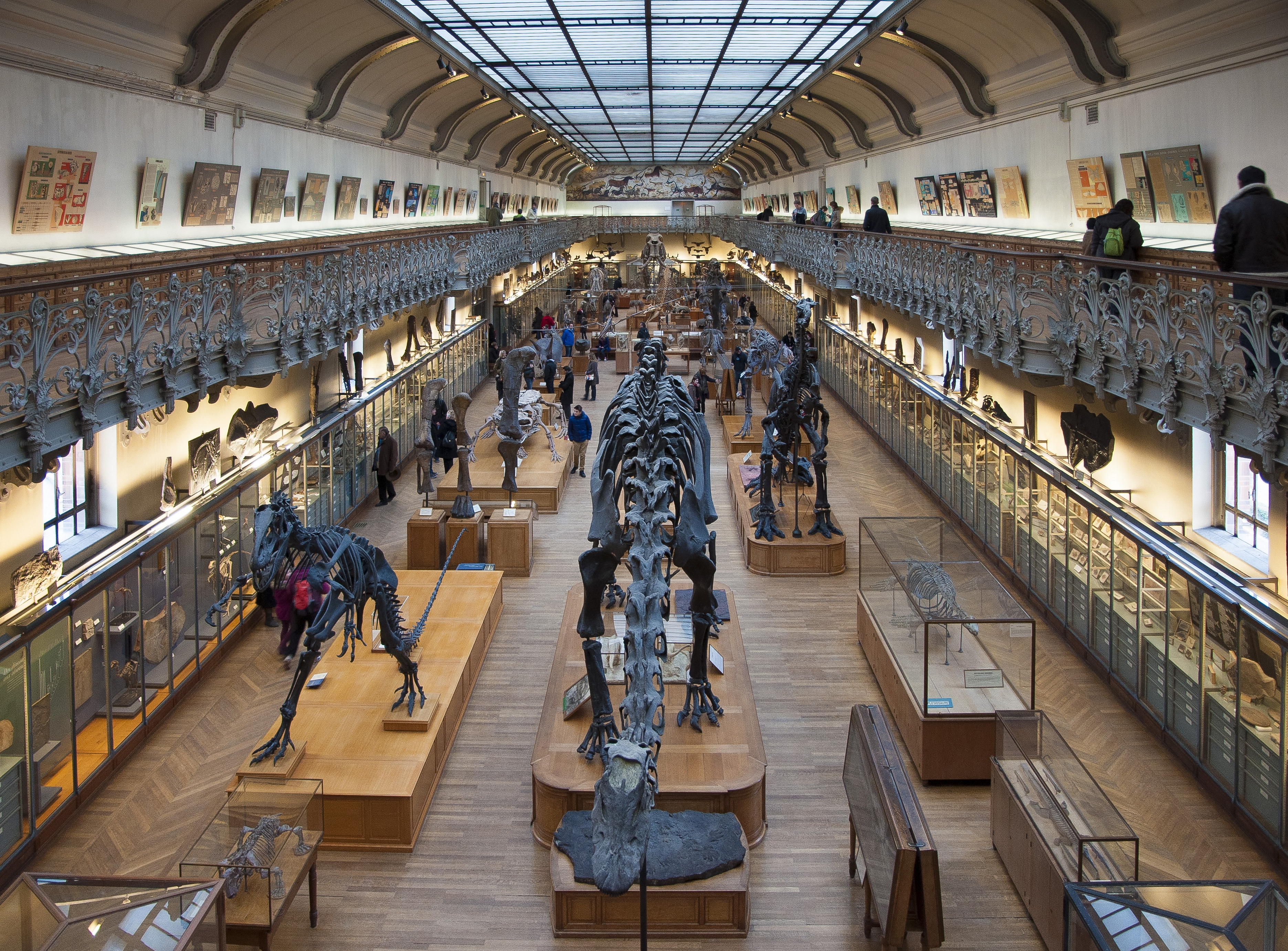
G)
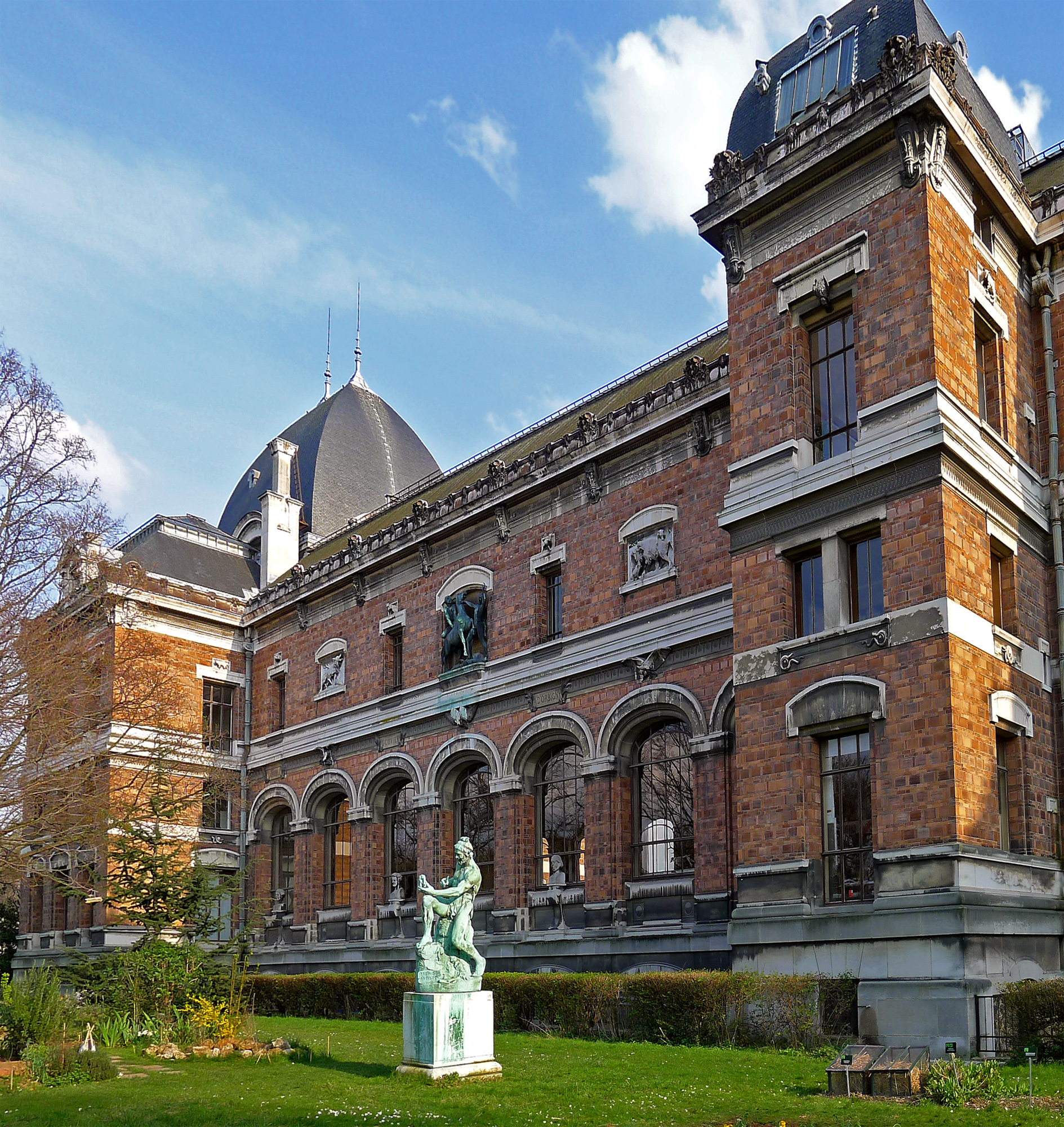
H)

Légendes :
A) Perspective du jardin des plantes de Paris vers la grande galerie de l'Évolution ; 
B) Nef centrale de la Grande galerie de l'évolution ;
C) Galerie des espèces menacées et disparues ;
D) Galerie de Minéralogie et de Géologie édifiée par Charles Rohault de Fleury ;
E) Ancienne galerie d'anatomie comparée de Georges Cuvier (« bâtiment de la baleine ») ;
F) Galerie d'Anatomie comparée : le « Cétacéum » (podium des cétacés) ;
G) Galerie de Paléontologie : les vertébrés fossiles au premier étage, les invertébrés sur la mezzanine
H) Galerie de Paléontologie et d'Anatomie comparée avec la statue du Premier artiste de Paul Richer.

### Collections, laboratoires et services

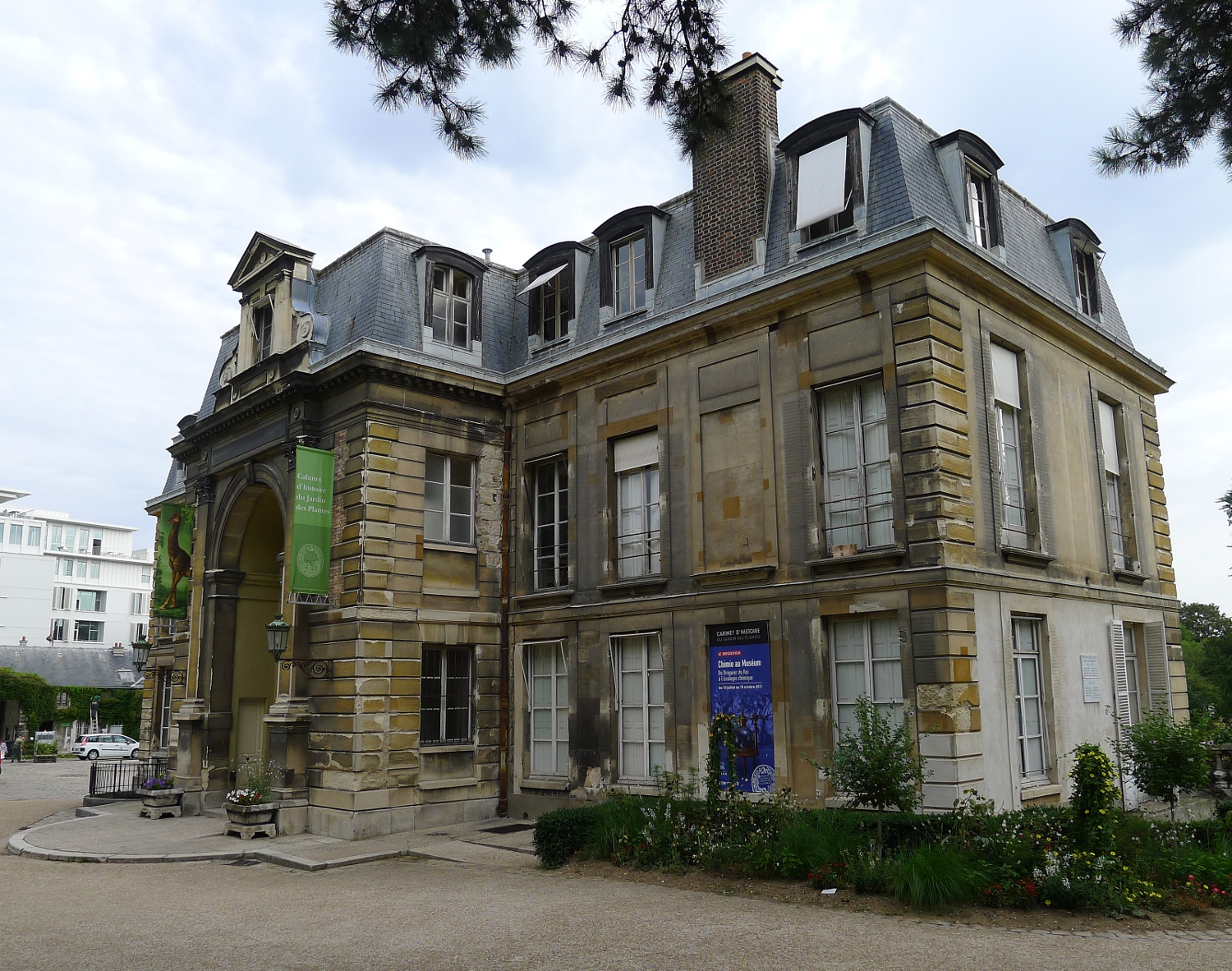
A)
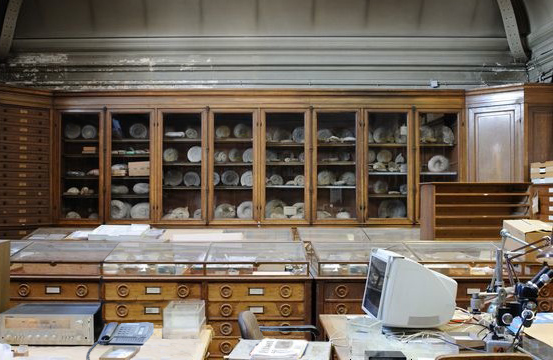
B)
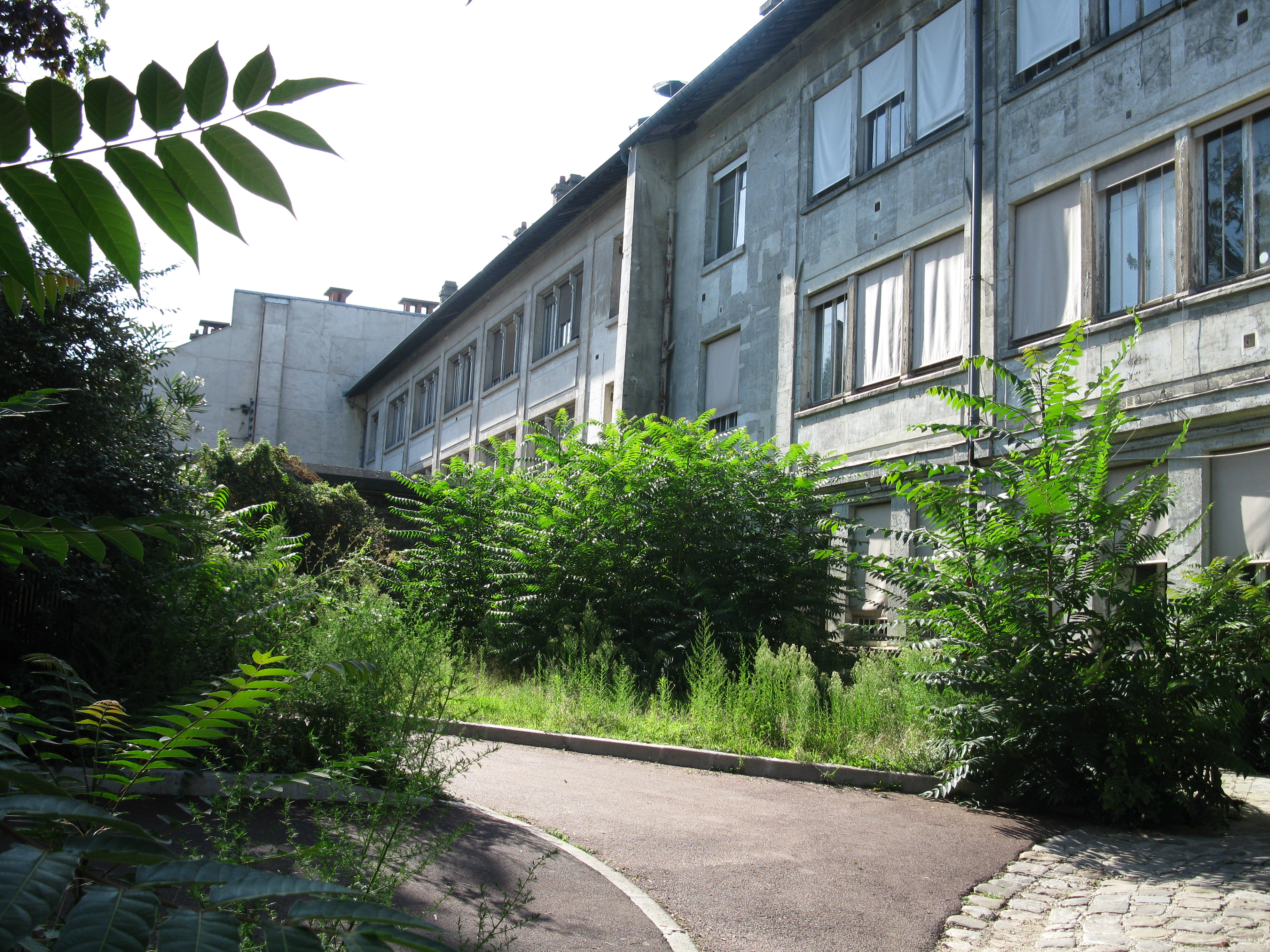
C)
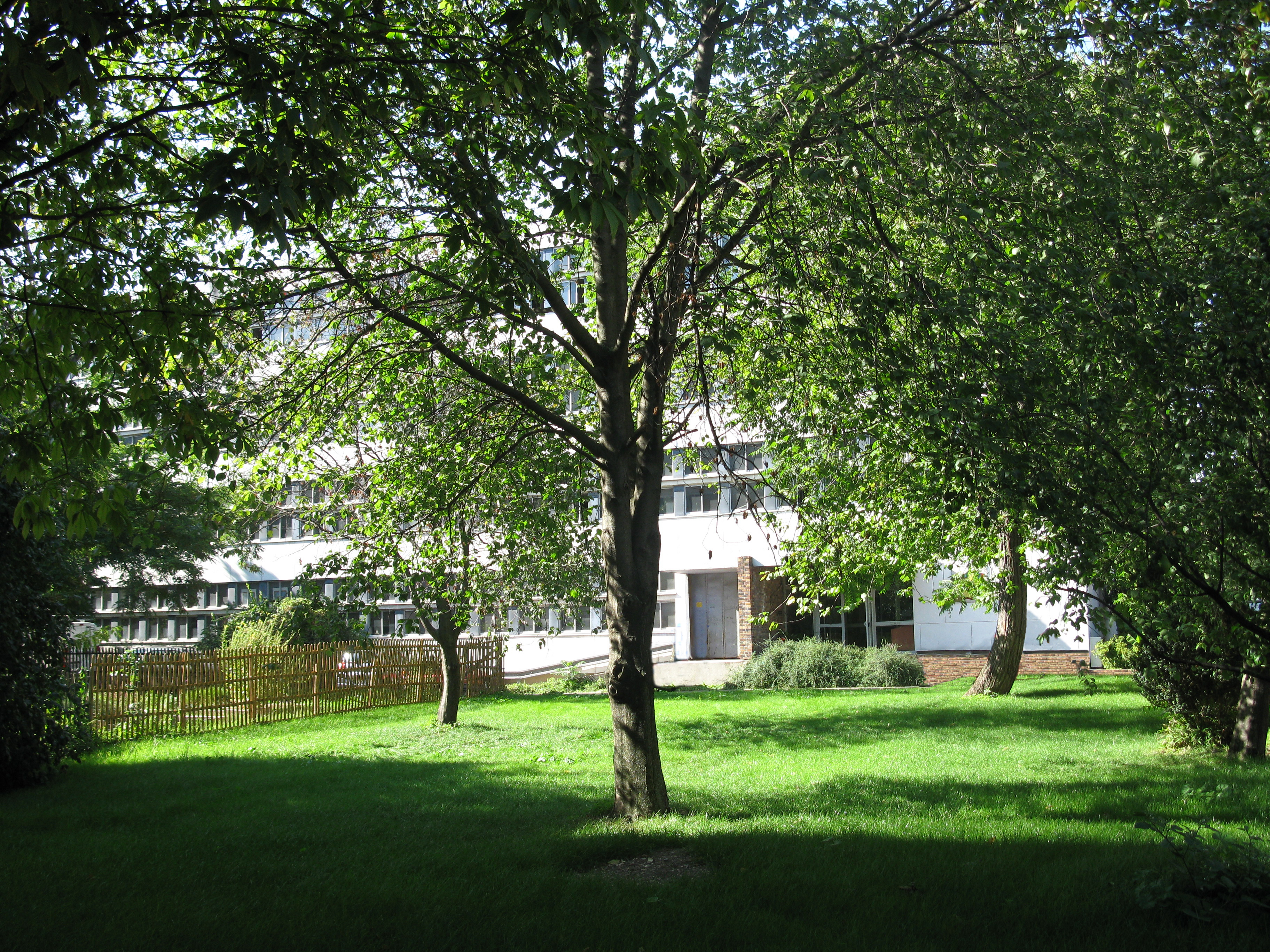
D)
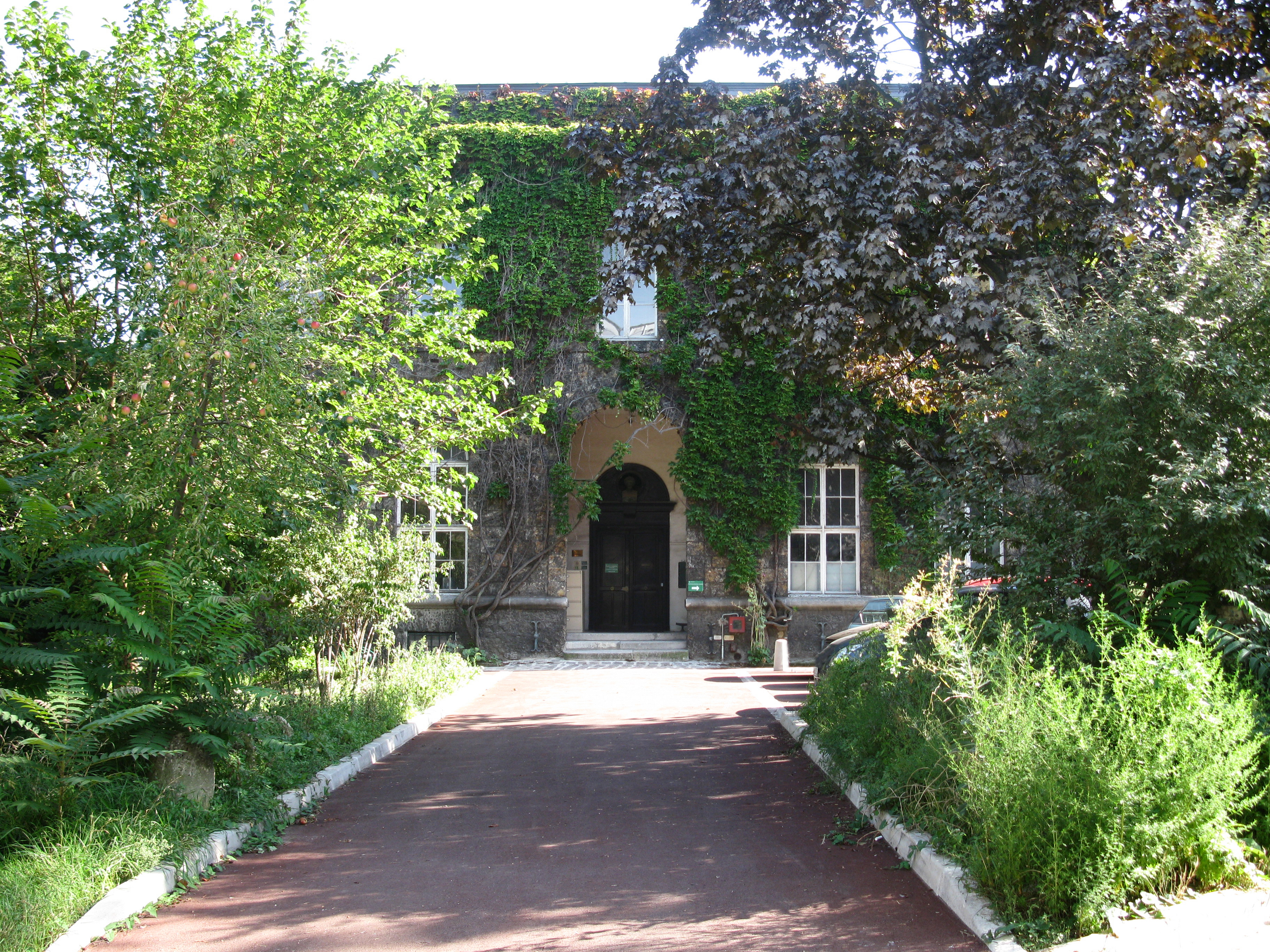
E)
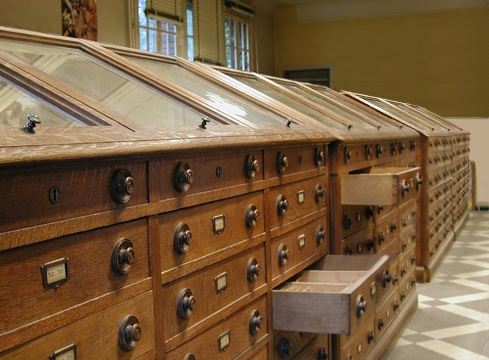
F)
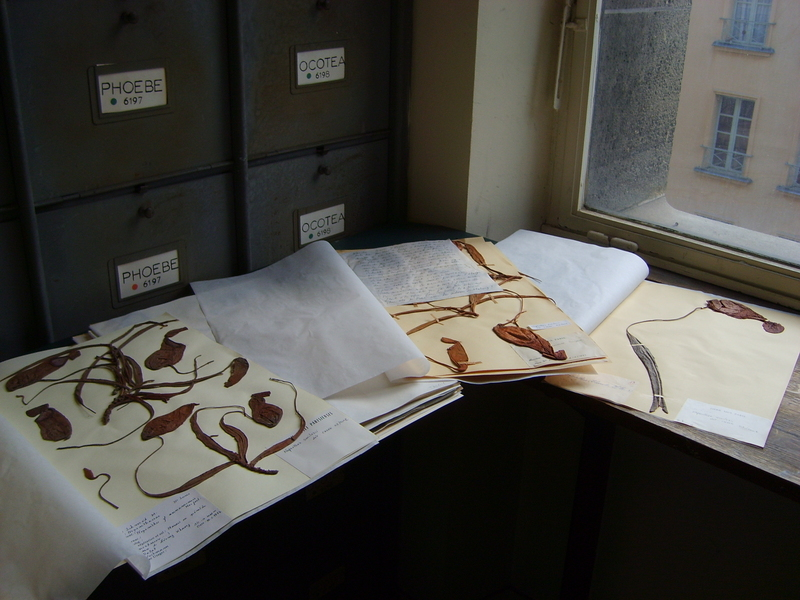
G)
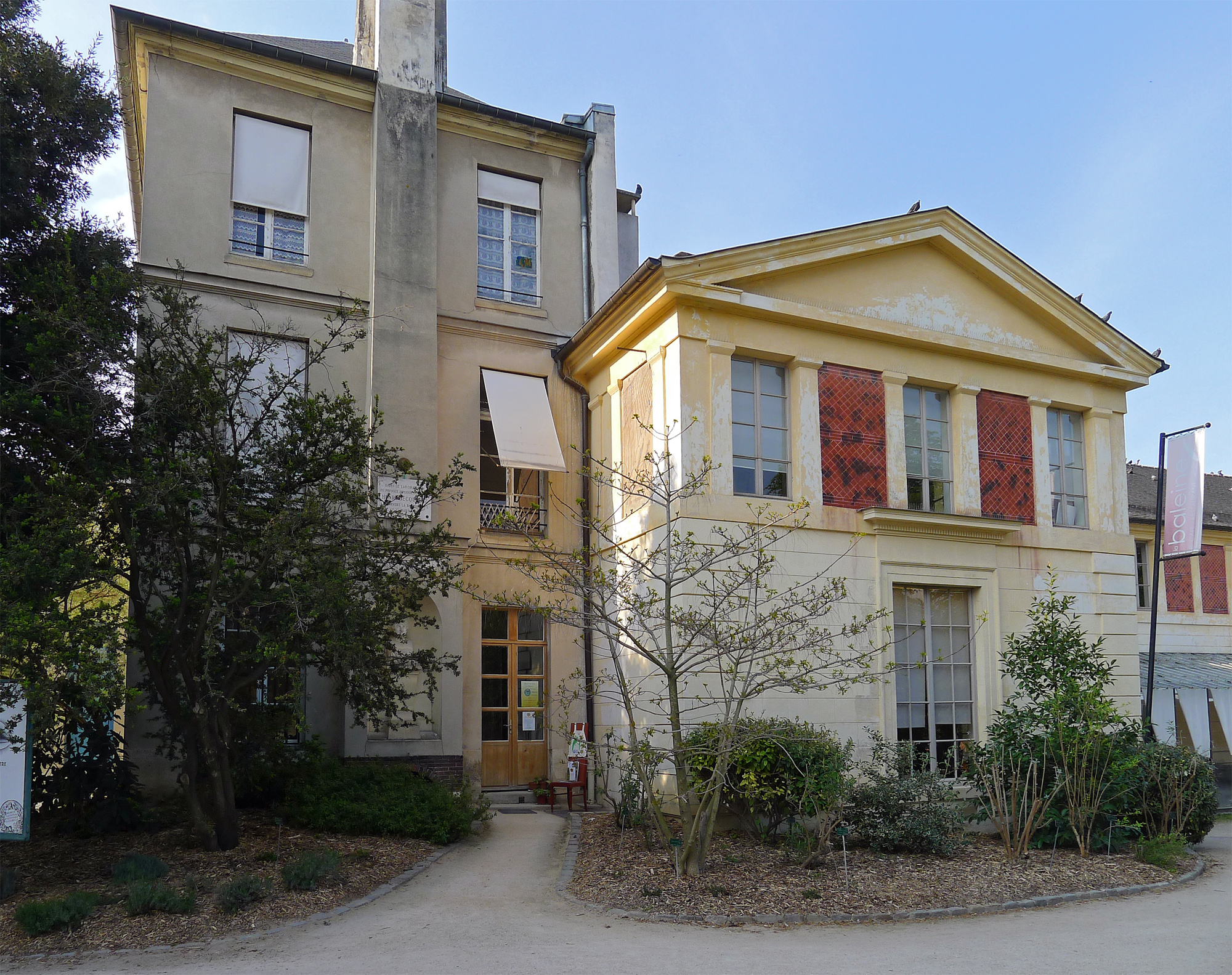
H)

Légendes :
A) Depuis la révolution française, la direction du Muséum fonctionne dans l'« hôtel de Magny » ;
B) Laboratoire d'étude des ammonites ;
C) Laboratoires de malacologie, minéralogie, mammalogie et ornithologie ;
D) Laboratoire de géologie, dans l'« îlot Poliveau » ;
E) Laboratoire d'anatomie comparée, principale collection d'ossements de différentes espèces de vertébrés en France ;
F) Carpothèque de la « Graineterie » édifiée par Emmanuel Pontremoli dans le « clos Patouillet » ;
G) L'herbier national, dans la Galerie de Botanique ;
H) Maison de Georges Cuvier à gauche (elle abrite aussi la société des Amis du Muséum national d'histoire naturelle et du Jardin des plantes) et fronton triangulaire de l'aile Est du pavillon de la Baleine à droite.

### Collections vivantes, jardins et serres

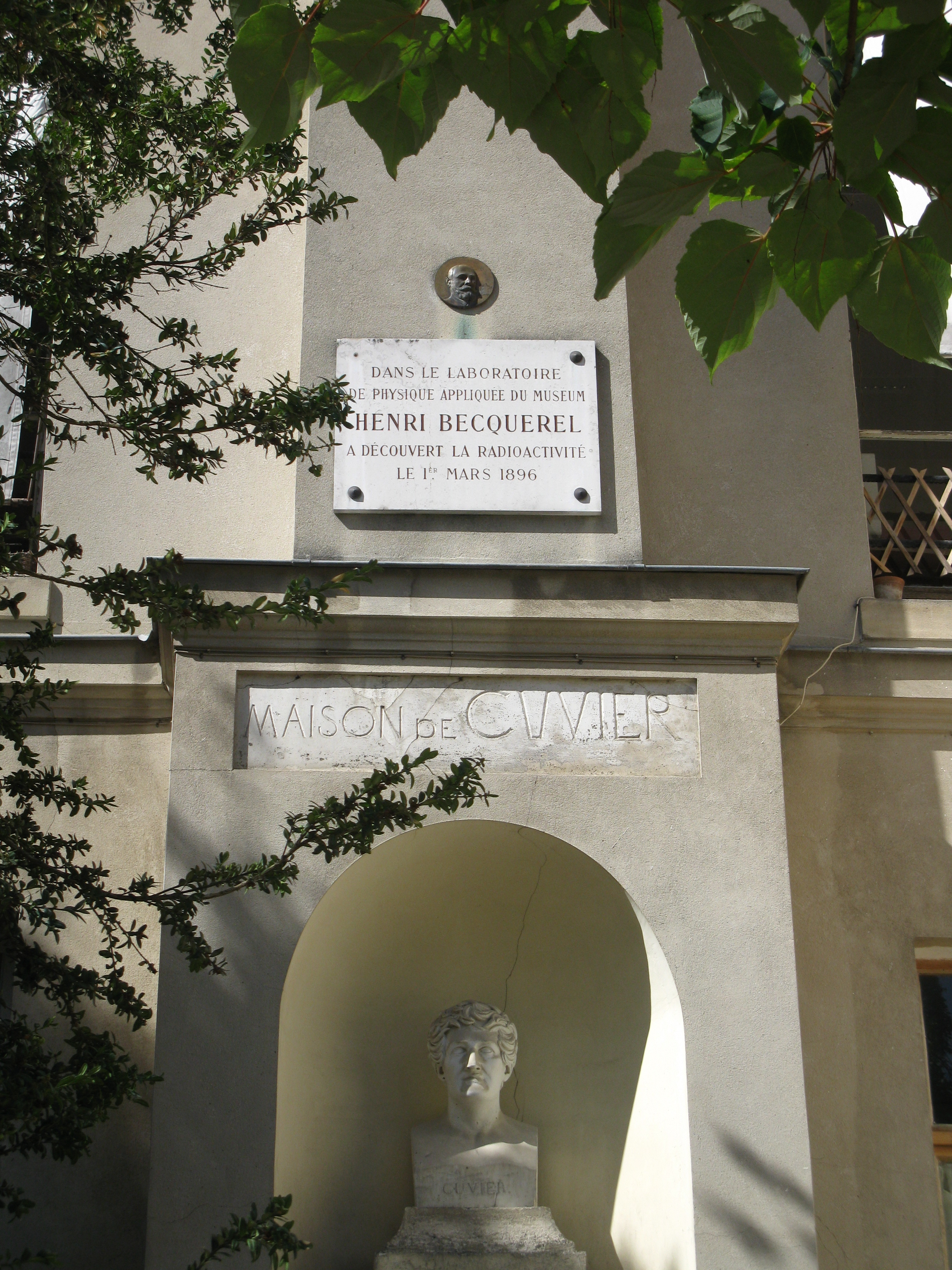
A)
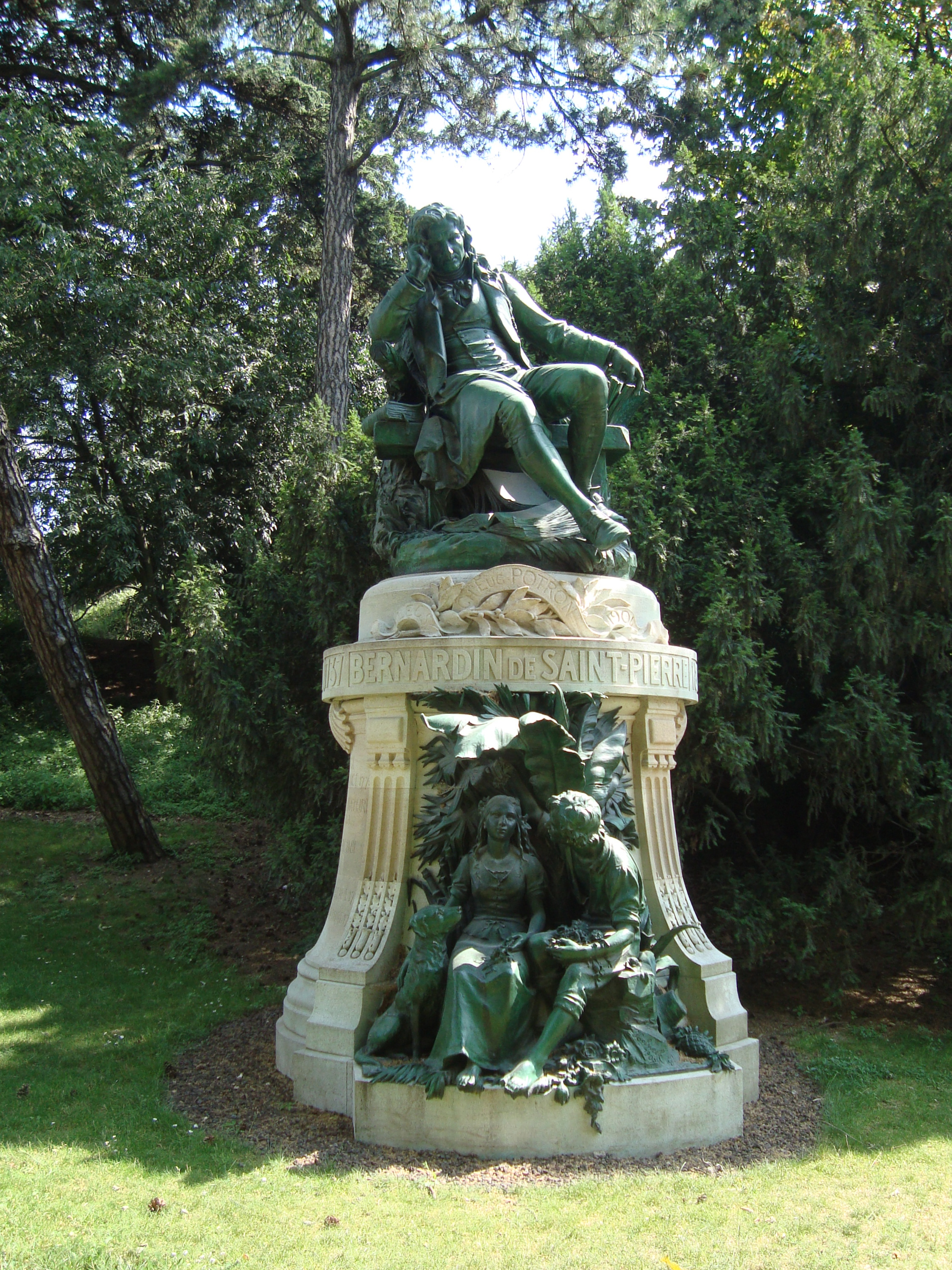
B)
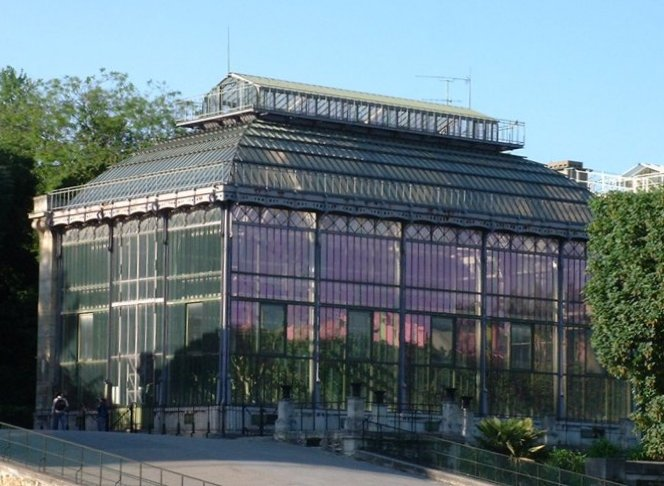
C)
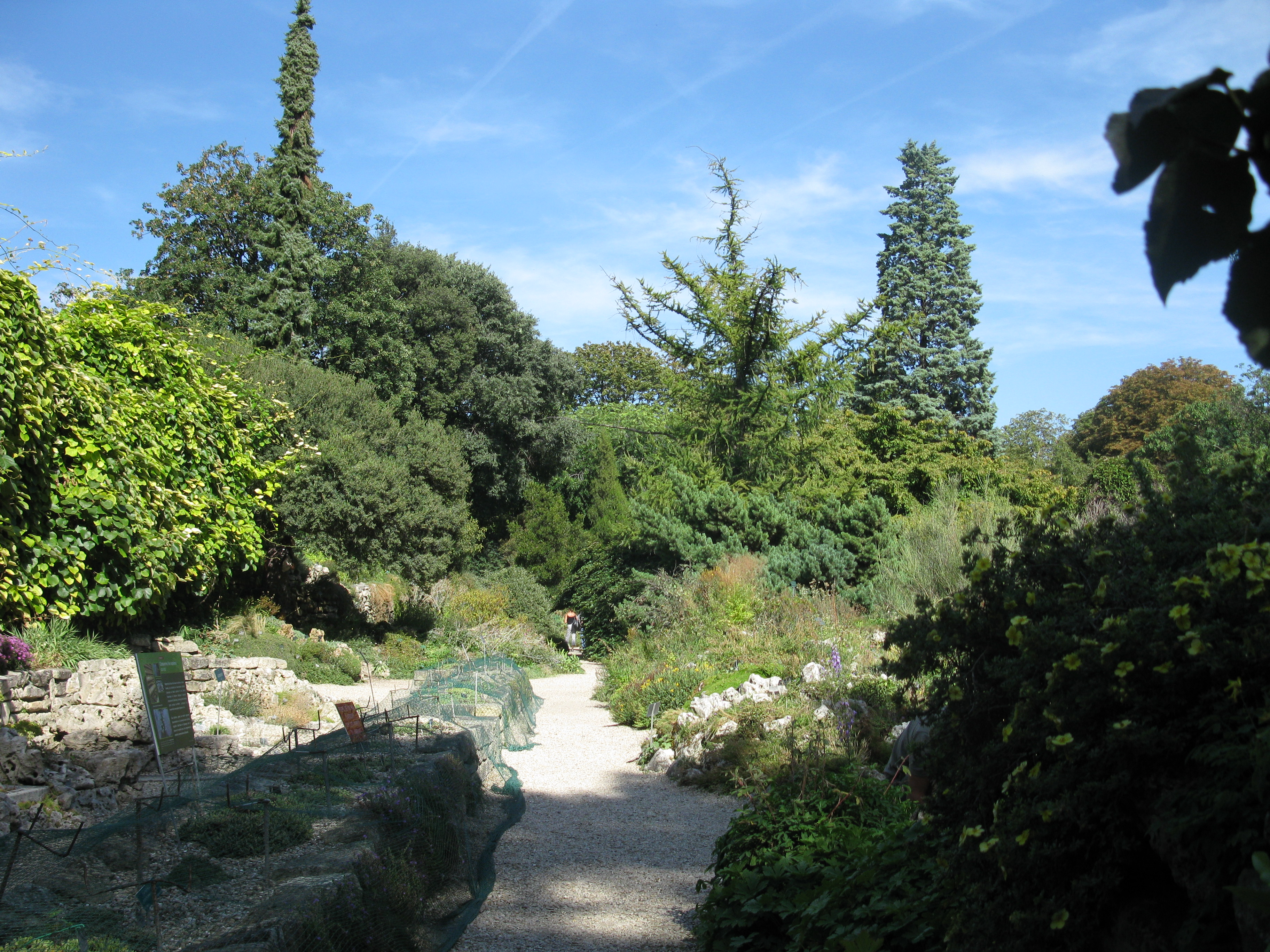
D)
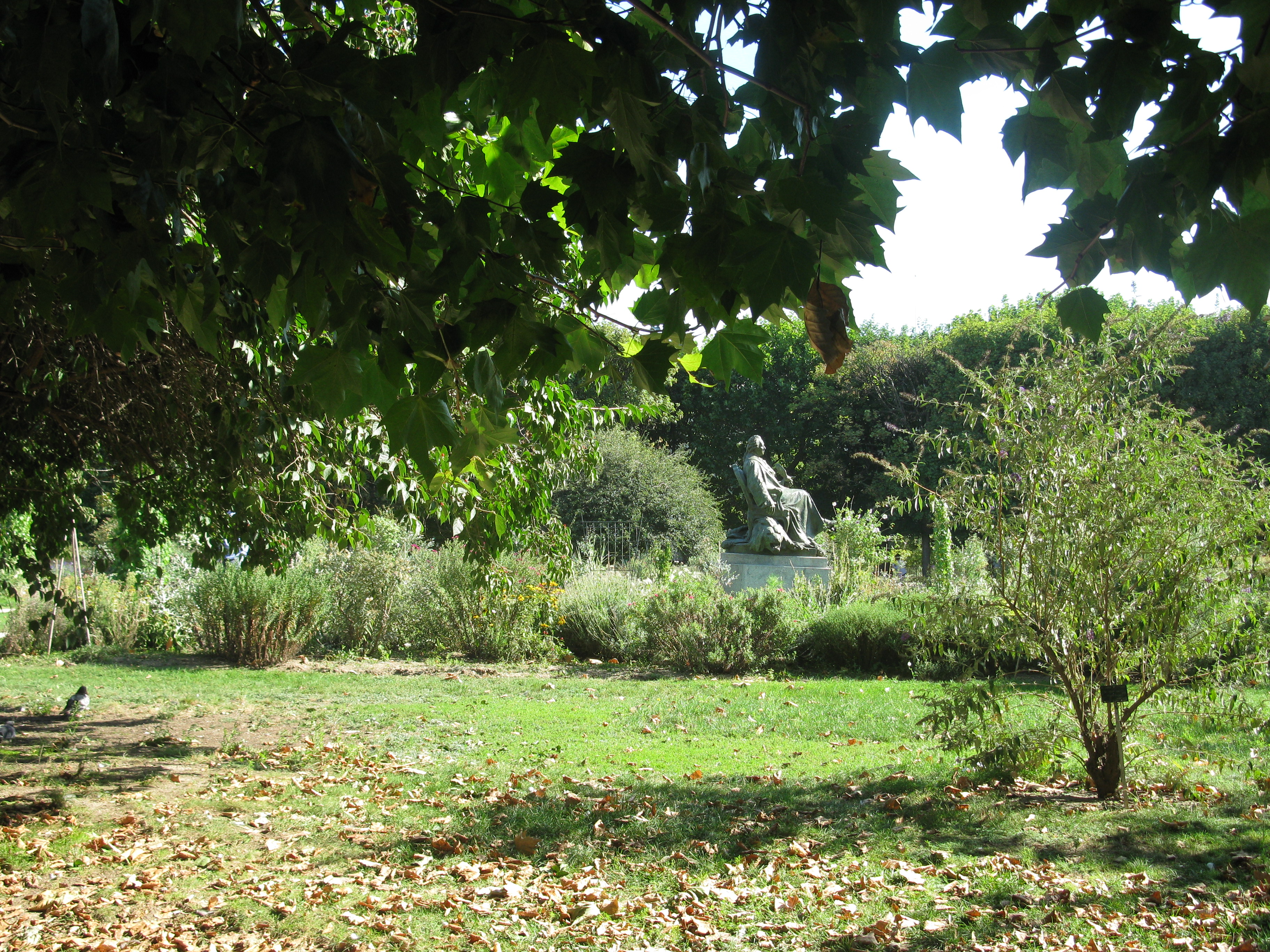
E)
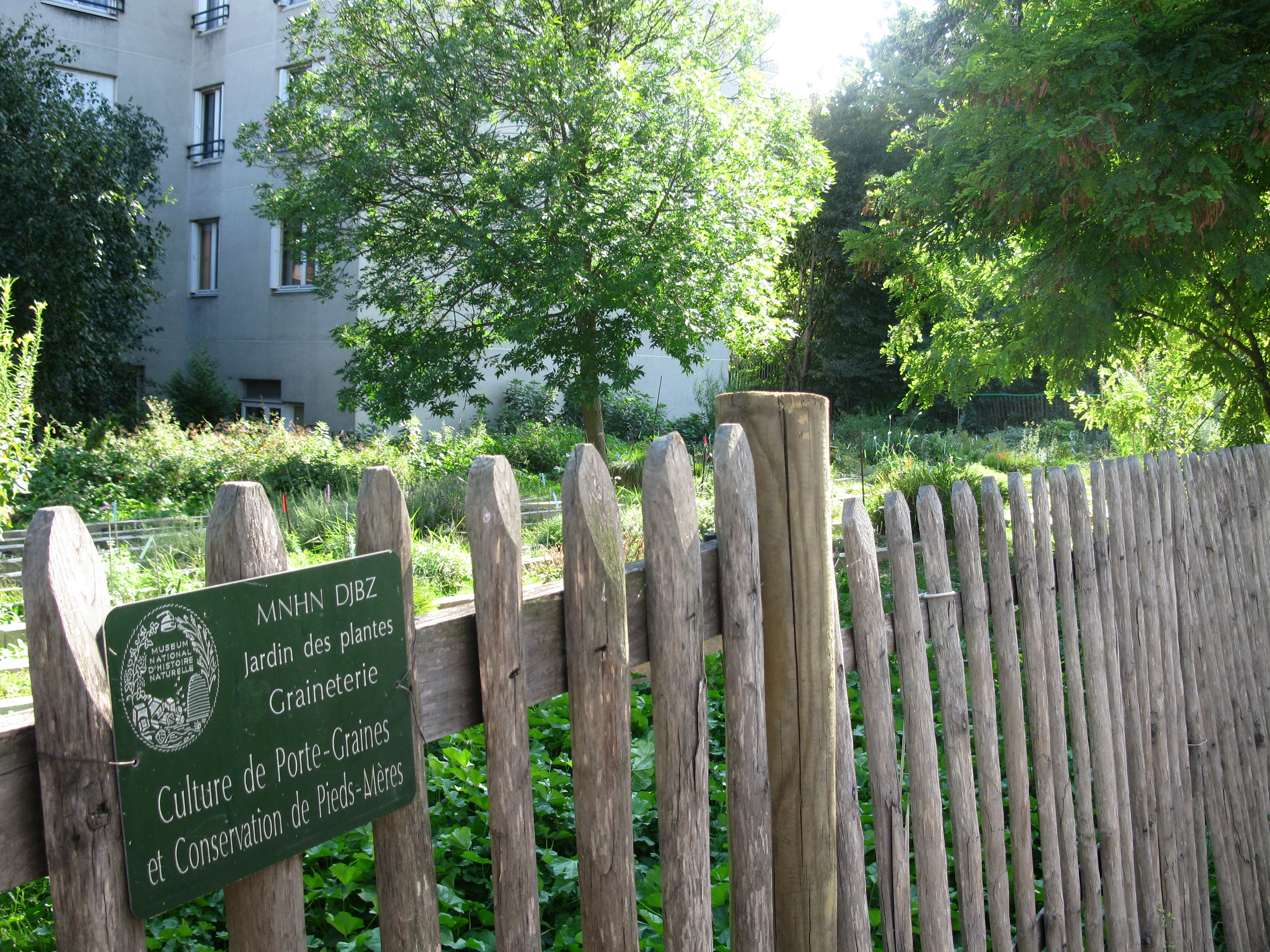
F)
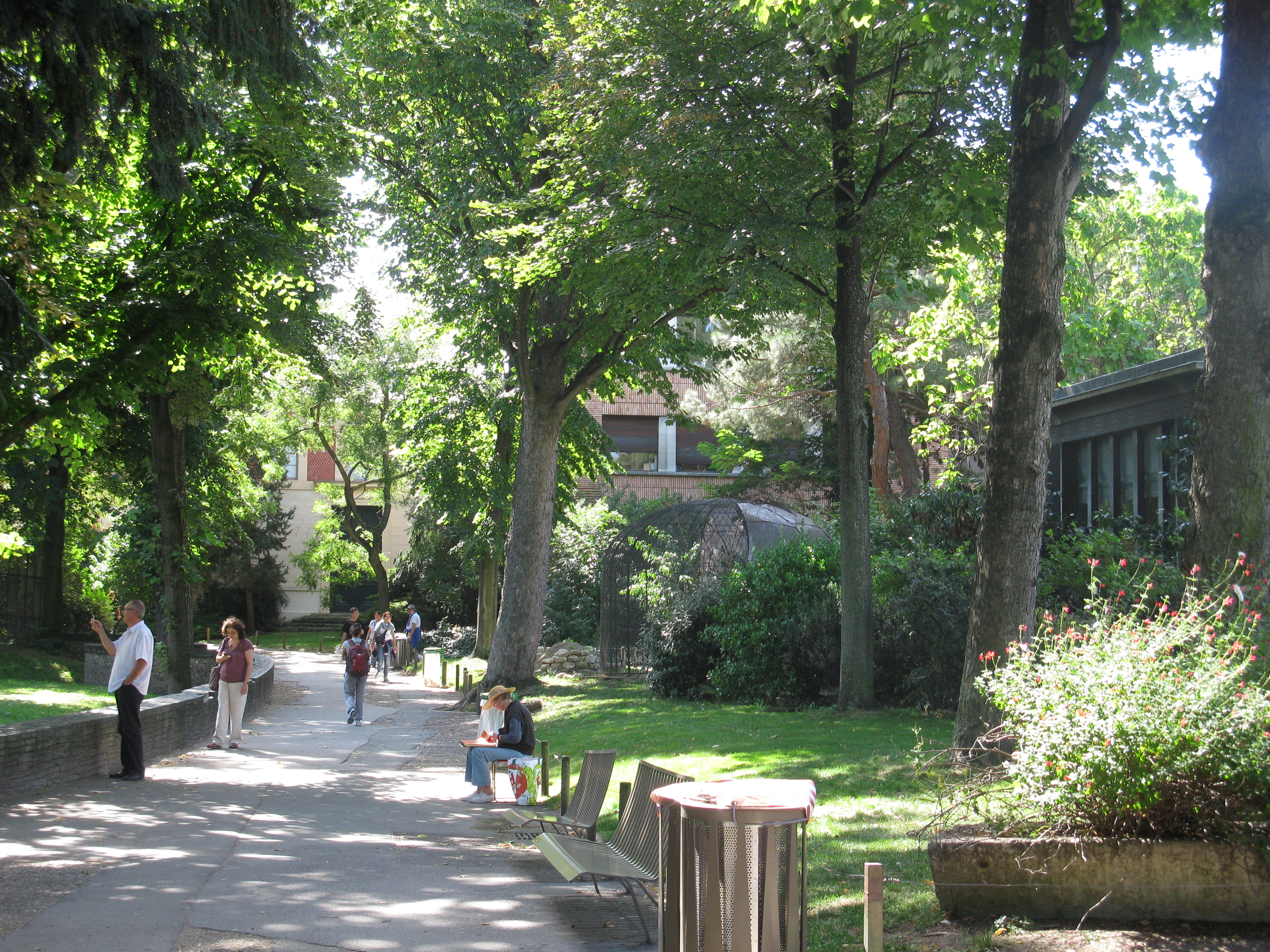
G)
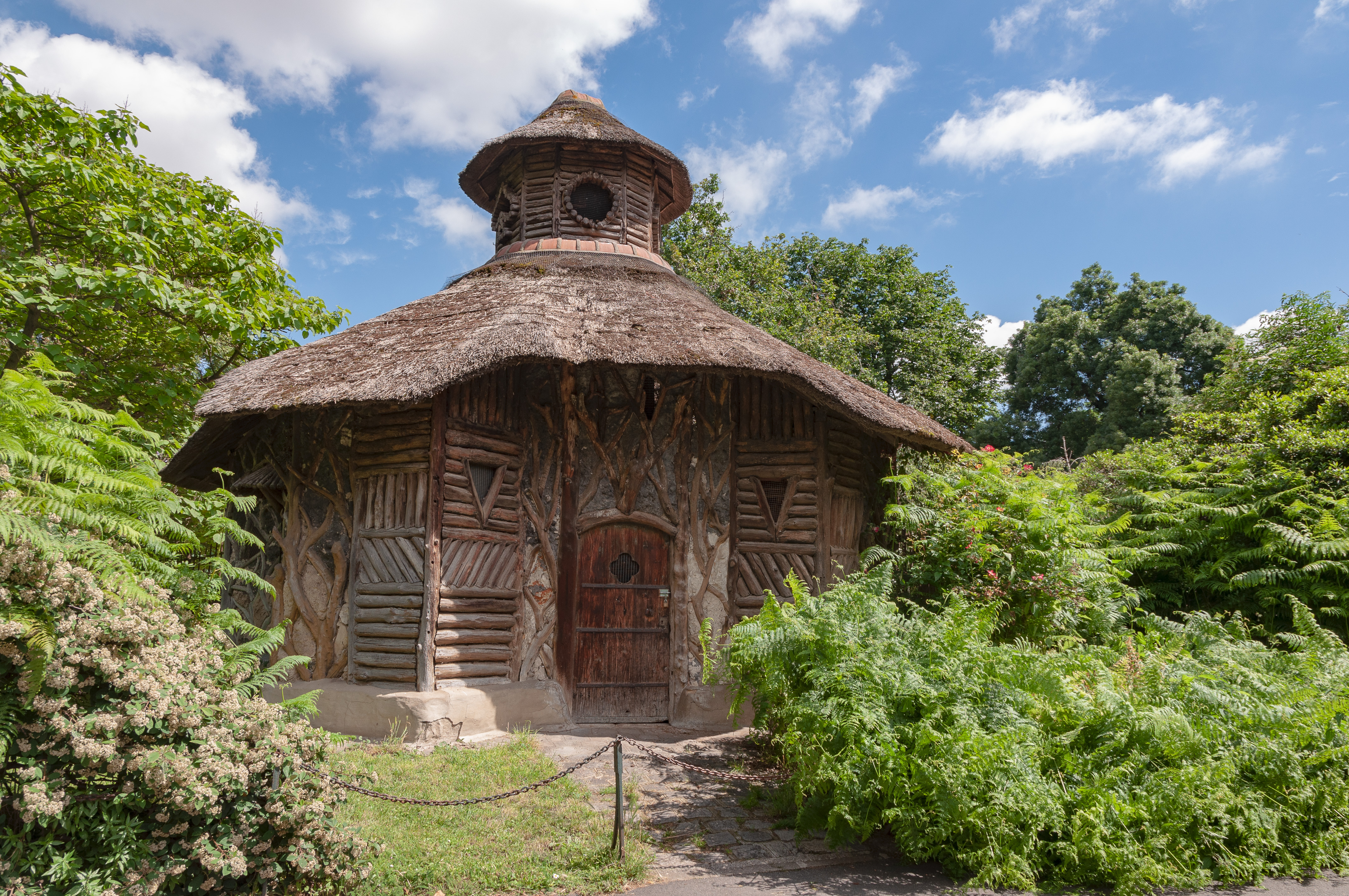
H)

Légendes
A) Extrémité nord de l'allée des Becquerel, avec la maison de Cuvier (portrait sculpté dans la niche) où Henri Becquerel découvrit la radioactivité en 1896 ;
B) Statue de Bernardin de Saint-Pierre avec Paul et Virginie, par Louis Holweck ;
C) Serre de Nouvelle-Calédonie construite entre 1834 et 1836 (dite à l'époque « pavillon oriental ») selon les plans de Charles Rohault de Fleury ;
D) Jardin alpin ;
E) Le carré Decaisne : une des collections vivantes de végétaux ;
F) Semis scientifique du département de botanique du Muséum servant aux recherches en nomenclature botanique, taxonomie et génétique des végétaux;
G) À droite, le vivarium de la Ménagerie, collection d'animaux vivants (arthropodes et petits vertébrés rares) ;
H) Abri zoologique de la ménagerie.

### Sites hors du siège

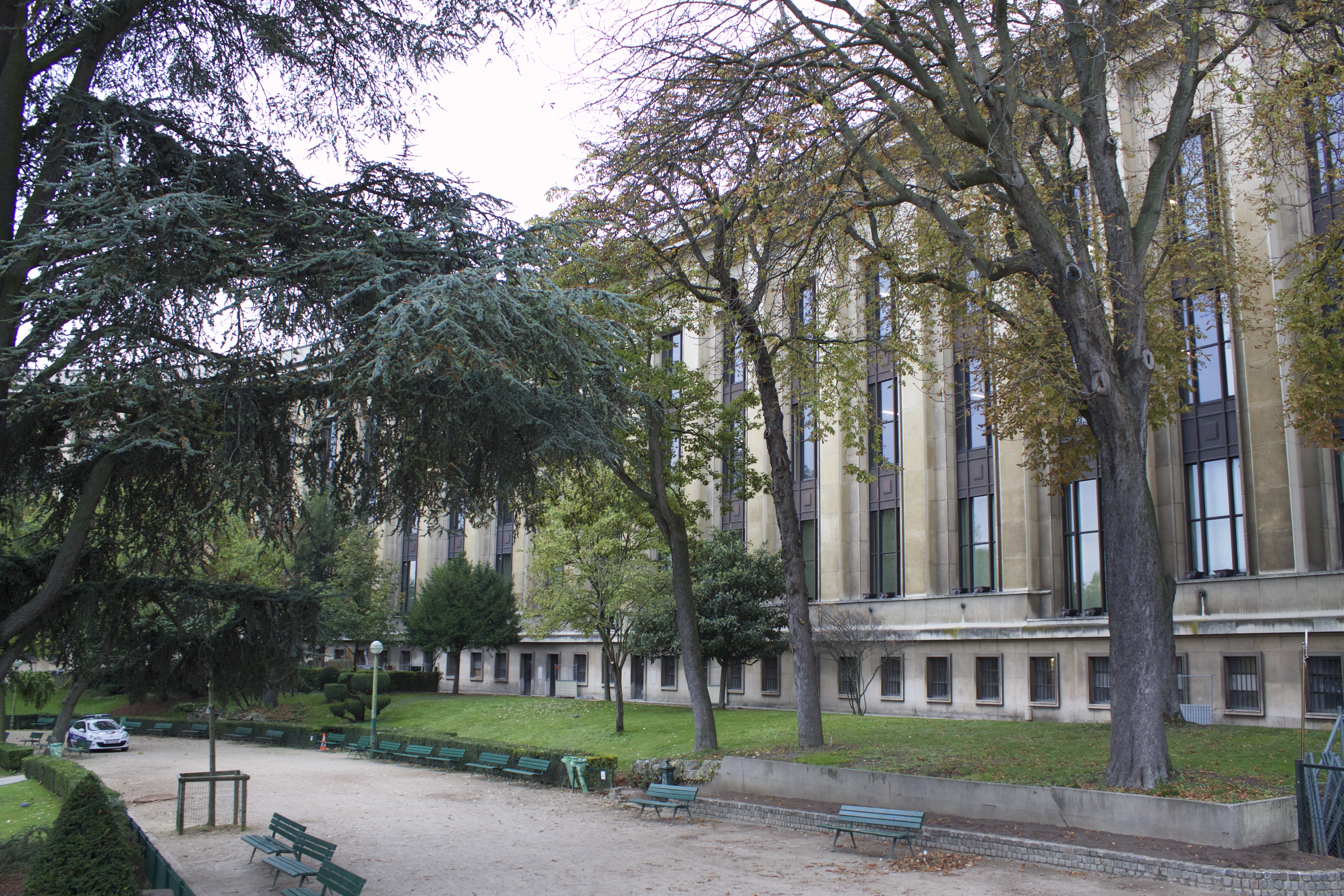
A)
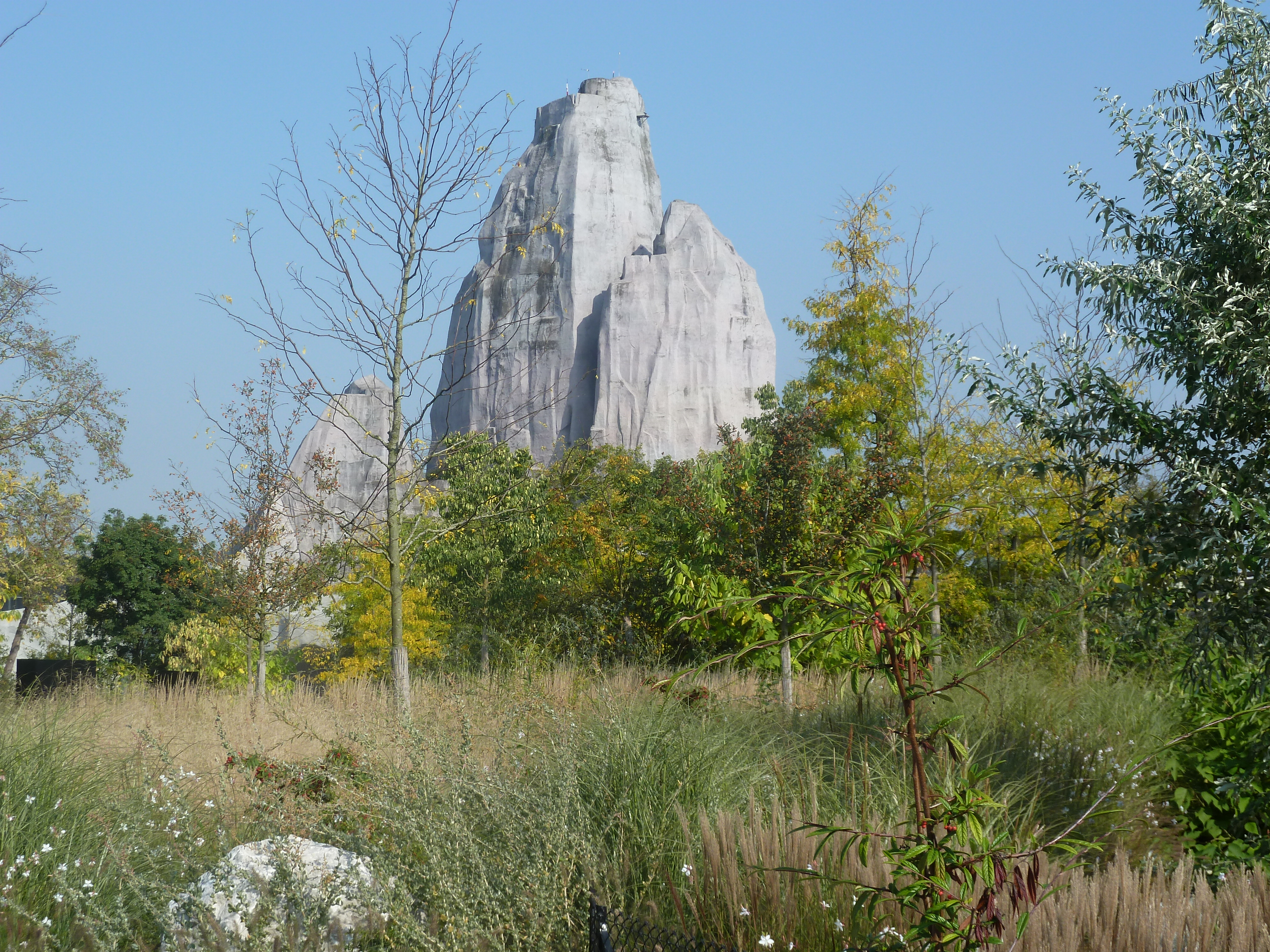
B)
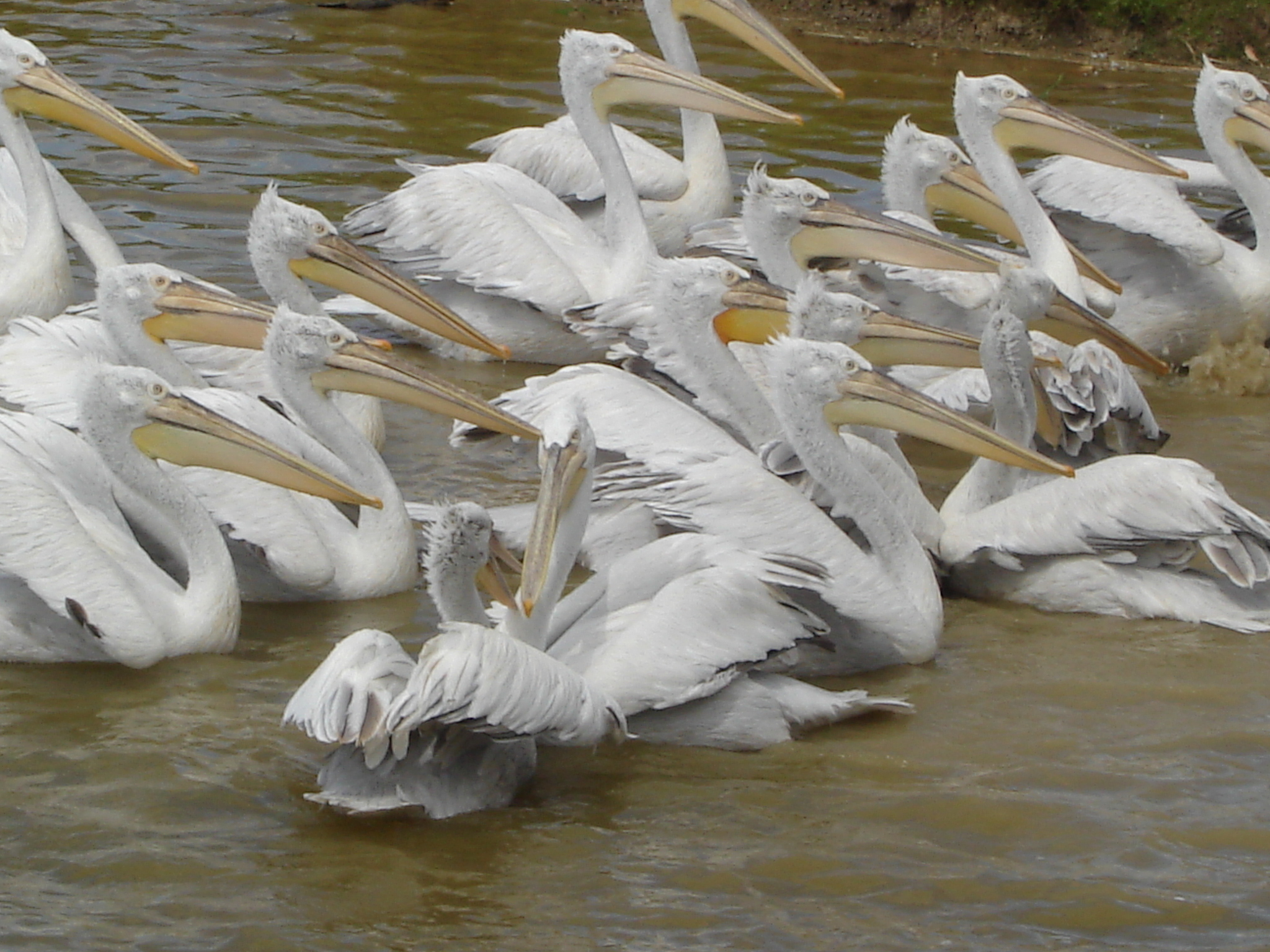
C)
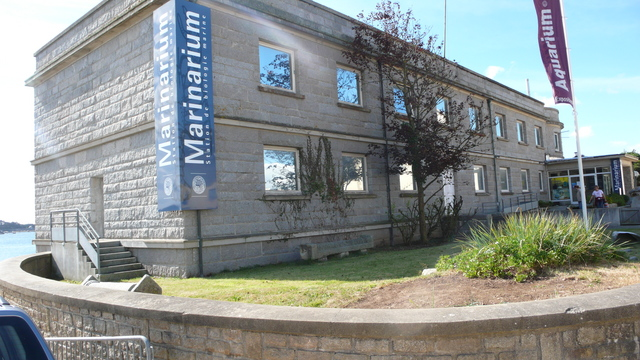
D)
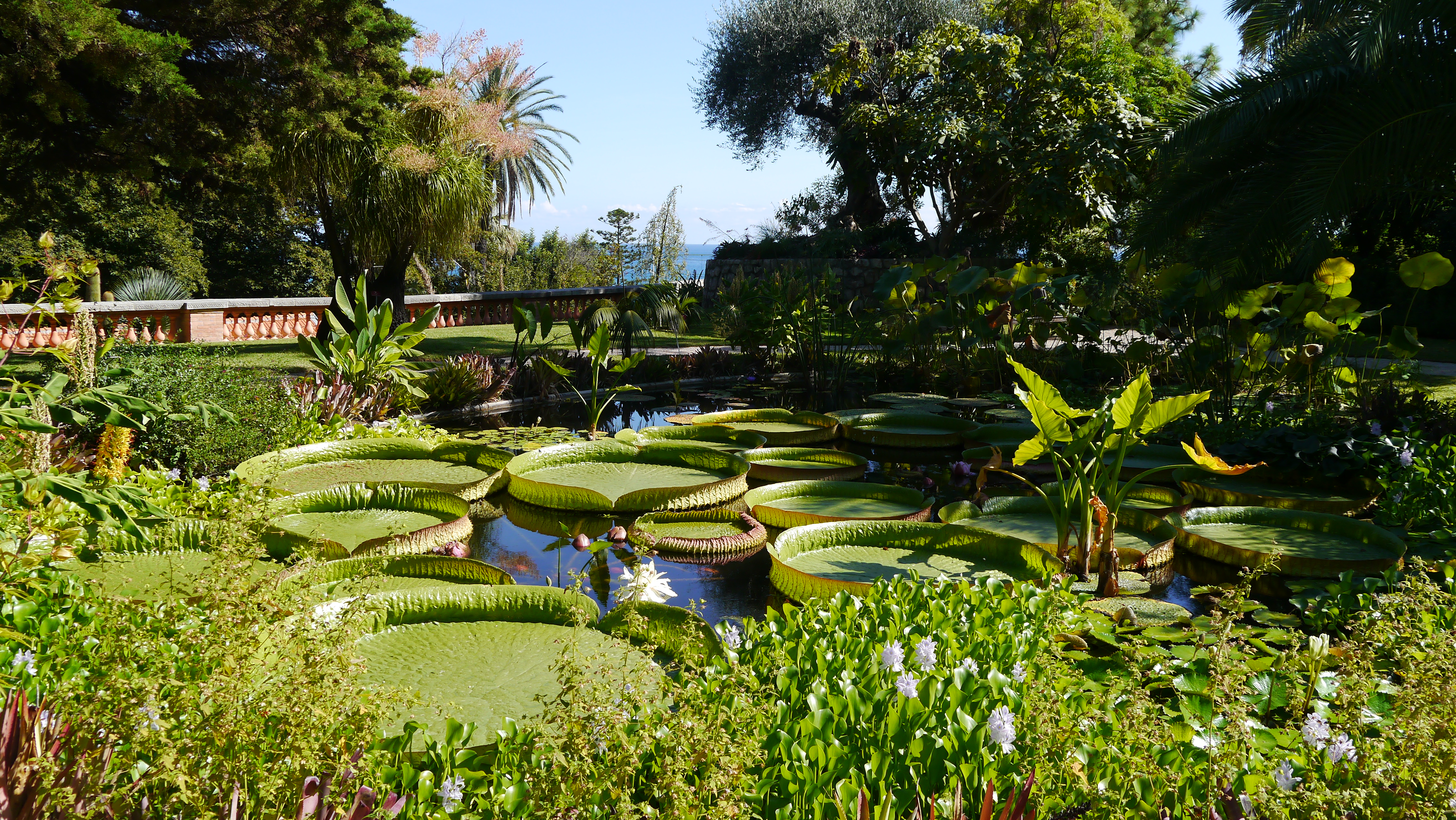
E)
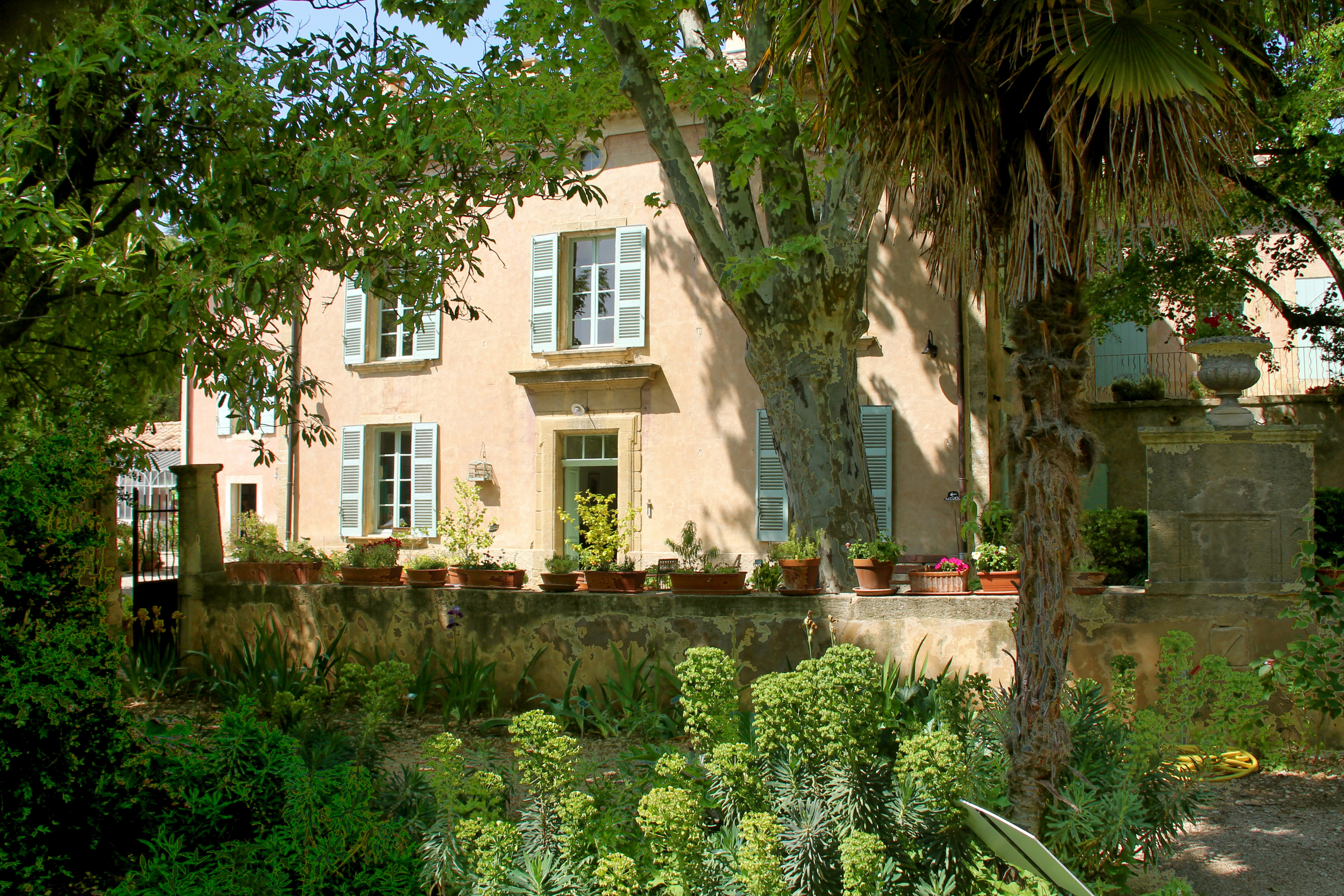
F)
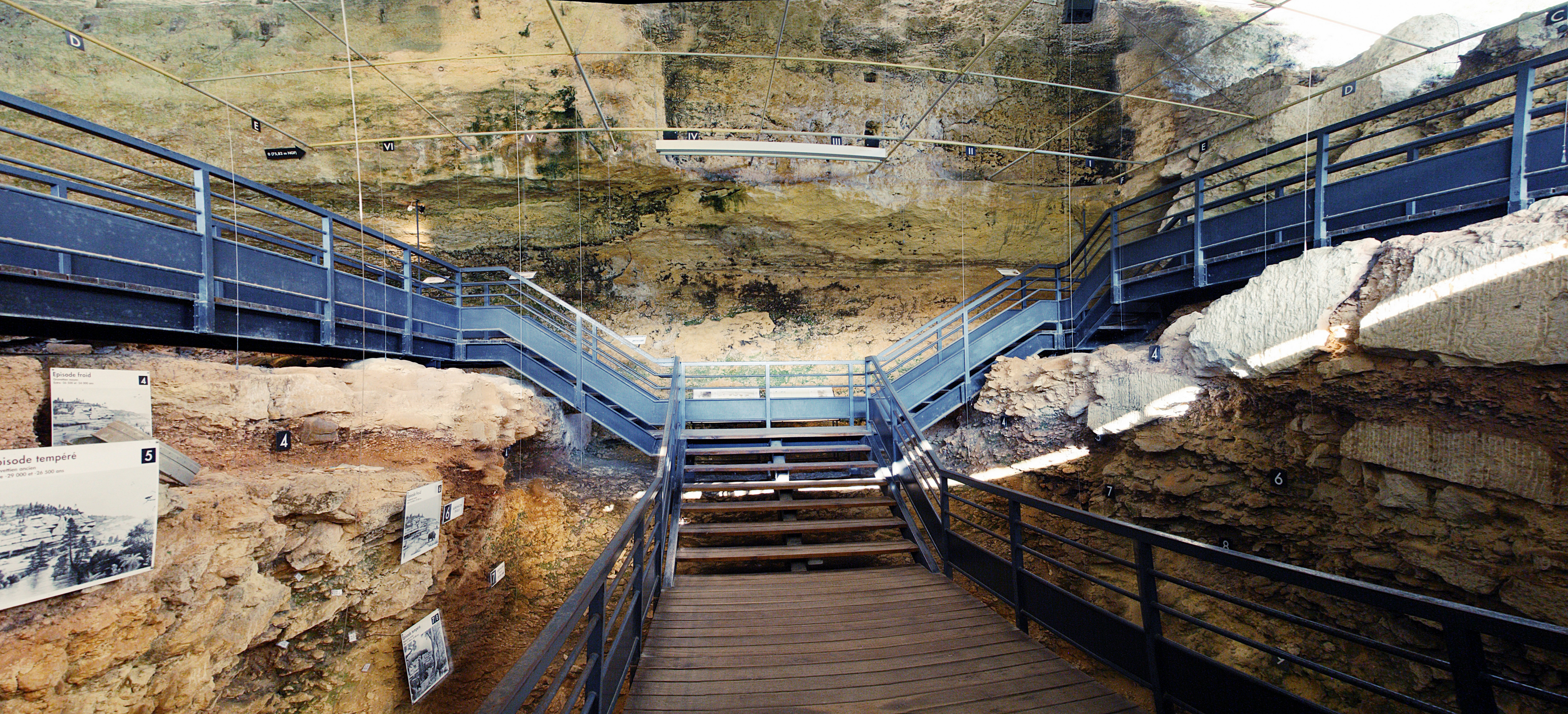
G)
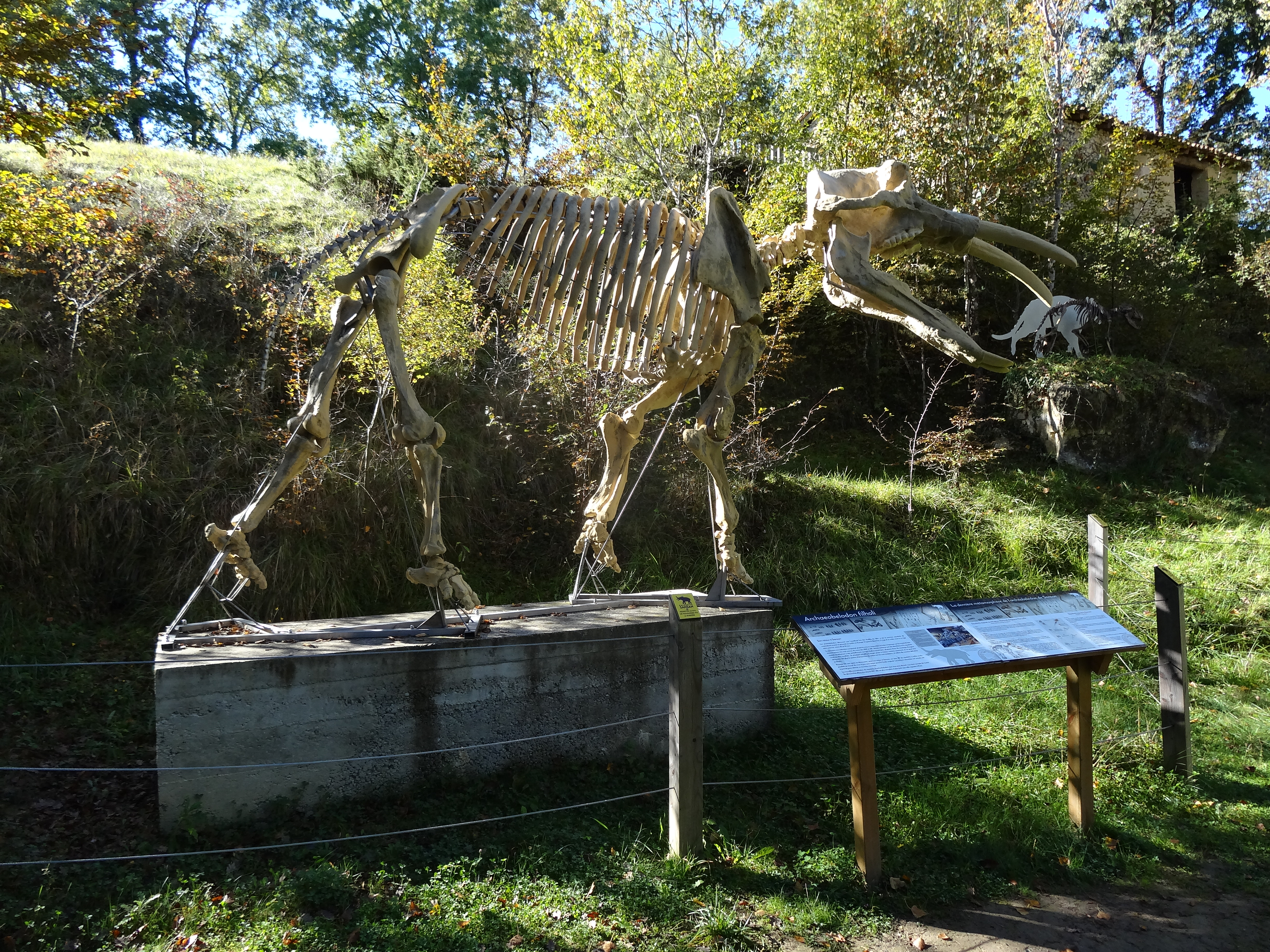
H)

Légendes :
A) Façade du musée de l'Homme, occupant les deux niveaux supérieurs de l'aile Sud-Ouest du palais de Chaillot ;
B) « Rocher » artificiel du Zoo de Vincennes ;
C) Pélicans de la réserve zoologique de la Haute-Touche ;
D) Station de biologie marine de Concarneau ;
E) Nénuphars géants du jardin botanique du Val Rahmeh ;
F) Harmas de Jean-Henri Fabre à Sérignan ;
G) Fouilles de l'abri Pataud, en Dordogne ;
H) Squelette d'Archeobelodon (en) remonté en plein air au site paléontologique de Sansan.

### Indicateurs visuels
Le logo du Muséum national d'histoire naturelle a été dessiné en 1793 par Gérard van Spaendonck ; il a évolué au fil du temps et la plus récente version date de 2018. L'établissement comporte en outre une signalétique d'orientation sur ses sites, des cartels botaniques ou zoologiques et des logos secondaires pour ses composantes.

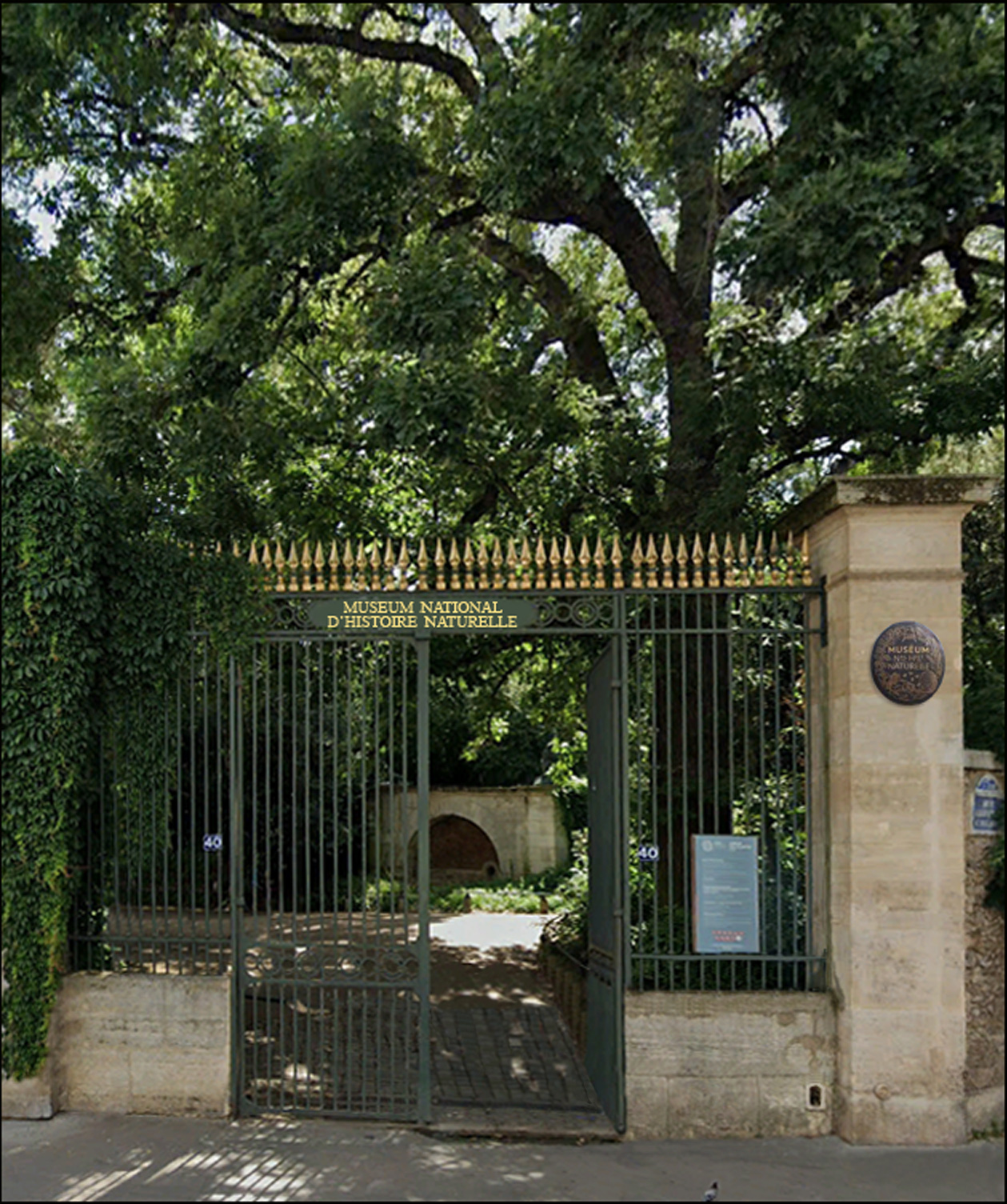
A)
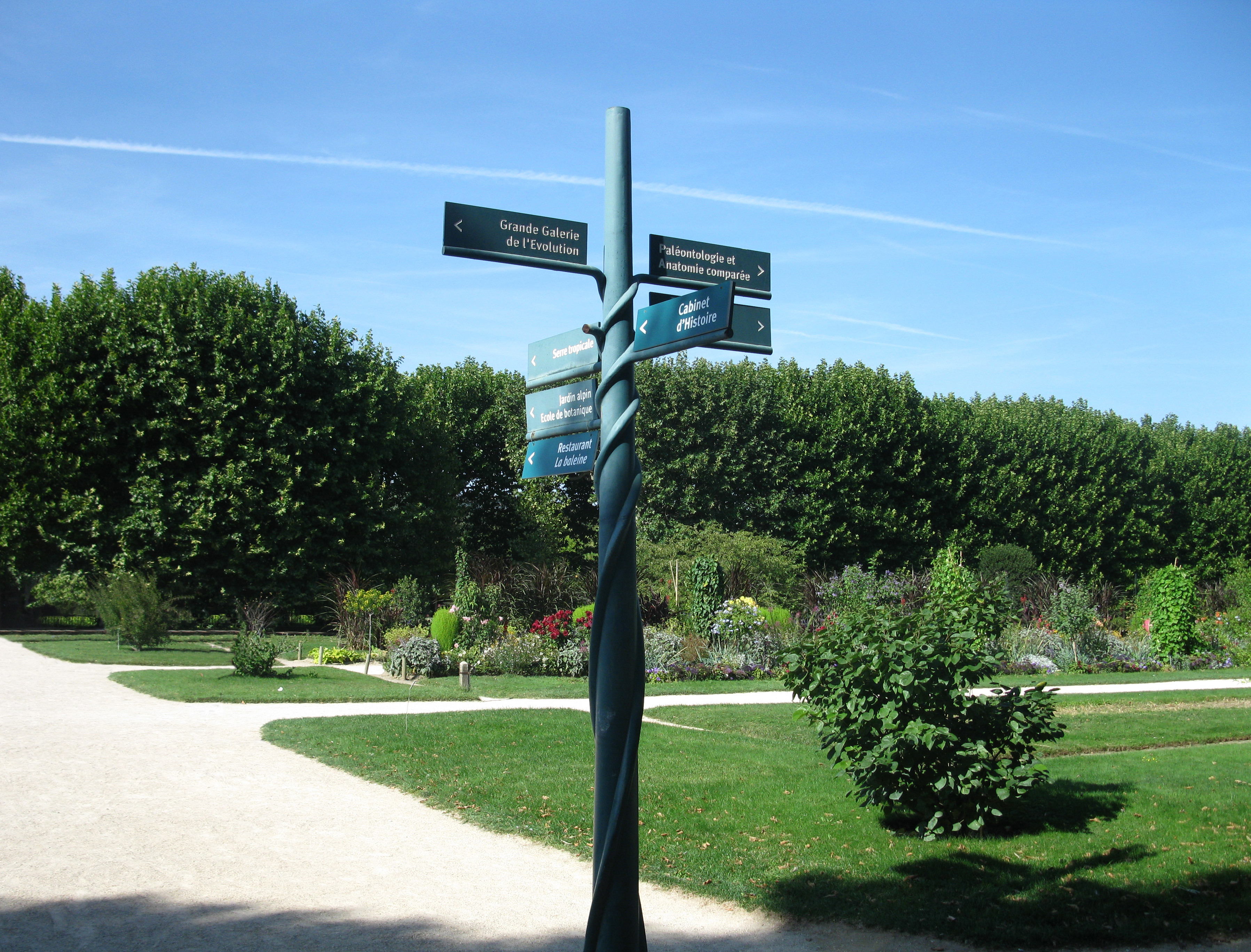
B)
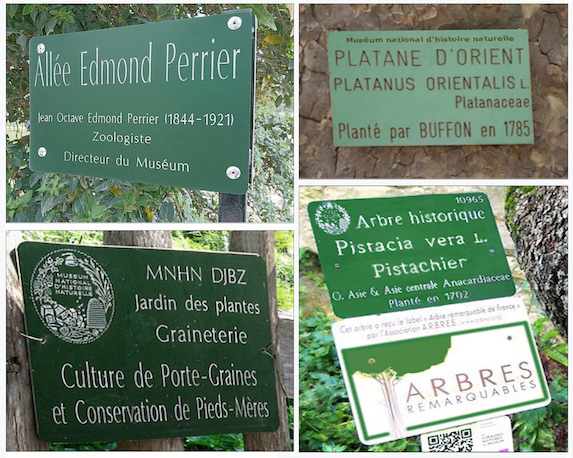
C)
D)
E)
F)
G)
H)
İ)
J)
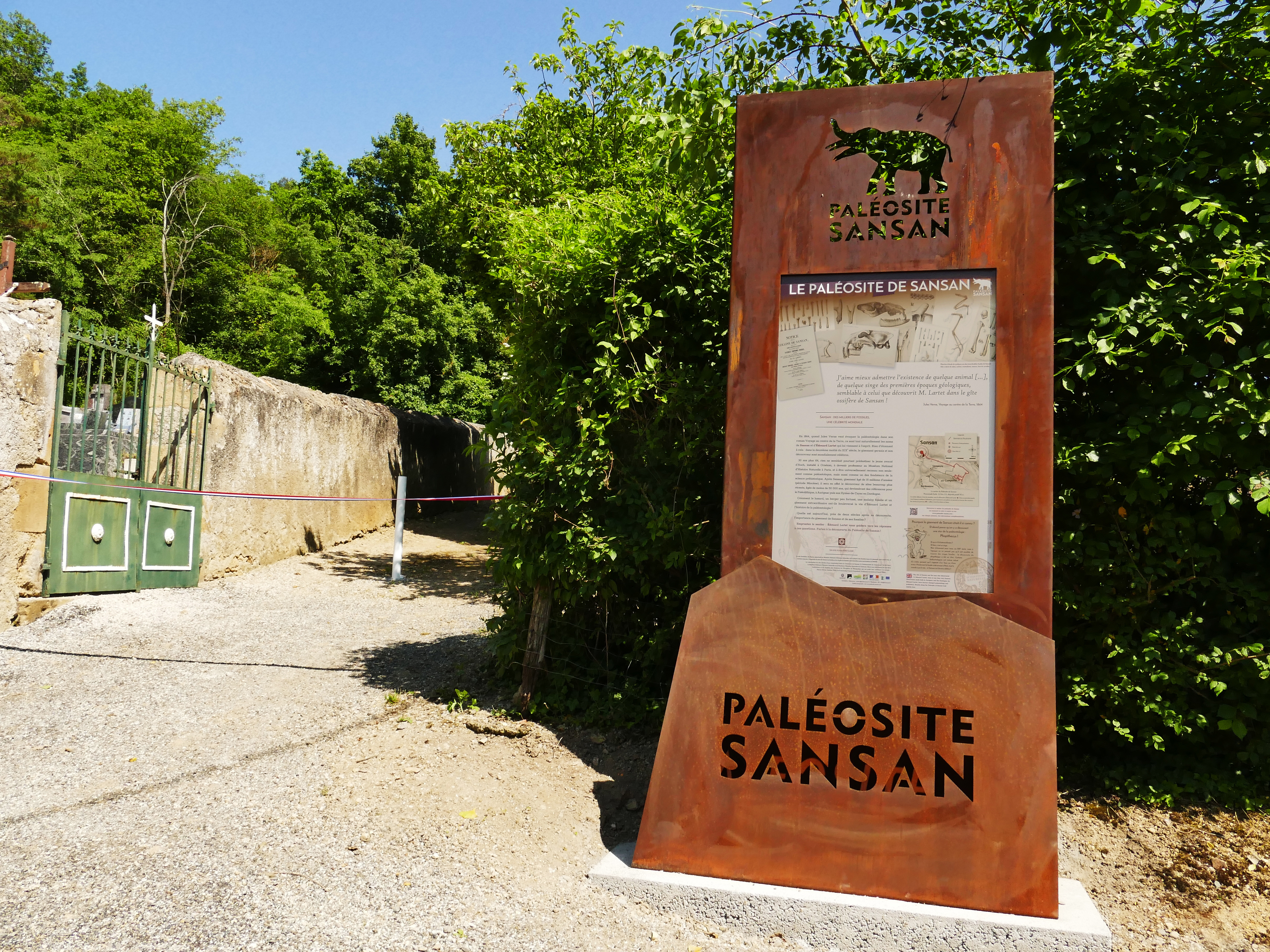
K)

Légende :
A) Portail du Muséum et du Jardin des plantes au no 40 de la rue Geoffroy-Saint-Hilaire, à l'angle de la rue Cuvier
B) Signalétique des galeries du Muséum
C) Signalétique des allées et des végétaux du jardin des plantes de Paris
D) Grande galerie de l'Évolution
E) Musée de l'Homme
F) Ménagerie du Jardin des plantes
G) Zoo de Vincennes
H) Réserve zoologique de la Haute-Touche
İ) Jardin botanique alpin La Jaÿsinia
J) Station de biologie marine de Concarneau
K) Signalétique du site paléontologique de Sansan.

## Agrandissements
Plusieurs projets d'agrandissement du Jardin royal des plantes et du Muséum national d'histoire naturelle ont été formulés au fil de son histoire : ceux de Buffon ont été concrétisés durant son intendance, pendant le demi-siècle allant de 1740 à 1790, tandis que ceux plus tardifs de Gabriel Thouin, de Léon-Louis Fillol et de Raymond Pujol sont restés dans les cartons, soit parce qu'entre-temps les quartiers St-Victor et du jardin des plantes avaient été plus densément urbanisés, soit parce que les choix politiques n'ont pas tranché en faveur du Muséum.

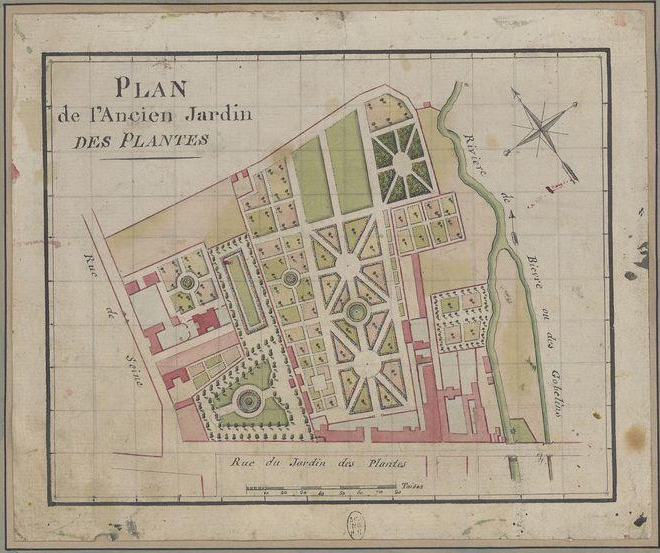
A)
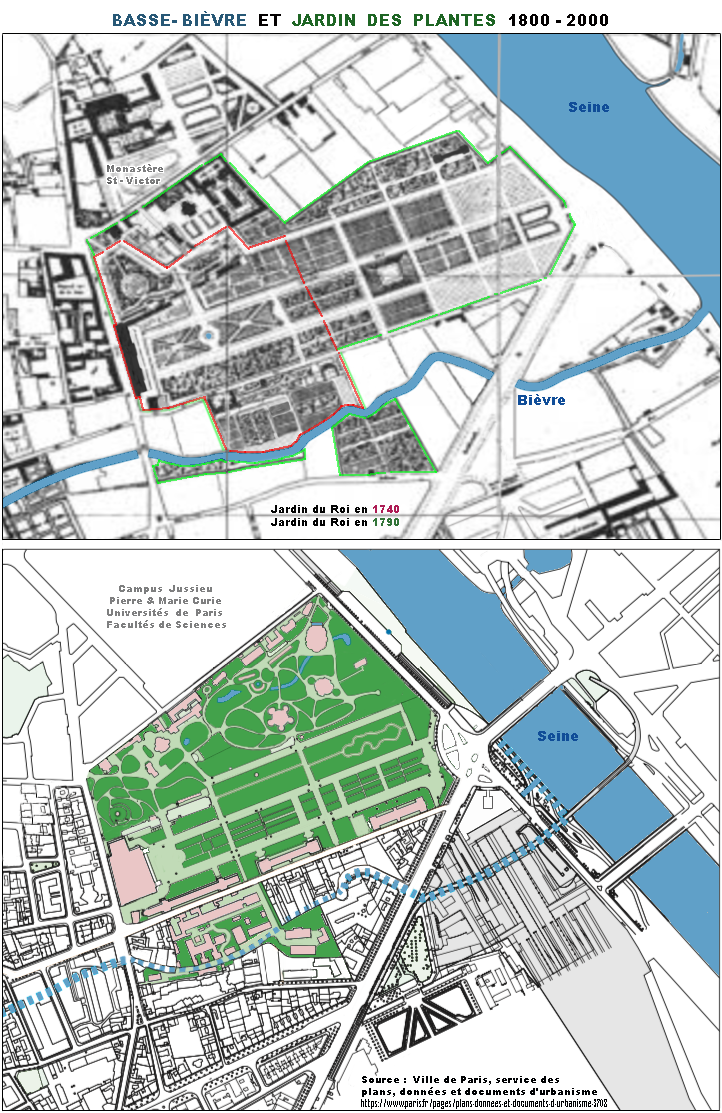
B)
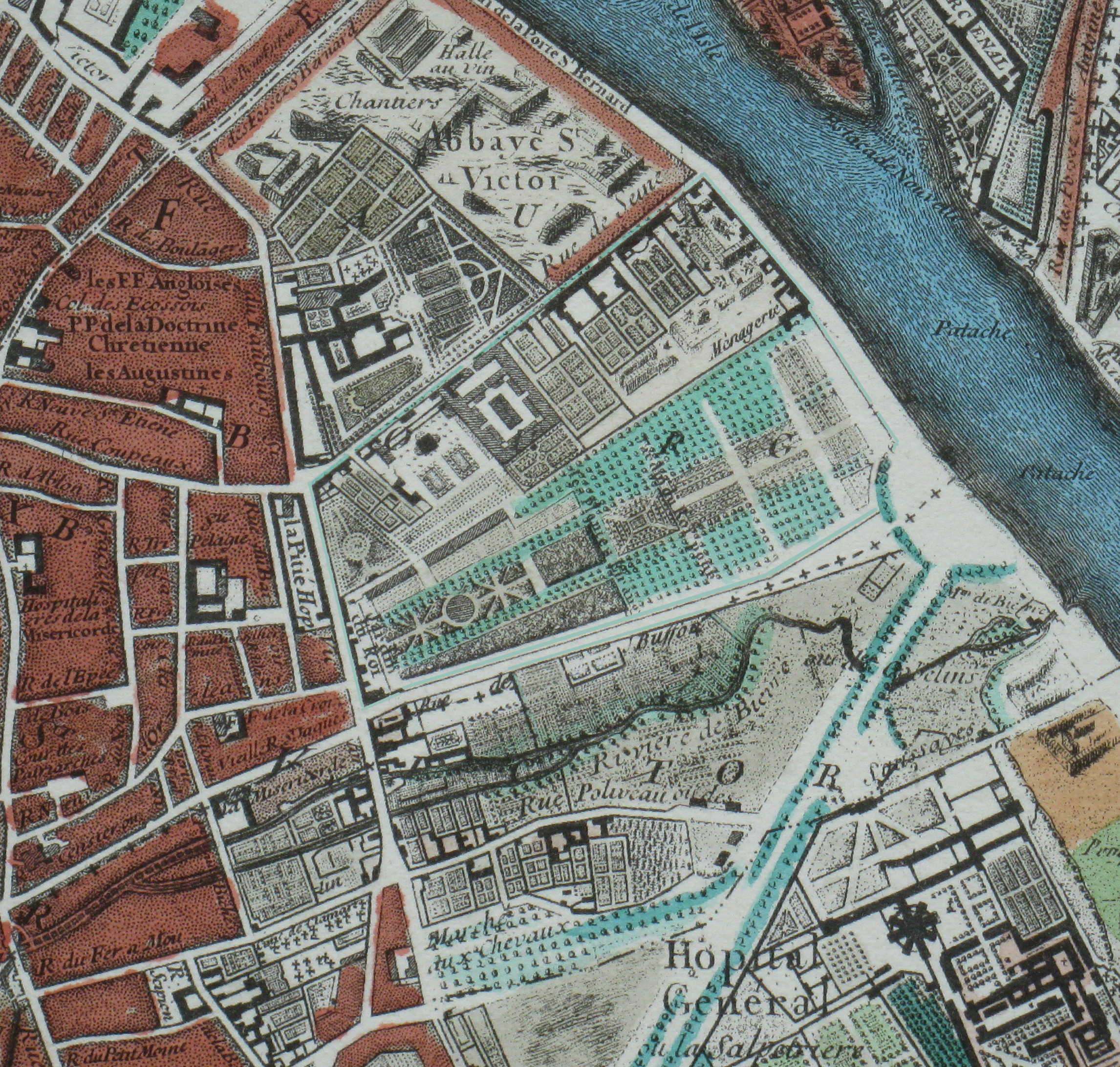
C)
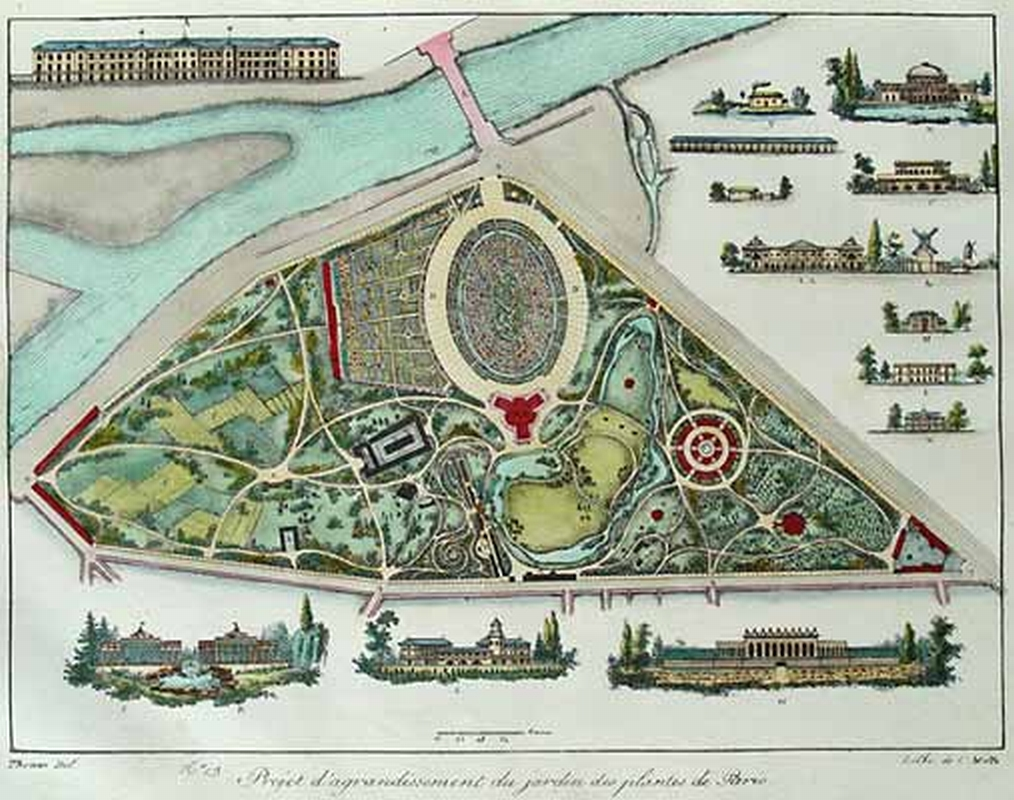
D)
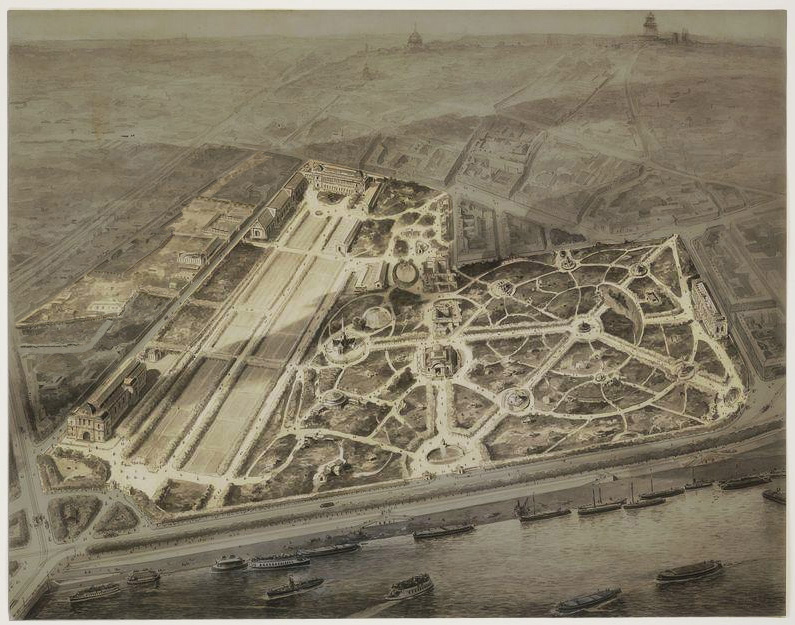
E)
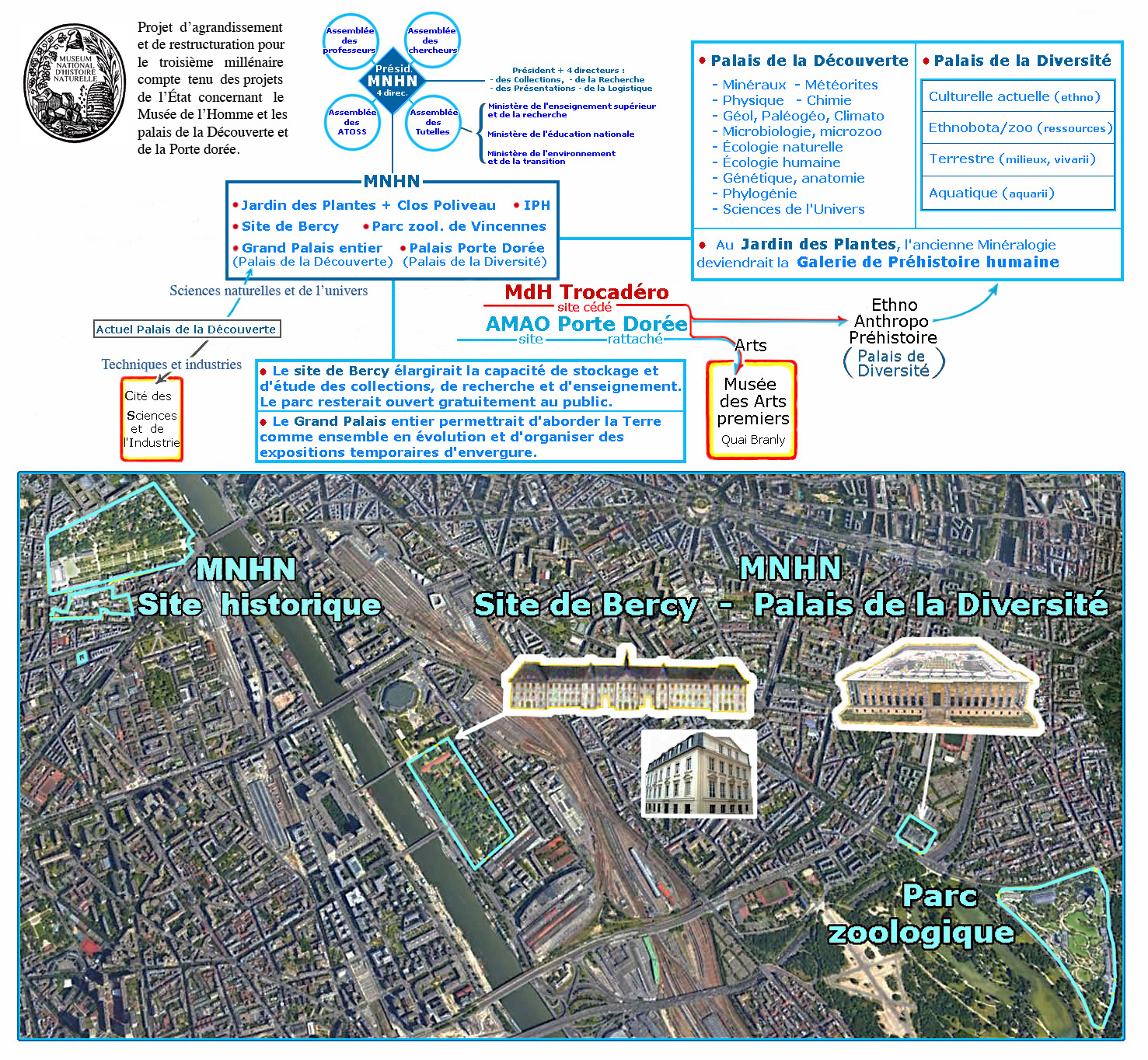
F)

Légende des plans :
A) Plan de Barbeau de 1796, vue vers le Nord-Est du Jardin royal des plantes médicinales avant les agrandissements de Buffon vers la Seine à l'est et sur la rive droite de la Bièvre au sud.
B) Plans du site du Muséum à deux siècles d'écart : en haut, il passe des limites en rouge (plan de Barbeau) aux limites en vert sous l'intendance de Buffon (1738-1788).
C) Le Jardin des plantes vers 1794-1802, vu vers le nord après les agrandissements de Buffon : il atteint la Seine sans inclure toute l'actuelle ménagerie encore séparée de la rue de Seine devenue rue Cuvier, et inclut les deux rives de la Bièvre encore à l'air libre ; la principale allée du jardin (appelée « desserte du jardin des plantes ») est devenue la rue Buffon.
D) Projet d'agrandissement de Gabriel Thouin vers 1819-1820, vu vers le Nord-Est : le labyrinthe se trouve en bas au centre. Si ce plan avait été concrétisé, plusieurs quartiers n'auraient pas été construits au nord et au sud du jardin, et la halle aux vins n'aurait pas été réalisée.
E) Projet d'agrandissement de Léon-Louis Fillol (1900, vue vers le Sud-Ouest), étendant la ménagerie vers le nord à la place de halle aux vins ; sur ce même périmètre, en 1965, Lionel Balout, Roger Heim et Jean-Pierre Lehman proposèrent en vain la création d'un « Musée de l'évolution ».
F) Projet de Raymond Pujol (1999) : il n'agrandissait pas le site principal mais lui en ajoutait d'autres dans le 12e arrondissement de Paris et restructurait l'offre muséologique parisienne en s'adaptant à la volonté de Jacques Chirac (alors chef de l'État) de sortir les collections d'art premier du musée de l'Homme et du palais de la Porte-Dorée pour les attribuer au nouveau musée du Quai Branly (et plus tard au MuCEM),. Le projet de Raymond Pujol visait à présenter le genre humain dans sa diversité anthropologique, historique, linguistique et culturelle, sans oublier les aspects ethno-écologiques et la biodiversité, en se basant sur les collections ethnographiques restantes et sur l'aquarium du palais de la Porte-Dorée.